# Eva Perón
María Eva Duarte (Junín o área rural de Los Toldos, 7 de mayo de 1919-Buenos Aires, 26 de julio de 1952), también llamada María Eva Duarte de Perón y más conocida como Eva Perón o monónimamente como Evita, fue una política y actriz argentina, primera dama de la Nación Argentina durante la presidencia de Juan Domingo Perón entre 1946 y 1952 y presidenta del Partido Peronista Femenino y de la Fundación Eva Perón. Fue declarada oficialmente y de manera póstuma «Jefa Espiritual de la Nación» en 1952.
De origen humilde, migró a los quince años a la ciudad de Buenos Aires, donde se dedicó a la actuación, alcanzando renombre en el teatro, el radioteatro y el cine. En 1943 fue una de las fundadoras de la Asociación Radial Argentina (ARA), sindicato del que fue elegida presidenta.
En 1944, conoció a Juan Domingo Perón, entonces secretario de Trabajo y Previsión de la dictadura conocida luego como Revolución del 43, en un acto relacionado con la ayuda a las víctimas del terremoto de San Juan de 1944. Ya casada con Perón, participó activamente en la campaña electoral del mismo en 1946, siendo la primera política argentina en hacerlo. En 1947 impulsó y consiguió la sanción de la Ley de sufragio femenino, tras la cual buscó la igualdad jurídica de los cónyuges y la patria potestad compartida a través del artículo 39 de la Constitución de 1949.
En 1948 fundó la Fundación Eva Perón, mediante la cual construyó hospitales, asilos, escuelas, impulsó el turismo social creando colonias de vacaciones, difundió el deporte entre los niños mediante campeonatos que abarcaron todo el país, otorgó becas para estudiantes, ayudas para la vivienda y promocionó a la mujer en diversas facetas, adoptando así una posición activa en las luchas por los derechos sociales y laborales, constituyendo el vínculo directo entre Juan Domingo Perón y los sindicatos. En 1949, fundó el Partido Peronista Femenino. En 1951, debido a las primeras elecciones presidenciales con sufragio universal, el movimiento obrero propuso a Evita como compañera de fórmula de Perón, como candidata a vicepresidenta. Sin embargo, ella renunció a la candidatura el 31 de agosto en el día conocido como el «Día del Renunciamiento», debido a las presiones de los grupos opositores al gobierno, a las luchas internas dentro del peronismo y al cáncer de cuello de útero que tenía diagnosticado desde 1950, el cual se había agudizado.
Falleció debido al cáncer de cuello de útero que padecía el 26 de julio de 1952, a la edad de 33 años. Tras su muerte recibió honores oficiales, siendo velada en el Congreso de la Nación y en la Confederación General del Trabajo (CGT), en un evento multitudinario nunca antes visto en el país. Su cuerpo fue embalsamado y ubicado en la CGT, pero la dictadura cívico-militar autodenominada «Revolución Libertadora» secuestró y profanó su cadáver en 1955, ocultándolo durante dieciséis años. En la actualidad sus restos se encuentran en el cementerio de la Recoleta, de la ciudad de Buenos Aires.
Escribió dos libros: La razón de mi vida (1951) y Mi mensaje (1952). Recibió numerosos honores, entre ellos el título de Jefa Espiritual de la Nación, la gran Orden de Isabel la Católica en España de manos de Francisco Franco, la distinción de Mujer del Bicentenario, la Gran Cruz de Honor de la Cruz Roja Argentina, la Distinción del Reconocimiento de Primera Categoría de la CGT, la Gran Medalla a la Lealtad Peronista en Grado Extraordinario y el Collar de la Orden del Libertador General San Martín, máxima distinción argentina. Se han producido además numerosas películas, musicales, obras teatrales, novelas y composiciones musicales sobre Eva Duarte. 

## Biografía

### Nacimiento

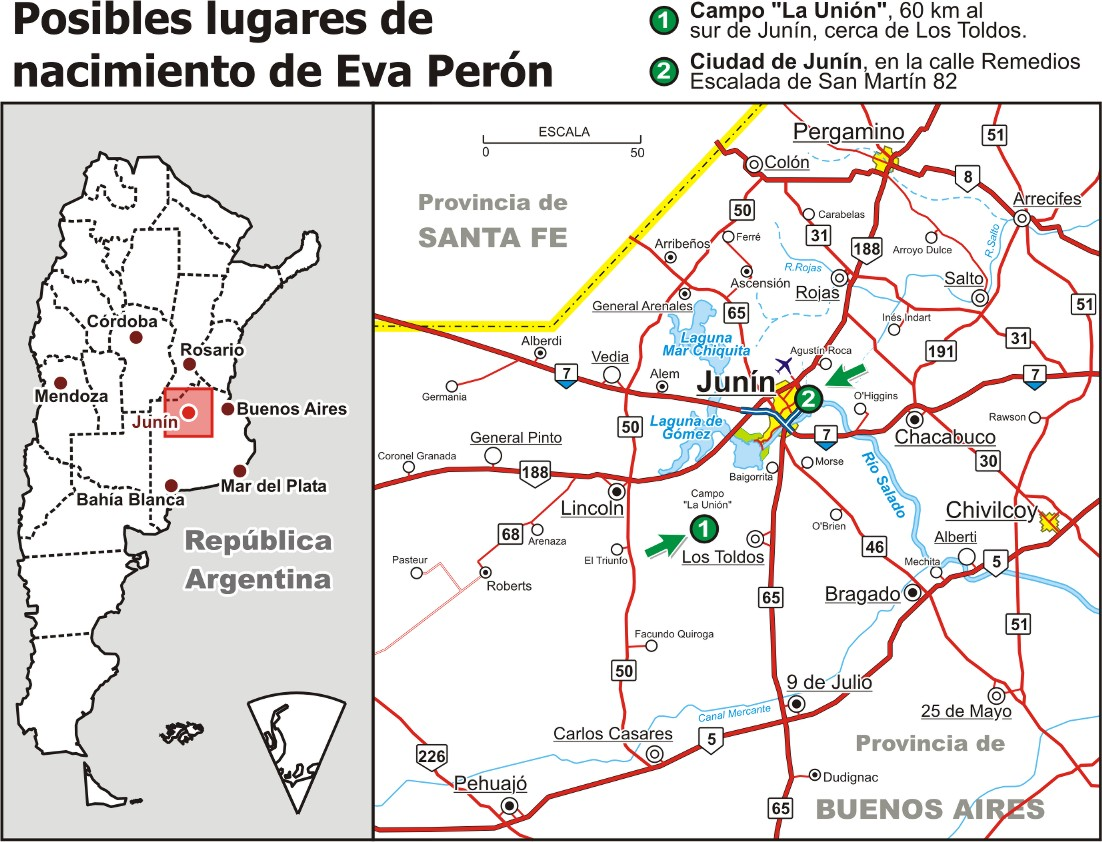
Posibles lugares de nacimiento de Eva Duarte: la ciudad de Junín o el campo La Unión, a 20 km de la localidad de Los Toldos, en el partido de General Viamonte.

Según el acta n.º 728 del Registro Civil de Junín, allí nació el 7 de mayo de 1922 una niña con el nombre de Eva María Duarte. Sin embargo, existe unanimidad entre los investigadores para sostener que esa acta es falsa y que fue realizada a instancias de la propia Eva Perón en 1945, cuando estuvo en Junín para contraer matrimonio con el entonces coronel Juan Domingo Perón.

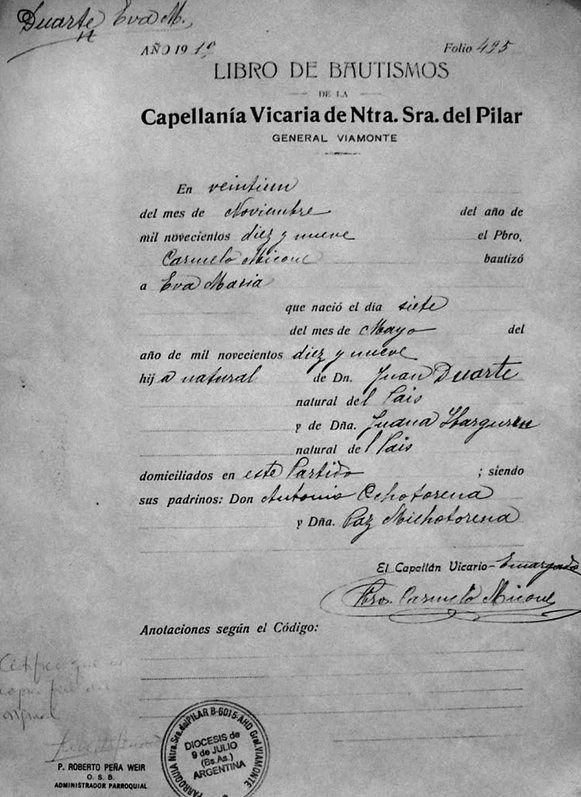
Acta de bautismo de Eva María Duarte del 21 de noviembre de 1919.

En 1970, los investigadores Borroni y Vacca comprobaron que la partida de nacimiento de Evita había sido falsificada y fue necesario establecer entonces la fecha y el lugar en los que efectivamente había nacido. Para ello, el documento más importante fue el acta de bautismo, que se encuentra registrada en el folio 495 del Libro de Bautismos correspondiente al año 1919 de la Capellanía Vicaria de Nuestra Señora del Pilar, realizada el 21 de noviembre de 1919, donde consta el bautismo de una niña llamada Eva María Duarte, nacida el 7 de mayo de 1919, "hija natural" de Juana Ibarguren y Juan Duarte. En la primera década del siglo XX, Juan Duarte fue uno de los beneficiados con las maniobras fraudulentas que comenzó a implementar el gobierno para quitarle la tierra a la comunidad mapuche de los Coliqueo en Los Toldos, apropiándose de la estancia en la que nació Eva.
Hoy se acepta de modo prácticamente unánime que Evita realmente nació tres años antes de lo que indica la documentación estatal, el 7 de mayo de 1919.
Sobre el lugar de nacimiento las posibilidades que manejan los historiadores son dos:
- Nacimiento en la ciudad de Junín. Algunos historiadores y las investigaciones más recientes, apoyados en los documentos oficiales (partida de nacimiento, acta de matrimonio y libreta cívica), en diversos testimonios de testigos y en los dichos de la propia Evita y sus hermanas, sostienen que nació en la ciudad de Junín debido a que, por problemas con el embarazo, su madre debió trasladarse a esa ciudad para recibir mejor atención. En la época del nacimiento de Evita era habitual que las mujeres con embarazos problemáticos del área de influencia de Junín se trasladaran allí en búsqueda de una mejor atención médica, algo que sigue siendo así en muchos casos en la actualidad. De acuerdo con esta hipótesis, sostenida principalmente por los historiadores juninenses Roberto Dimarco y Héctor Daniel Vargas, Eva habría nacido en una vivienda ubicada en la actual calle Remedios Escalada de San Martín n.º 82 (en aquella época la calle se llamaba José C. Paz) siendo asistido el parto por una obstetra universitaria llamada Rosa Stuani. Al poco tiempo se habrían trasladado al domicilio ubicado en calle San Martín n.º 70 (actualmente llamada Lebensohn), hasta que la madre se repuso totalmente.[15][16][17]
- Nacimiento en el área rural del partido de General Viamonte. Otros historiadores sostienen que nació en la estancia La Unión, propiedad de su padre, donde vivió su familia al menos desde 1908 hasta 1926.[13][18][19][14][20][21] La Unión se encontraba en el partido de General Viamonte, exactamente frente a la toldería de Ignacio Coliqueo que originó el asentamiento, en la zona conocida por ese motivo como "La Tribu", a unos 20 km de la localidad de Los Toldos, que por entonces era una pequeña urbe de 3000 habitantes y a 60 km de Junín.[22][14] Borroni y Vacca recogieron testimonios en la zona de Los Toldos que indicaban que Juana Rawson de Guayquil habría sido la comadrona mapuche que asistió a la madre en el parto,[12][14] dato este último que ya había sostenido David Viñas en 1965.[13]

#### Su familia
Eva fue hija de Juana Ibarguren y Juan Duarte.
Juan Duarte (baut. Chivilcoy, 13 de noviembre de 1858-Chivilcoy, 8 de enero de 1926), conocido como el Vasco por los vecinos, era un estanciero e importante político conservador de Chivilcoy, una ciudad cercana a Los Toldos. Algunos estudiosos consideran que era un descendiente de inmigrantes vasco-franceses de apellido D'Huarte, Uhart o Douart.
Juana Ibarguren (Bragado, 9 de febrero de 1894-1971) era hija de la puestera criolla Petrona Núñez (Bragado, 23 de febrero de 1872-?) y de su esposo el carrero Joaquín Ibarguren (Bragado, 12 de febrero de 1862-Bragado, 9 de enero de 1899) y nieta materna de Antonio Núñez (Córdoba, 1826-?) y de su esposa Pabla Pregote (Villa Tulumba, c. 1837-?), hija de Bartolomé Luis Pregote de Flores y de su esposa Josefa Enríquez. Aparentemente tenía poca relación con el pueblo, ubicado a 20 km, y por eso se sabe poco de ella, pero debido a la cercanía de su casa con la toldería de los Coliqueo tenía estrecho contacto con la comunidad mapuche de Los Toldos. En todos los partos de sus hijos fue asistida por una comadrona indígena llamada Juana Rawson de Guayquil.

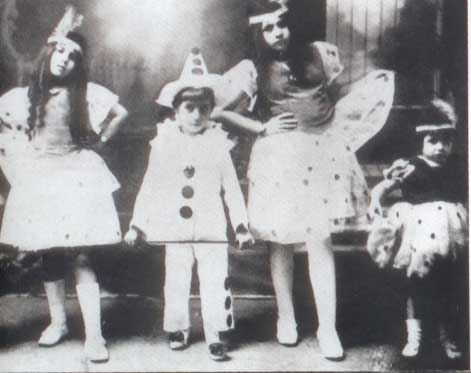
Evita (en el extremo derecho) con sus hermanos mayores en el carnaval de 1921.

Juan Duarte, el padre de Eva, mantenía dos familias, una legítima en Chivilcoy, con su esposa legal Adela D´Huart (-1919) o Estela Grisolía y varios hijos; y otra considerada «ilegítima», en Los Toldos, con Juana Ibarguren. Se trataba de una costumbre generalizada en el campo, para los hombres de clase alta, antes de los años 1940 que aún es frecuente en algunas zonas rurales del país. Juntos tuvieron cinco hijos:
- Blanca (1908-2005).
- Elisa (1910-1967).
- Juan Ramón (1914-1953).
- Erminda Luján (1916-2012).
- Eva María (1919-1952).

Eva vivió en el campo hasta marzo de 1926, fecha en la que el padre falleció y la familia quedó desprotegida completamente, debiendo abandonar la estancia en la que vivían. Estas circunstancias de su niñez, en las condiciones de discriminación de los primeros años del siglo XX, la marcaron profundamente.

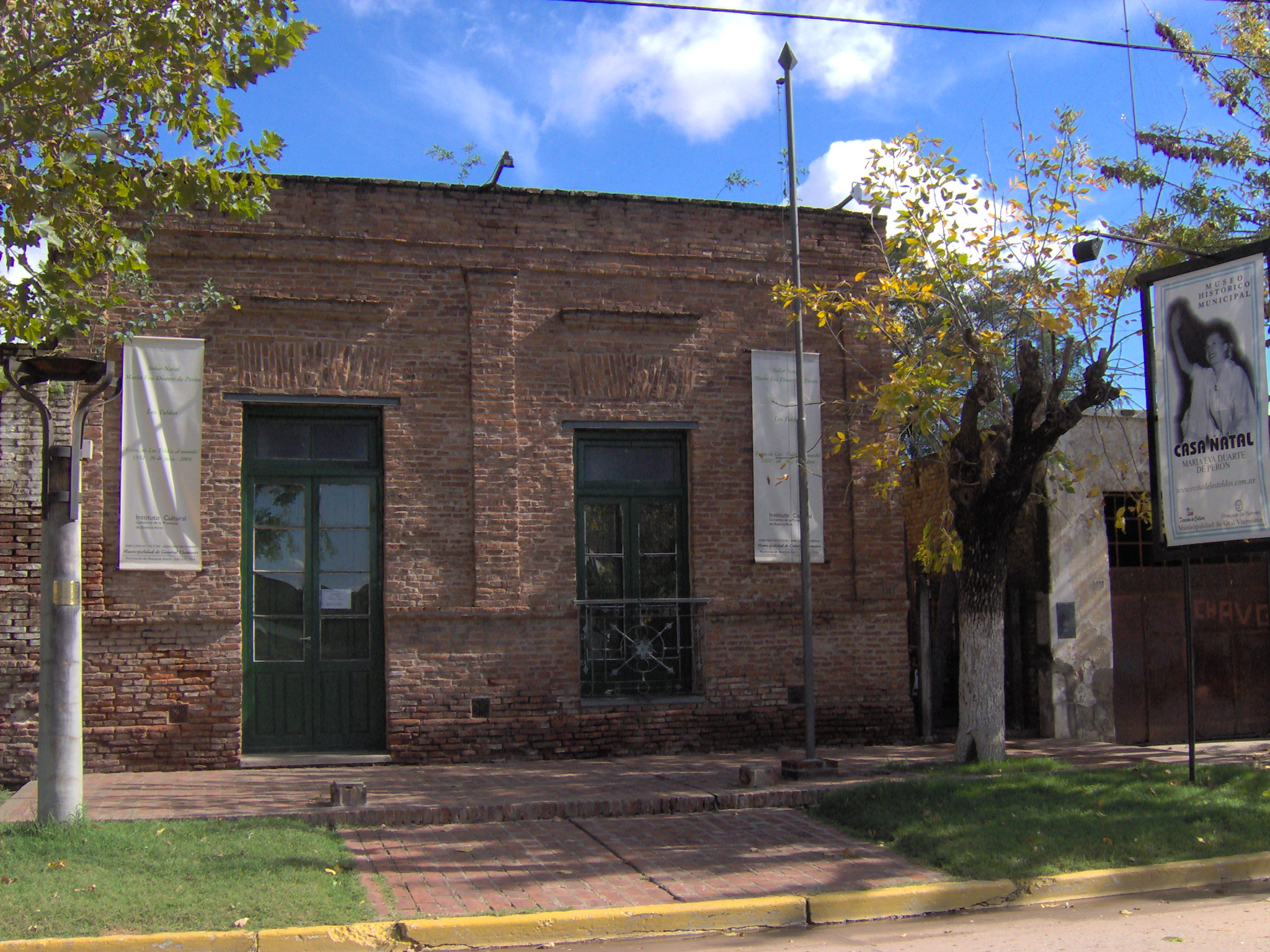
Casa de Eva Duarte en la ciudad de Los Toldos donde vivió en su infancia. Actualmente es un museo.

En aquella época la ley argentina establecía una serie de calificaciones infames para las personas si sus padres no habían contraído matrimonio legal, genéricamente llamados «hijos ilegítimos» o «naturales». Una de esas calificaciones era la de «hijo adulterino», circunstancia que la ley mandaba hacer constar en la partida de nacimiento de los niños. Ese era el caso de Evita.
Una vez en el gobierno, el peronismo en general y Evita en particular, impulsaron leyes antidiscriminatorias para igualar a las mujeres con los varones y a los niños entre sí, sin importar la naturaleza de las relaciones entre sus padres, proyectos que fueron muy resistidos por la oposición, la Iglesia y las Fuerzas Armadas. Finalmente en 1954, dos años después de su muerte, el Partido Peronista por iniciativa de las diputadas Juana Larrauri y Delia Parodi, logró sancionar una ley eliminando las discriminaciones, como hijos «naturales», «adulterinos», «sacrílegos», «mánceres», etc., aunque manteniendo la diferencia entre hijos matrimoniales y extramatrimoniales. El propio Juan Domingo Perón, había sido registrado como «hijo natural».

### La infancia en Los Toldos
El 8 de enero de 1926 falleció su padre en un accidente automovilístico en Chivilcoy. La familia entera viajó a esa ciudad para asistir al velatorio, pero la otra familia le prohibió la entrada en medio de un gran escándalo. Gracias a la mediación de un hermano político del padre, quien era por entonces intendente de Chivilcoy, pudieron acompañar el cortejo hasta el cementerio y asistir al entierro.
Para Evita el hecho tuvo una honda significación emocional vivenciado como una suma de injusticias. Con solo seis años, había tenido escaso contacto con su padre. Esta secuencia de acontecimientos tiene una gran importancia en el musical de Andrew Lloyd Webber y la película realizada en base al mismo.

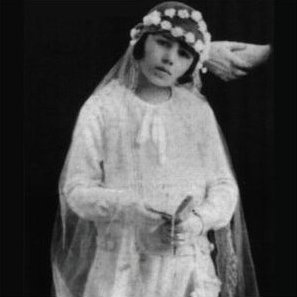
Primera comunión de Eva Duarte en 1926.

Ella misma hará alusión a ello en La razón de mi vida:

Para explicar mi vida de hoy, es decir lo que hago, de acuerdo con lo que mi alma siente, tuve que ir a buscar, en mis primeros años, los primeros sentimientos... He hallado en mi corazón, un sentimiento fundamental que domina desde allí, en forma total, mi espíritu y mi vida: ese sentimiento es mi indignación frente a la injusticia. Desde que yo me acuerdo cada injusticia me hace doler el alma como si me clavase algo en ella. De cada edad guardo el recuerdo de alguna injusticia que me sublevó desgarrándome íntimamente.
Eva Perón

Muerto el padre, la familia de Eva quedó económicamente desprotegida. Juana Ibarguren y los niños se vieron obligados a dejar de vivir en la estancia de Juan Duarte y mudarse a Los Toldos, habitando una pequeña casa de dos ambientes ubicada en las afueras del pueblo, en la calle Francia 1021 (actualmente museo), donde comenzó a trabajar como costurera para mantener a sus hijos.
Los Toldos era originalmente una toldería mapuche ―de allí su nombre―; es decir, un pueblo indígena. Allí estaba la comunidad mapuche de Coliqueo, instalada después de la batalla de Pavón (1861), por el legendario lonco y coronel del Ejército Argentino Ignacio Coliqueo (1786-1871), quien procedía del sur de Chile. Entre 1905 y 1936 se desarrolló allí una serie de argucias legales destinadas a excluir al pueblo mapuche de la propiedad de la tierra. Poco a poco, los indígenas fueron siendo desplazados como propietarios por estancieros no indígenas. Juan Duarte fue uno de ellos y por esa razón la estancia en la que Eva nació se encontraba precisamente frente a la toldería de Coliqueo.
Durante su infancia (1919-1930), Los Toldos era una pequeña población pampeana, de tipo rural, vinculada a la actividad agroganadera, específicamente trigo, maíz y ganado vacuno. La estructura social estaba controlada por el estanciero, propietario de grandes extensiones de tierra, que establecía relaciones de tipo servil con los peones de campo y con los arrendatarios. El tipo básico de trabajador en esa zona era el gaucho.
La muerte del padre comprometió la situación económica de la familia. Al año siguiente Eva ingresó a la escuela primaria, la que cursó con dificultades, debiendo repetir el segundo grado en 1929, cuando contaba con diez años. Sus hermanas han contado que ya por entonces mostraba su gusto por la declamación dramática y sus habilidades como malabarista. Por la forma de su cara recibiría el sobrenombre de Chola, por el que la llamaban entonces casi todos, al igual que Negrita, que mantendría toda su vida.
La escritora Aurora Venturini, que trabajó como psicóloga en la Fundación Eva Perón, compartió en una entrevista el siguiente recuerdo sobre la infancia de Eva que le contara su madre:

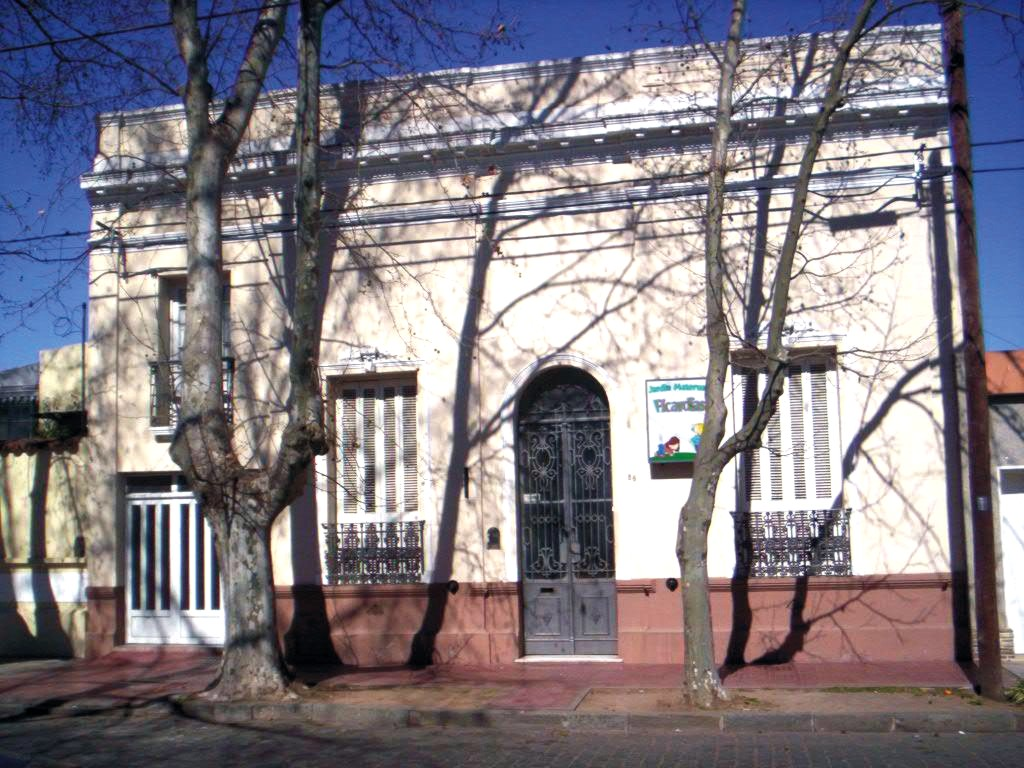
Casa ubicada en Roque Vázquez 86, en Junín, donde vivió Eva Duarte a principios de los años 1930.

Me contaba doña Juana, su mamá, que se escapaba de la escuela y se iba a pasar las tardes con los indios que quedaban en Los Toldos, les organizaba quermeses y rifas, bailaba folclore con ellos.

### La adolescencia en Junín
En 1930, su madre decidió mudar a la familia a la ciudad de Junín. Eva tenía por entonces once años. Allí comenzaron a prosperar sobre la base del trabajo de Juana Ibarguren, y sus hijos Elisa, Blanca y Juan. Erminda ingresó en el Colegio Nacional y Eva en tercer grado, en la Escuela N.º 1 «Catalina Larralt de Estrugamou», de la que egresó con su educación primaria completa en 1934, cuando contaba quince años.
La primera casa en la que se instalaron aún existe y estaba ubicada en la calle Roque Vázquez (luego renombrada Lebensohn) 86. A medida que la situación económica de la familia fue mejorando debido al trabajo de los hijos mayores, sobre todo el de Juan como vendedor de la empresa de artículos de tocador Guereño, los Duarte se mudaron primero (en 1932) a una casa más amplia en Lavalle 200, donde Juana organizó un comedor hogareño para el almuerzo, luego (en 1933) se mudaron a Winter 90 y finalmente (en 1934) a Arias 171..
En Junín afloró la vocación artística de Eva. En la escuela, donde no tuvo mayores dificultades a excepción de matemática, se destacaba abiertamente por la pasión que mostraba por la declamación, la actuación y la participación en cuanto espectáculo se organizase en la escuela, en el Colegio Nacional, en el cine del pueblo o en las audiciones radiales.

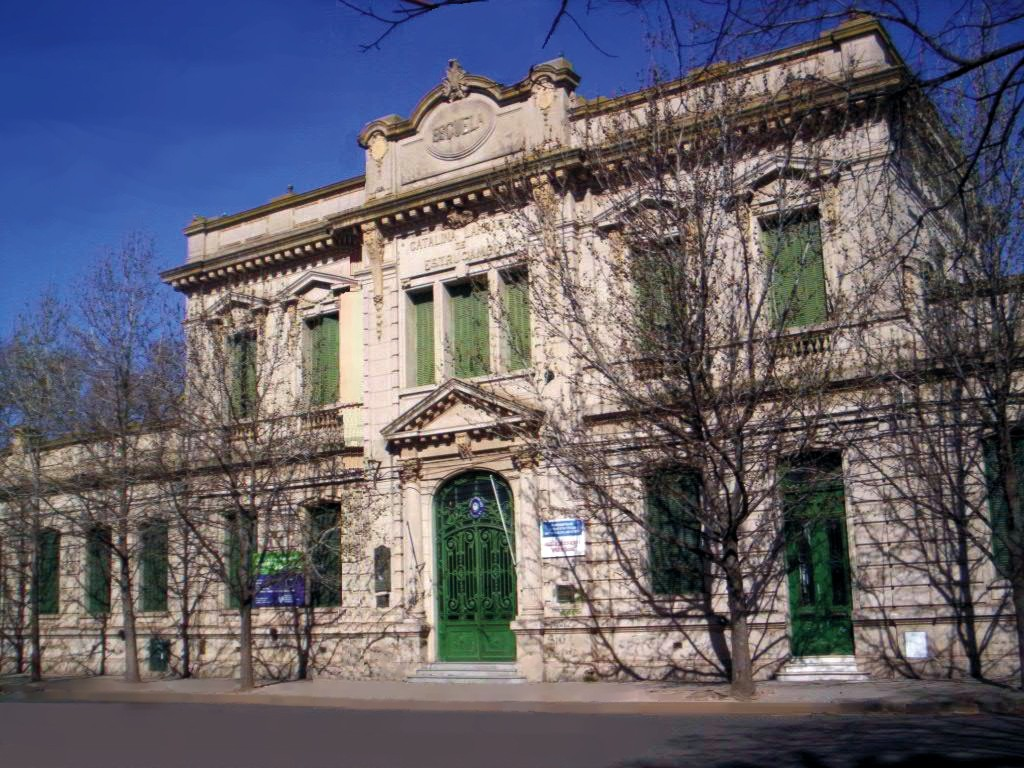
Escuela n.º 1 «Catalina Larralt de Estrugamou», en Junín, donde Eva Duarte terminó su educación primaria en 1934.

Su maestra de música, Délfida Noemí Ruíz de Gentile, recuerda:

A Eva le gustaba recitar, a mí cantar. En aquel entonces, don Primo Arini tenía una casa de música y, como no había radio en el pueblo, colocaba un parlante en la puerta frente a su negocio. Una vez por semana, de 19 a 20 horas, invitaba a desfilar a los valores locales para animar el programa La hora selecta. Eva recitaba poemas.

Allí fue donde participó por primera vez en una obra de teatro, una realización estudiantil llamada Arriba estudiantes. También actuó en otra obra teatral, Cortocircuito, con el fin de recaudar fondos para una biblioteca escolar. En Junín, Eva utilizó por primera vez un micrófono y escuchó su voz saliendo de altoparlantes.
En esta época mostró también sus condiciones de liderazgo, acaudillando a uno de los grupos de su grado. El 3 de julio de 1933, día de la muerte del expresidente Hipólito Yrigoyen, derrocado tres años antes por un golpe de Estado, Eva fue la única de su clase en ir a la escuela con un moño negro sobre el guardapolvo.
Ya por entonces soñaba con ser actriz y migrar a la ciudad de Buenos Aires. Su maestra Palmira Repetti recuerda:

Una jovencita de 14 años, inquieta, resuelta, inteligente, que tuve por alumna allá por 1933. No le gustaba la matemática. Pero no había nadie mejor que ella cuando se trataba de intervenir en las fiestas del colegio. Tenía fama de ser excelente compañera. Era una gran soñadora. Tenía intuición artística. Cuando terminó la escuela vino a contarme sus proyectos. Me dijo que quería ser actriz y que tendría que irse de Junín. En esa época no era muy común que una muchachita provinciana decidiera ir a conquistar la capital. Sin embargo yo la tomé muy en serio, pensando que le iría bien. Mi seguridad era, sin ninguna duda, contagio de su entusiasmo. Comprendí con los años que la seguridad de Eva era natural. Emanaba de cada uno de sus actos. Recuerdo que ella se inclinaba por la literatura y la declamación. Se me escapaba de clase cuantas veces podía para recitar delante de los alumnos de otros grados. Con sus lindos modos se compraba a las maestras y obtenía permiso para actuar frente a otros chicos.

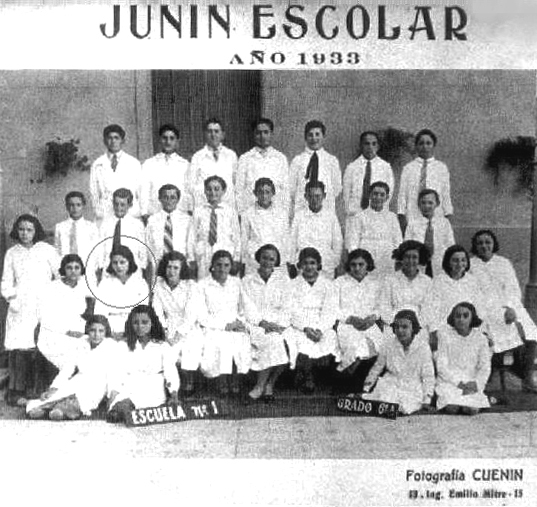
Foto escolar del 5.º grado en el que se encontraba Eva Duarte, Junín, 1933. Eva está sentada a la izquierda.

Según la historiadora Lucía Gálvez, en 1934, Eva y una amiga habrían sufrido un ataque sexual por parte de dos jóvenes que las habrían invitado a viajar a Mar del Plata en el auto de ellos. Gálvez afirma que al salir de Junín intentaron violarlas, sin lograrlo, pero las abandonaron desnudas en las afueras de la ciudad. El chofer de un camión las llevó de regreso a sus casas. El hecho ―de ser cierto― habría tenido profunda influencia en su vida.
El escritor Norberto Galasso confiere verosimilitud a un hecho mencionado por Jorge Coscia y Abel Posse, según quienes también en 1934, Eva tuvo su primera experiencia amorosa. Posse detalla la relación, afirmando que se trataba de un joven sindicalista anarquista de nombre Damián Gómez, obrero ferroviario, que poco después de iniciar la relación, fue detenido y enviado a Buenos Aires, donde murió víctima de la tortura policial, sin que a Eva se le permitiera visitarlo en la cárcel. Galasso relaciona también esta versión con la motivación de fondo que la llevó a viajar a Buenos Aires, así como una enigmática referencia que ella hace en una carta enviada a Perón el 9 de julio de 1947 («Te juro que es una infamia; mi pasado me pertenece, por eso en la hora de mi muerte debes saberlo, es todo mentira») y el famoso secreto que mencionara su confesor, el padre Benítez.
Aún sin terminar la escuela primaria, Eva debió volver de Buenos Aires al no conseguir trabajo. Terminó entonces la primaria, pasó en familia las fiestas de Navidad y Año Nuevo, y el 2 de enero de 1935, con tan solo quince años, migró definitivamente a la capital.
En un fragmento de La Razón de mi vida, cuenta cuáles eran sus sentimientos en ese momento:

En el lugar donde pasé mi infancia los pobres eran muchos más que los ricos, pero yo traté de convencerme de que debía de haber otros lugares de mi país y del mundo en que las cosas ocurriesen de otra manera y fuesen más bien al revés. Me figuraba por ejemplo que las grandes ciudades eran lugares maravillosos donde no se daba otra cosa que la riqueza; y todo lo que oía yo decir a la gente confirmaba esa creencia mía. Hablaban de la gran ciudad como de un paraíso maravilloso donde todo era lindo y extraordinario y hasta me parecía entender, de lo que decían, que incluso las personas eran allá «más personas» que las de mi pueblo.
Eva Perón

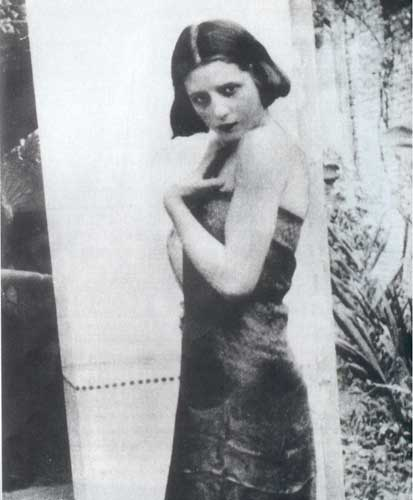
Eva Duarte, con 15 años, recién llegada a Buenos Aires.

La película Evita y algunas biografías han difundido la versión de que viajó en tren a Buenos Aires con el famoso cantor de tango Agustín Magaldi, después de que este realizara una presentación en Junín. Sin embargo esta hipótesis ha quedado completamente descartada, luego de las investigaciones de Noemí Castiñeiras y Roberto Dimarco ―este último el principal historiador de Junín―, que verificaron la inexistencia de registros sobre alguna actuación de Magaldi en Junín, en 1934. Una de sus hermanas, además, contaba que Eva viajó a Buenos Aires acompañada de su madre, quien permaneció con ella hasta que obtuvo un empleo.

### Buenos Aires: carrera como actriz y sindicalismo
Eva llegó a Buenos Aires el 3 de enero de 1935, a la edad de 15 años. Fue parte de un gran proceso migratorio interno que comenzó después de la crisis económica de 1929. Esta gran migración, en la historia argentina, tuvo como protagonistas a los llamados cabecitas negras, un término despectivo y racista, utilizado por las clases media y alta de Buenos Aires para referirse a esos migrantes no europeos, diferentes de los que habían caracterizado la inmigración en Argentina hasta ese entonces. La gran migración interna de las décadas de 1930 y 1940 y los llamados cabecitas negras constituyeron la mano de obra que requería el desarrollo industrial en la Argentina, y fueron la base social del peronismo a partir de 1943.
A poco de llegar obtuvo un empleo para actuar en un papel secundario en la compañía teatral de Eva Franco, una de las principales de la época. El 28 de marzo de 1935 debutó profesionalmente en la obra La señora de los Pérez, en el teatro Comedia. Al día siguiente el diario Crítica realizó el primer comentario público que se conoce sobre ella:

Muy correcta en sus breves intervenciones, Eva Duarte.

Durante los siguientes años transitó un camino de escaseces y humillaciones, viviendo en pensiones baratas, y actuando intermitentemente en obras de teatro. Su compañía principal fue su hermano Juan Duarte, Juancito, cinco años mayor que ella, el «hombre» de la familia, con quien mantuvo siempre una estrecha relación y que también había migrado a la capital pocos meses antes de que lo hiciera Eva.

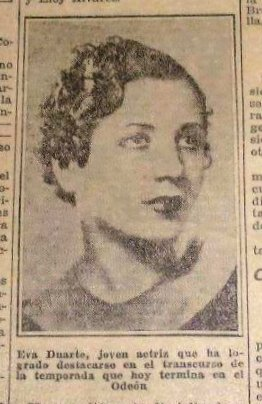
Primera fotografía de Eva Duarte publicada en un medio gráfico, diario La Capital de Rosario, 26 de julio de 1936.

En 1936 fue contratada por la Compañía Argentina de Comedias Cómicas, liderada por Pepita Muñoz, José Franco y Eloy Álvarez, para realizar una gira de cuatro meses por Rosario, Mendoza y Córdoba. Durante esa gira, Eva aparece brevemente mencionada en una crónica del diario La Capital, de Rosario, del día 29 de mayo de 1936, comentando el estreno de la obra Doña María del Buen Aire de Bayón Herrera, una comedia sobre la primera fundación de Buenos Aires:

Completaron con acierto el espectáculo Oscar Soldatti, Jacinto Aicardi, Alberto Rella, Fina Bustamante y Eva Duarte.

El domingo 26 de julio, el mismo diario La Capital publicó su primera foto pública conocida, con el siguiente epígrafe:

Eva Duarte, joven actriz que ha logrado destacarse en el transcurso de la temporada que hoy termina en el Odeón.

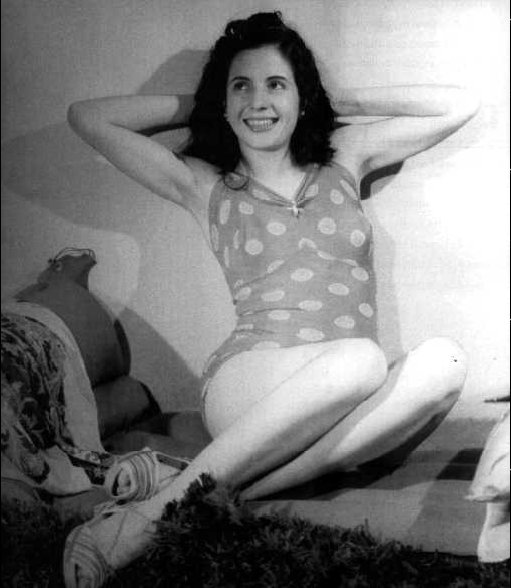
Eva Duarte en 1939. Fotografía de Annemarie Heinrich.

En estos primeros años de sacrificios, estableció una estrecha amistad con otras dos por entonces noveles actrices como ella, Anita Jordán y Josefina Bustamante, que mantuvo por el resto de su vida.
A mediados de junio de 1935 debutaron con Cada hogar un mundo, de Goycoechea y Cordone, y luego trabajó en El beso mortal. De Rosario viajaron a Mendoza.  El ritmo de trabajo era agotador, el 2 de agosto salió a escena en cuatro funciones. Siguieron la gira en Córdoba y en septiembre volvieron a Rosario, para partir nuevamente hacia Córdoba y en el fin de semana del 26 de septiembre dieron cuatro funciones en Paraná .

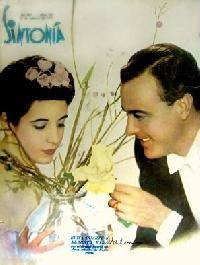
Primera portada de Eva Duarte, revista Sintonía, 25 de octubre de 1939, con Alberto Vila.

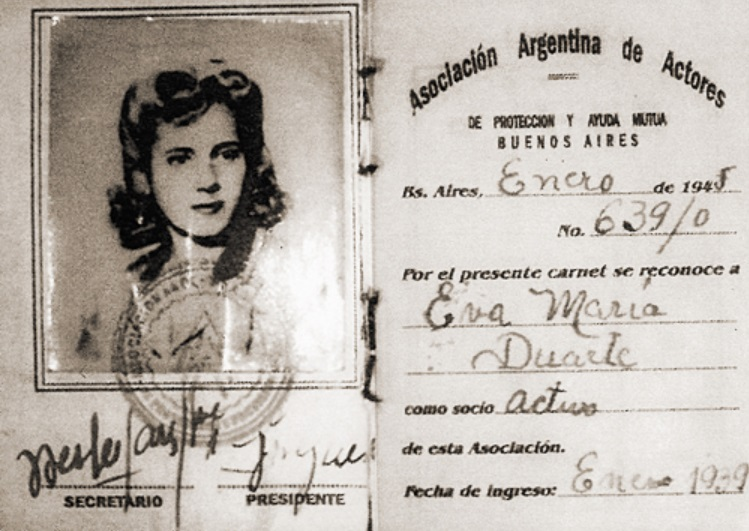
Carnet de afiliación de Eva Duarte a la Asociación Argentina de Actores en 1939.

Pierina Dealessi, una actriz e importante empresaria teatral que contrató a Eva en 1937 recordaba:

Conocí a Eva Duarte en 1937. Ella se presentó tímidamente: quería dedicarse al teatro. Vi una cosita tan delicadita que le dije a José Gómez, representante de la compañía donde yo era empresaria, que le diera ubicación en el elenco. Era una cosita tan etérea, que le pregunté: «¿Damita joven, verdad?». Su respuesta afirmativa sonó muy baja, tímidamente. Estábamos haciendo la obra Una boîte rusa; la probé y me pareció buena. En sus primeras actuaciones decía pequeños parlamentos, pero jamás hizo bolos. En la escena, que representaba una boîte, Eva tenía que aparecer con otras chicas, bien vestida. Su figura era monísima. La chica se llevaba bien con todos. Tomaba mate con sus compañeras. Lo preparaba en mi camarín. Ella vivía en pensiones, era muy pobre, muy humilde. Venía temprano al teatro, charlaba con todos, reía, compraba bizcochitos. Yo la veía tan delgadita, tan débil que le decía: «¡Tenés que cuidarte, comer mucho, tomá mucho mate que eso te hace muy bien!». Y yo le ponía leche al mate.

Lentamente Eva fue logrando un cierto reconocimiento, participando primero en películas como actriz de segunda línea, también como modelo, apareciendo en la tapa de algunas revistas de espectáculos, pero sobre todo comenzó una carrera exitosa como locutora y actriz de radioteatro. En agosto de 1937 obtuvo su primer papel. La obra, que se transmitía por radio Belgrano, se llamaba Oro blanco y estaba ambientada en la vida cotidiana de los trabajadores del algodón en el gran Chaco.
El destacado actor Marcos Zucker, compañero de trabajo de Eva cuando recién se iniciaban, recordaba aquellos años del siguiente modo:

Conocí a Eva Duarte en 1938, en el Teatro Liceo, mientras trabajábamos en la obra La gruta de la fortuna. La compañía era de Pierina Dealessi y actuaban Gregorio Cicarelli, Ernesto Saracino y otros. Ella tenía la misma edad que yo. Era una muchacha con ganas de sobresalir, agradable, simpática y muy buena amiga de todos, especialmente mía, porque después, cuando tuvo oportunidad de hacer radioteatro en Los jazmines del ochenta, me llamó para trabajar con ella. Desde la época en que la conocí en el teatro y ahora que hacía radio se produjo en Eva una transformación. Ya se calmaban sus ansiedades artísticas, estaba más aplacada, con menos tensiones. En la radio era una damita joven, cabeza de compañía. Sus audiciones tenían mucha audiencia, andaban muy bien. Ya comenzaba a tener popularidad como actriz. A pesar de todo lo que se dice por allí, los galanes teníamos poco trato, dentro del teatro, con las chicas. Sin embargo, yo era muy amigo de ella y guardo muy buenos recuerdos de aquel período de nuestras vidas. Los dos estábamos en la misma porque recién empezábamos y necesitábamos sobresalir, abrirnos camino.

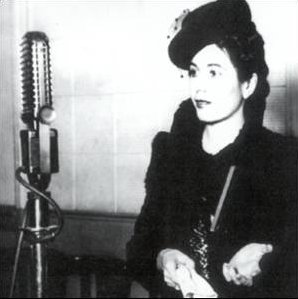
Eva Duarte, 1941.

En abril de 1938, con 19 años, Eva logró encabezar el elenco de la recién creada Compañía de Teatro del Aire, junto a Pascual Pelliciotta, otro actor que como ella había trabajado durante años en papeles secundarios. El primer radioteatro que puso en el aire la compañía fue Los jazmines del ochenta, de Héctor P. Blomberg, por radio Mitre, de lunes a viernes. Poco antes, en marzo de ese mismo año, la Asociación Argentina de Actores había aprobado su solicitud, recibiendo al año siguiente su carnet que la acreditaba como la afiliada n.º 639/0.
Simultáneamente, comenzó a actuar más asiduamente en películas, como ¡Segundos afuera! (1937), La carga de los valientes, El más infeliz del pueblo, con Luis Sandrini, y Una novia en apuros, en 1941. En ese año dio el salto definitivo a la estabilidad económica al ser contratada por la Compañía Candilejas, auspiciada por la empresa Jabón Radical, que difundía todas las mañanas por radio El Mundo un ciclo de radioteatros.

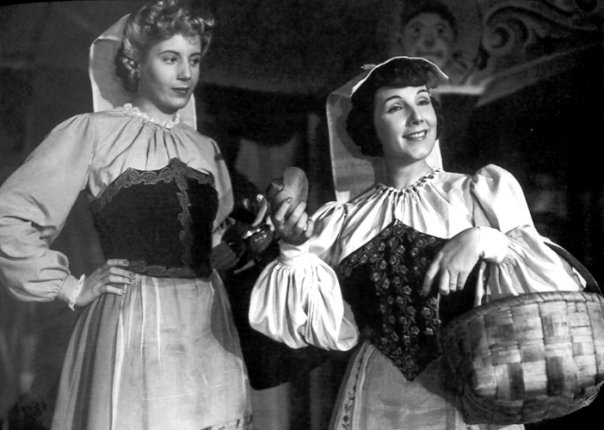
Eva Duarte y Libertad Lamarque en La cabalgata del circo, 1945.

En septiembre de 1943 fue contratada por cinco años para realizar diariamente por la noche, un radioteatro llamado Grandes mujeres de todos los tiempos, en el que se dramatizaban las vidas de mujeres famosas. Se transmitía por radio Belgrano y se hizo sumamente popular. Francisco Muñoz Azpiri, el libretista, sería quien años después le escribiría sus primeros discursos políticos. Radio Belgrano, por entonces, estaba dirigida por Jaime Yankelevich, quien tuvo, unos años después, un papel fundamental en la creación de la televisión argentina.
Entre el radioteatro y las películas, Eva finalmente logró una situación económica estable y cómoda. De este modo, en 1942 pudo abandonar las pensiones y comprarse su propio departamento, frente a los estudios de radio Belgrano, ubicado en el exclusivo barrio de Recoleta, en la calle Posadas 1567, el mismo donde tres años después comenzó a vivir con Juan Perón.
El 3 de agosto de 1943 fue una de las fundadoras y primera presidenta de la Asociación Radial Argentina (ARA), primer sindicato de los trabajadores de la radio.

### El peronismo
En los primeros días de 1944 Eva conoció a Juan Perón. En esa época la Argentina atravesaba un momento crucial de transformaciones económicas, sociales y políticas.

#### La situación política y social en 1944

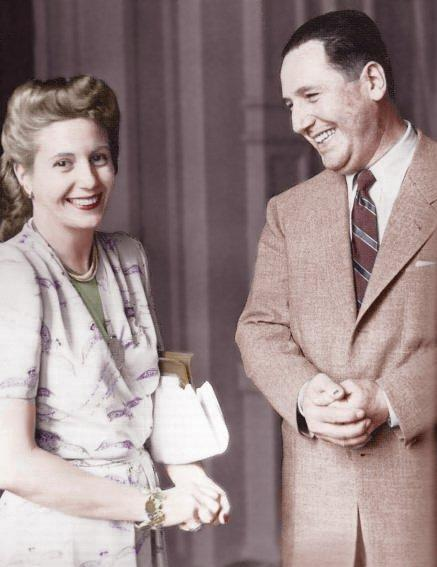
Eva Duarte y Juan Perón se conocieron en 1944 y se casaron el 22 de octubre de 1945 en Junín.

Económicamente, el país en los años anteriores había cambiado completamente su estructura productiva debido a un gran desarrollo de la industria. En 1943 la producción industrial había superado a la producción agropecuaria por primera vez.
Socialmente, el país estaba viviendo una gran migración interna, del campo a la ciudad, empujada por el desarrollo industrial. Ello llevó a un amplio proceso de urbanización y un notable cambio de la población en las grandes ciudades, especialmente Buenos Aires debido a la irrupción de un nuevo tipo de trabajador y trabajadora no europeos. Fueron llamados despectivamente cabecitas negras por las clases medias y altas, debido a que usualmente tenían el pelo, la piel y los ojos más oscuros que el de algunos inmigrantes europeos. La gran migración interna se caracterizó también por la presencia de una gran cantidad de mujeres buscando ingresar al nuevo mercado de trabajo asalariado que estaba creando la industrialización.
Políticamente, el país vivía una crisis profunda de los partidos políticos tradicionales que habían convalidado un sistema corrupto y abiertamente fraudulento fundado en el clientelismo. Ese período es conocido en la historia argentina como Década Infame (1930-1943) y fue dirigido por una alianza conservadora conocida como La Concordancia. Ante la corrupción del gobierno conservador el 4 de junio de 1943 se produjo un golpe de Estado conocido como Revolución del 43.
Un grupo de sindicatos mayoritariamente socialistas y sindicalistas revolucionarios, encabezados por el dirigente sindical socialista Ángel Borlenghi, tomó la iniciativa de establecer contactos con oficiales jóvenes que tuvieran simpatía por los reclamos de los trabajadores, hallando eco en los coroneles Juan Domingo Perón y Domingo Mercante, quienes resolvieron hacer una alianza con los sindicatos para impulsar el programa histórico que el sindicalismo argentino venía proponiendo desde 1890. Perón y Borlenghi fueron impulsando grandes conquistas laborales (convenios colectivos, Estatuto del Peón de Campo, jubilaciones, etc.) y ganando en consecuencia un apoyo popular que le permitió comenzar a ocupar posiciones importantes en el gobierno. El primer cargo lo obtuvo precisamente Perón, cuando fue designado al frente del insignificante Departamento de Trabajo. Poco después obtenía que el departamento fuera elevado a la importante jerarquía de Secretaría de Estado.

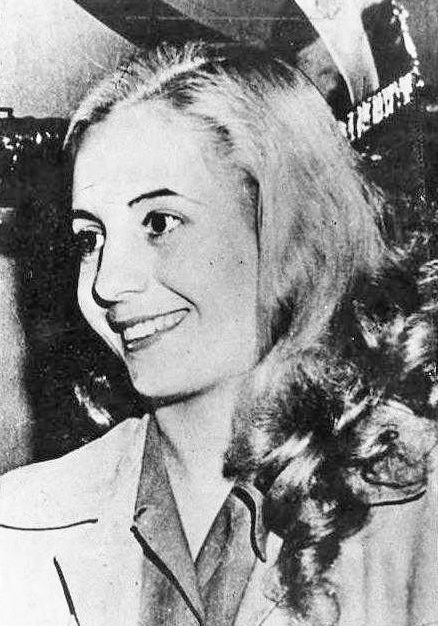
Eva Perón hacia mediados de los años cuarenta.

Paralelamente al avance de las conquistas sociales y laborales obtenidas por el grupo sindical-militar dirigido por Perón y Borlenghi, y al creciente apoyo popular al mismo, comenzó a organizarse también una oposición encabezada por los grupos patronales, militares y estudiantiles tradicionales, con apoyo abierto de la embajada de Estados Unidos, que fue ganando apoyo en la clase media y alta. Este enfrentamiento sería inicialmente conocido como «las alpargatas contra los libros».

#### Encuentro con Juan Domingo Perón
El mito ubica el primer encuentro de Eva (de 24 años) con Perón (de 48 años de edad y viudo desde 1938) el 22 de enero de 1944,  en un acto realizado en el estadio Luna Park por la Secretaría de Trabajo y Previsión. Ese acto se habría realizado con el fin de condecorar a las actrices que más fondos habían recaudado en la colecta de solidaridad con las víctimas del terremoto que asoló la ciudad de San Juan. A partir de las iniciativas de Perón se generó una gran movilización de solidaridad con el pueblo sanjuanino, no solo a partir de los aportes estatales sino también de los recursos obtenidos en todo el país por gente de diversos sectores. Una semana después del terremoto, el 22 de enero, en el estadio Luna Park de la Ciudad de Buenos Aires, Perón impulsó un acto multitudinario en solidaridad con las víctimas del terremoto y allí hubo un encuentro público con Evita, quien convocada por la Secretaría de Trabajo y Previsión había participado junto a varios artistas de la ayuda a los damnificados. El propio Perón reconoció tiempo después al periodista Tomás Eloy Martínez, que Eva había sido “la más activa” dentro de ese grupo de artistas, y que de inmediato le llamó la atención.
Ese día se encontraban en el Luna Park sobresalientes de la sociedad argentina de la época, como es el caso del locutor y conductor Roberto Galán, que era el presentador del evento. En un momento de la noche Evita se le acercó y le dijo: "Galancito, por favor, anunciame que quiero declamar una poesía", y fue así que la llevó cerca de Perón y los presentó.
Así lo recordaba Perón:
Eva entró en mi vida como el destino. Fue un trágico terremoto que sacudió la provincia de San Juan, en la cordillera, y destruyó casi enteramente la ciudad, el que me hizo encontrar mi mujer. En aquella época yo era ministro de Trabajo y Asistencia Social. La tragedia de San Juan era una calamidad nacional (…). Para socorrer a la población movilicé al país entero; llamé a hombres y mujeres a fin de que todos tendiesen la mano a aquella pobre gente de aquella provincia remota (…). Entre los tantos que en aquellos días pasaron por mi despacho, había una joven dama de aspecto frágil, pero de voz resuelta, con los cabellos rubios y largos cayéndoles a la espalda, los ojos encendidos como por la fiebre. Dijo llamarse Eva Duarte, ser una actriz de teatro y de la radio y querer concurrir, a toda costa, a la obra de socorro para la infeliz población de San Juan.
En febrero, Perón y Eva ya estaban viviendo juntos y él se mudó a un departamento contiguo al de ella en la calle Posadas.
Mientras tanto, Eva siguió desarrollando su carrera artística. Ese año trabajó en tres programas radiales diarios: Hacia un futuro mejor (10:30), donde difundía las conquistas sociales y laborales que conseguía la Secretaría de Trabajo; el radioteatro Tempestad (18:00) y Reina de reyes (20:30). También actuó en la película La cabalgata del circo, con Hugo del Carril y Libertad Lamarque.

#### El '45

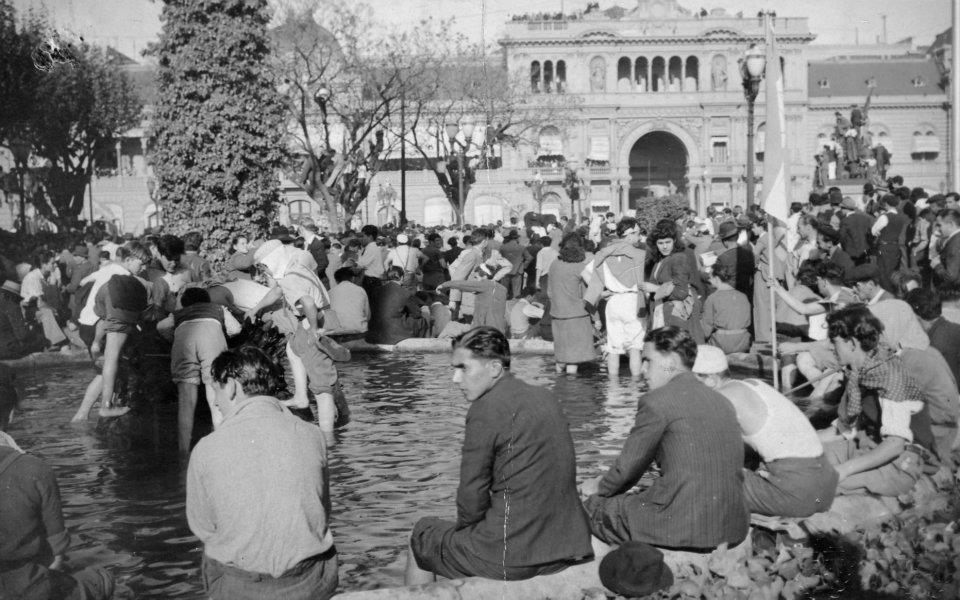
La famosa foto de «las patas en la fuente», tomada en la plaza de Mayo el 17 de octubre de 1945.

El año 1945 fue clave para la historia argentina. La confrontación se agudizó entre peronismo y antiperonismo. A lo largo del año hasta los sucesos de octubre, el movimiento antiperonista se iría haciendo cada vez más fuerte, organizándose en torno al embajador de Estados Unidos Spruille Braden y las cámaras empresariales.
Evita, por su parte, continuó trabajando en la radio y el cine. En abril comenzó la filmación en Córdoba de La pródiga, una película dirigida por Mario Soficci, en la que había conseguido su primer papel protagónico. El rodaje terminó en septiembre, y cuando aún estaba en proceso de postproducción, estalló el golpe de Estado que provocó la renuncia forzada de Perón, su posterior detención y la célebre movilización obrera del 17 de octubre, que obtuvo su liberación y llevó al régimen a convocar a elecciones. En esas circunstancias y ya lanzada la campaña electoral, Perón solicitó a los estudios San Miguel que postergaran el estreno hasta después de las elecciones, aunque luego tampoco se estrenó y recién se exhibiría públicamente el 16 de agosto de 1984.
Esa película fue su último trabajo artístico, por la que mantuvo un cariño especial, al punto de verla varias veces en su domicilio, hasta los últimos días de su vida.
El padre Hernán Benítez, su confesor desde varios años antes, contó que Eva calificaba su propio desempeño artístico diciendo: «En el cine, mala; en el teatro, mediocre; en la radio, pasable». Benítez pensaba también que Evita era excesivamente dura consigo misma, «pero no muy distante de la verdad».
El 8 de octubre a la noche se produjo un golpe de Estado dirigido por el general Ávalos, que exigió de inmediato y obtuvo la renuncia de Perón al día siguiente. Durante una semana los grupos antiperonistas tuvieron el control del país, pero no se decidieron a tomar el poder. Perón y Eva permanecieron juntos, circulando por diversas casas, entre ellas la de Elisa Duarte, la segunda hermana de Eva, hasta que el 12 de octubre Perón fue detenido en el departamento de la calle Posadas y confinado en la cañonera Independencia, que zarpó hacia la isla Martín García.
Ese mismo día le escribió una carta a su amigo el coronel Mercante en la que le menciona a Eva Duarte, llamándola Evita:

Le encargo mucho a Evita, porque la pobrecita tiene sus nervios rotos y me preocupa su salud. En cuanto me den el retiro, me caso y me voy al diablo.
Juan D. Perón

El 14 de octubre le escribió a Eva una carta desde Martín García en la que le dice entre otras cosas:

... Hoy he escrito a Farrell pidiéndole que me acelere el retiro, en cuanto salga nos casamos y nos iremos a cualquier parte a vivir tranquilos... ¿Qué me decís de Farrell y de Ávalos? Dos sinvergüenzas con el amigo. Así es la vida... Te encargo le digas a Mercante que hable con Farrell para ver si me dejan tranquilo y nos vamos al Chubut los dos... Trataré de ir a Buenos Aires por cualquier medio, de modo que puedes esperar tranquila y cuidarte mucho la salud. Si sale el retiro, nos casamos al día siguiente y si no sale, yo arreglaré las cosas de otro modo, pero liquidaremos esta situación de desamparo que tú tienes ahora...Con lo que yo he hecho estoy justificado ante la historia y sé que el tiempo me dará la razón. Empezaré a escribir un libro sobre esto y lo publicaré cuanto antes, veremos entonces quién tiene razón...

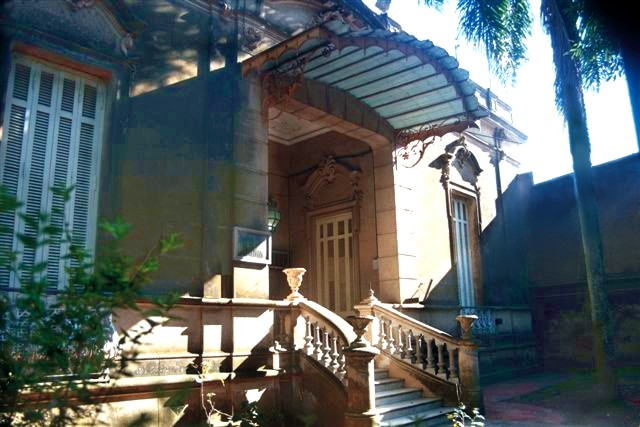
Escribanía Ordiales, en Junín, encargada de confeccionar el acta de matrimonio civil entre Eva Duarte y Juan Domingo Perón en 1945.

Por entonces parecía que Perón había sido definitivamente desplazado de la actividad política y que, en el mejor de los casos, se retiraría con Eva, para vivir en la Patagonia. Sin embargo a partir del día 15 de octubre los sindicatos comenzaron a movilizarse para exigir su libertad, hasta desencadenar la gran manifestación del 17 de octubre, que finalizó con su liberación, provocó la recuperación de las posiciones en el gobierno que tenía la alianza militar-sindical y abrió el camino para la victoria en las elecciones presidenciales.
La versión tradicional asignó a Eva Perón un papel decisivo en la movilización de los trabajadores que ocuparon plaza de Mayo pero actualmente los historiadores coinciden[cita requerida] que su intervención en esas jornadas fue muy limitada, si es que tuvo alguna.
En ese momento, aún carecía de identidad política, de contactos en los sindicatos y de apoyo firme en el círculo íntimo de Perón. Los testimonios históricos son abundantes en señalar que el movimiento que liberó a Perón fue organizado directamente por los sindicatos en todo el país y la CGT. No obstante, las versiones sobre los verdaderos autores de la movilización son múltiples y variadas. El dirigente sindical de la carne Cipriano Reyes sostuvo que él hizo el 17 de octubre, en un libro titulado precisamente Yo hice el 17 de octubre. La historiadora Lucía Gálvez, por su parte, ha sostenido que la verdadera autora del 17 de octubre fue una mujer casi desconocida, Isabel Ernst, secretaria y amante de Domingo Mercante, que aprovechando su trato cotidiano con los activistas y dirigentes sindicales de la CGT, los movilizó para desencadenar la protesta.
El periodista Héctor Daniel Vargas ha afirmado que Eva Duarte estaba en Junín, seguramente en la casa de su madre, y menciona como prueba un poder firmado por ella ese mismo día, en esa ciudad. Al parecer podría haber llegado a Buenos Aires esa misma tarde.
Como Perón había dicho en sus cartas, pocos días después, el 22 de octubre se casó con Eva en Junín. El acontecimiento ocurrió en la escribanía Ordiales, que funcionaba en una casona que aún existe en la esquina de Arias y Quintana, en el centro de la ciudad.
El escritorio utilizado para confeccionar el acta de matrimonio civil se encuentra actualmente expuesto en el Museo Histórico de Junín. Un mes y medio después, el 10 de diciembre, celebraron el matrimonio católico en la iglesia de San Francisco —orden muy apreciada por Eva—, ubicada en la calle 12 y 68 de la ciudad de La Plata, oficiando de padrinos Domingo Mercante y Juana Ibarguren, la madre de Eva.

### Carrera política

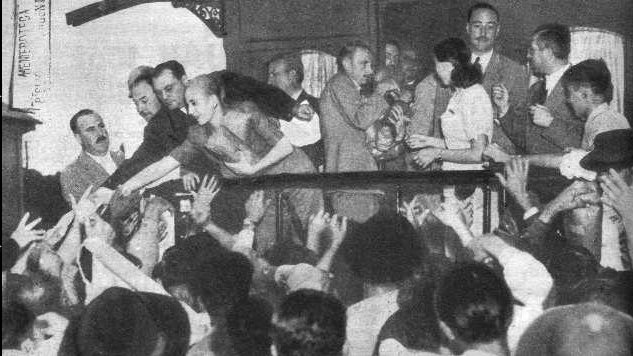
Evita saludando desde el tren, campaña para las elecciones de 1946.

#### Participación de Eva en la campaña electoral
Eva comenzó abiertamente su carrera política acompañando a Perón, como su esposa, en la campaña electoral con vistas a las elecciones presidenciales del 24 de febrero de 1946.
La participación de Eva en la campaña de Perón fue una novedad en la historia política argentina. En aquel momento las mujeres carecían de derechos políticos (excepto en San Juan) y las esposas de los candidatos tenían una presencia pública muy restringida y básicamente apolítica. Desde principio de siglo grupos de feministas, entre los que se destacaron personas como Alicia Moreau de Justo, Julieta Lanteri, Elvira Rawson de Dellepiane, habían reclamado sin éxito el reconocimiento de los derechos políticos para las mujeres. En general, la cultura machista dominante consideraba una falta de feminidad que una mujer opinara de política.
Eva fue la primera esposa de un candidato presidencial argentino en estar presente durante su campaña electoral y acompañarlo en sus giras.
Perón venía proponiendo desde julio de 1945 que había que reconocer el derecho al voto de las mujeres, pero pocos meses después la Asamblea Nacional de Mujeres presidida por Victoria Ocampo y otros sectores conservadores se opusieron a que una dictadura otorgara el voto femenino con el argumento de que estaban a favor del «sufragio femenino, pero sancionado por un Congreso elegido en comicios honestos» y el proyecto finalmente no logró imponerse.

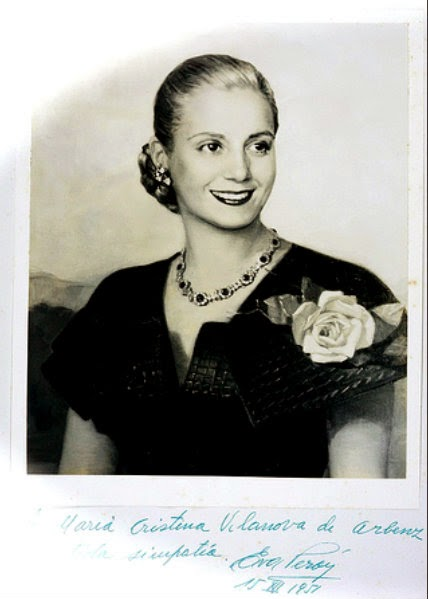
Fotografía de Eva María Duarte de Perón, con dedicatoria para la primera dama guatemalteca María Cristina Vilanova de Árbenz (1915-2009), esposa del presidente Jacobo Árbenz (1913-1971), quien sería derrocado en 1954 por un golpe de Estado ordenado por el Gobierno del estadounidense Dwight Eisenhower.

El 8 de febrero de 1946, pocos días antes de finalizar la campaña, el Centro Universitario Argentino, la Cruzada de la Mujer Argentina y la Secretaría General Estudiantil organizaron un acto en el estadio Luna Park para manifestar el apoyo de las mujeres a la candidatura de Juan Domingo Perón. Debido a que Juan Domingo Perón no pudo asistir por encontrarse agotado, se anunció que Eva María Duarte de Perón lo reemplazaría en el uso de la palabra. Era la primera vez que Evita hablaría en un acto político. Sin embargo la oportunidad resultó frustrada porque el público reclamó airadamente la presencia de Juan Domingo Perón e impidió que pudiera pronunciar su discurso.
Durante la campaña electoral ya en ese momento era evidente que su intención era desempeñar un papel político autónomo, incluso aunque las actividades políticas estuvieran prohibidas para las mujeres. Esta visión que ella misma tenía de su papel en el peronismo, fue expresada claramente en su primer discurso por radio, pronunciado el 27 de enero de 1947 y dirigido «a la mujer argentina»:

Vosotras mismas, espontáneamente, con esa cálida ternura que distingue a las camaradas de una misma lucha, me habéis dado un nombre de lucha: Evita. Prefiero ser solamente «Evita» a ser la esposa del presidente, si ese «Evita» es pronunciado para remediar algo, en cualquier hogar de mi patria.
Eva Perón, Mensaje a la mujer argentina

El 24 de febrero de 1946 se realizaron las elecciones triunfando la fórmula Perón-Quijano con un 54% de los votos.

#### Gira diplomática internacional
En 1947 realizó una gira por Europa y América del Sur que duró 79 días y la llevó por varios países europeos, Brasil y Uruguay entre el 6 de junio y el 23 de agosto. El 5 de junio se realizó una concentración popular de despedida en Plaza Italia. El día 6, en horas de la tarde, miles de personas se dieron cita en el aeródromo militar de El Palomar donde partiría su vuelo. Asistieron también el vicepresidente, los ministros, algunos gobernadores y miembros del cuerpo diplomático. 
Perón, Evita y otros dirigentes peronistas pensaron en una gira internacional para 1947, inédita en aquel momento para una mujer, que pudiera ubicarla en el primer plano político.
Durante la misma visitó España (18 días), Italia y el Vaticano (20 días), Portugal (3 días), Francia (12 días), Suiza (6 días), Brasil (3 días) y Uruguay (2 días). Su intención oficial era oficiar de embajadora de buena voluntad y conocer los sistemas de ayuda social instalados en Europa con la obvia intención de impulsarla a su regreso a hacerse cargo de un nuevo sistema de obras sociales.
En el cortejo viajó el padre jesuita Hernán Benítez, por quien ella se dejaba aconsejar, y que tendría influencia, a su vuelta, en la creación de la Fundación Eva Perón.
La prensa de la época bautizó la gira con el nombre de «gira del Arco Iris», a raíz de una imagen utilizada por Evita en uno de sus discursos en España, destinada a desmentir la versión sobre una supuesta intención de su viaje, de establecer un eje belicista entre Buenos Aires y Madrid:

Mujeres de España, no he venido a formar ejes sino a tender una arco iris de paz con todos los pueblos, como corresponde al espíritu de la mujer.
Eva Perón

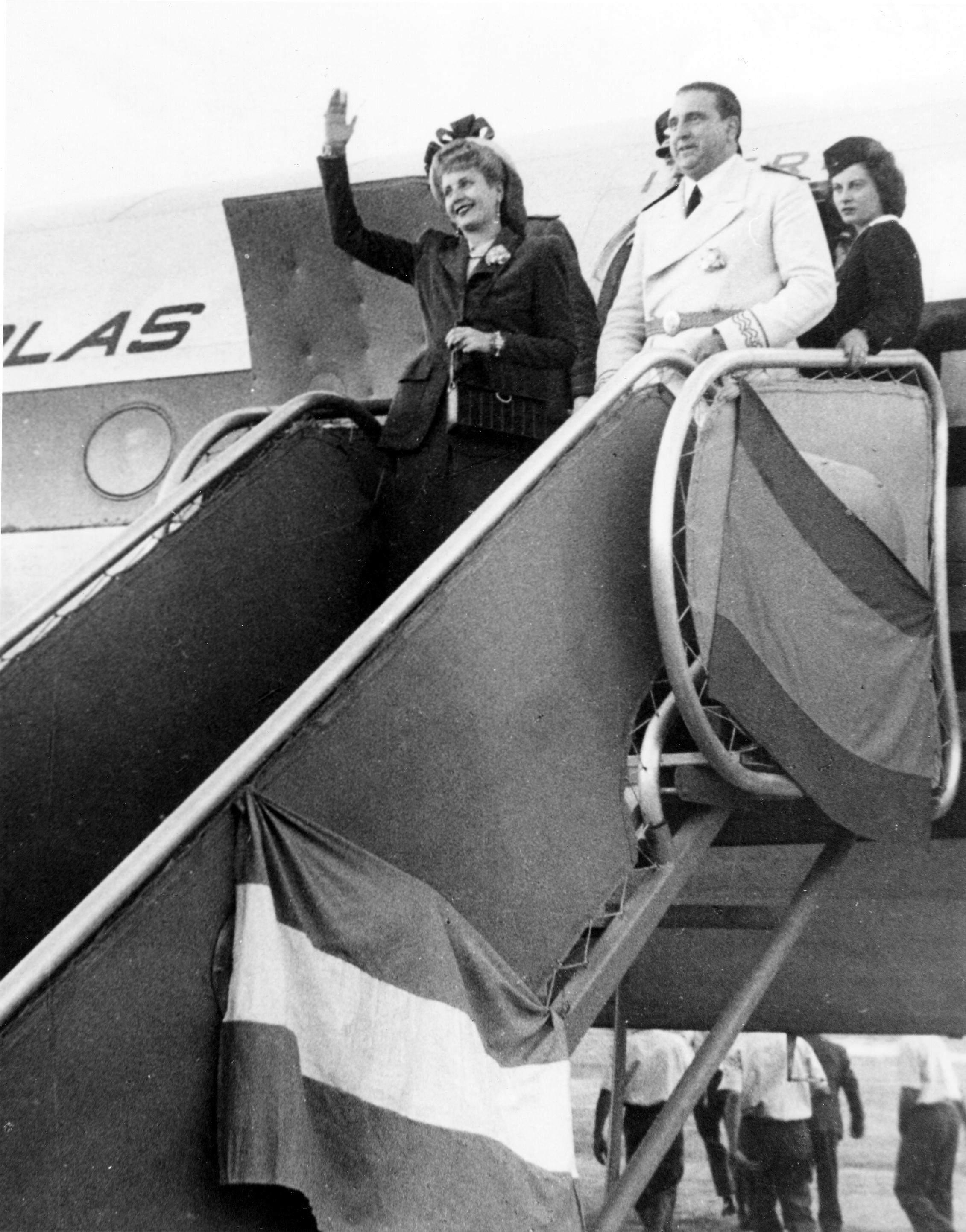
Evita llega a Madrid donde es recibida con veintiún cañonazos y una multitud de obreros españoles.

La primera escala del vuelo fue en Natal, Brasil, y luego habría otras en Villa Cisneros, en la antigua colonia del Sahara español, y en las Canarias, desde donde irían a Madrid. Evita arribó al aeropuerto de Madrid al atardecer procedente de Villa Cisneros, en la actual República Árabe Saharaui Democrática. España, fue la primera escala, allí el dictador Francisco Franco le expresó el reconocimiento público de toda España, confiriéndole su más alta condecoración: la Gran Cruz de Isabel la Católica, que le fue impuesta por Franco en brillante ceremonia. Estuvo en Villa Cisneros, Madrid, Toledo, Granada, Sevilla, Santiago de Compostela, Pontevedra, Zaragoza y Barcelona. Llegada a Barajas y a lo largo de todo el viaje hasta el centro de Madrid una multitud le hizo objeto de entusiastas vítores, algo que se repitió al día siguiente cuando habló al pueblo español desde el balcón del real Palacio de Oriente. A mediados de 1947, los españoles tenían derecho a una ración diaria de pan de entre ciento y ciento cincuenta gramos. Seis meses más tarde, con Eva de regreso en su país, esa cuota diaria se había incrementado al doble gracias a la ayuda argentina. También logró que Franco condonase la pena de muerte dictada a la guerrillera comunista Juana Doña Jiménez. En El Escorial, Eva se sorprendió por el tamaño y las decenas de habitaciones vacías, y preguntó: "¿Por qué no aprovechan esto y hacen una colonia o un orfanato?", y le aconsejó a Franco transformarlo en un enorme y cómodo asilo para niños huérfanos a causa de la guerra civil. En los días siguientes fastidiaría al dictador al pedirle la liberación de presos políticos, criticaría en sus discursos "las luchas fratricidas". Visitó la Escuela Naval y Militar de Marín, fue a Pontevedra y a Vigo, donde dijo ante gran número de personas que la aclamaban: "En Argentina trabajamos para que haya menos ricos y menos pobres. Hagan ustedes lo mismo". Leyó un mensaje de Perón a los obreros catalanes y se retiró al Palacio de Pedralbes. El 25 de junio partió desde Barcelona en dirección a Italia, siendo despedida por no menos de diez mil personas que acudieron al aeropuerto.

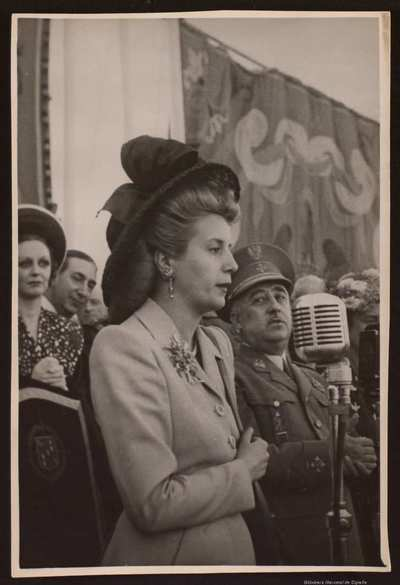
Eva Perón durante una alocución en la Escuela de Aprendizaje Virgen de la Paloma de Madrid, bajo la mirada del dictador Franco, durante su visita a España.

En reiteradas ocasiones Eva demostró su desagrado sobre el modo que se trataba a los obreros y a las personas humildes en España, así como por la falta de democracia y la existencia de presos políticos.
Mantuvo una relación tirante con la esposa de Franco, Carmen Polo, debido a su insistencia en mostrarle el Madrid histórico de los Austrias y los Borbones en lugar de los hospitales públicos y los barrios obreros o «barrios de chabolas».
Durante su estadía en España recibió una carta del pequeño hijo de la militante comunista Juana Doña, pidiéndole que intercediera ante Franco por su madre condenada a muerte en esos días. Ante el pedido del niño, Evita gestionó y obtuvo la conmutación de la pena.
De regreso en la Argentina, contaría:

A la mujer de Franco no le gustaban los obreros, y cada vez que podía los tildaba de «rojos» porque habían participado en la guerra civil. Yo me aguanté un par de veces hasta que no pude más, y le dije que su marido no era un gobernante por los votos del pueblo sino por imposición de una victoria.

A pesar de estos comentarios que parecen posicionar a la primera dama Argentina como una persona con gran simpatía hacía los comunistas, Eva llegó a hacer fuertes críticas a la izquierda, principalmente en el año 1948, cuando dijo que los socialistas "no hicieron nada por los trabajadores y no eran mas que 4 fósiles".
El viaje continuó por Italia, donde almorzó con el ministro de Relaciones Exteriores, visitó guarderías infantiles. Allí escribe en los diarios locales, alternando cenas con los máximos representantes del gobierno o la sociedad civil y encuentros con obreros.

En la Ciudad del Vaticano fue recibida por el papa Pío XII, quien le entregó el rosario de oro y la medalla pontificia que llevó en sus manos al momento de morir, después de mantener una reunión a solas de 15 minutos. De lo que allí hablaron el Papa y Eva no ha quedado ningún testimonio directo, con excepción de un breve comentario posterior de Perón sobre lo que su esposa le había contado.
El diario La Razón de Buenos Aires cubrió la noticia del siguiente modo:

El papa la invitó entonces a tomar asiento junto a su escritorio y comenzó la audiencia. Ni una sola palabra se ha dado a conocer oficialmente de la conversación que sostuvieron el Sumo Pontífice y la señora de Perón, pero un miembro de la casa papal indicó que Pío XII le hizo presente a la señora de Perón su agradecimiento personal por la ayuda que la Argentina ha prestado a las naciones europeas azotadas por la guerra, y por la colaboración que ha prestado la Argentina en la obra de socorro de la Comisión Pontificia. Al cabo de 27 minutos, el Sumo Pontífice oprimió un pequeño botón blanco en su escritorio. Una campanilla sonó en la antecámara y la audiencia llegó a su fin. Pío XII obsequió a la señora de Perón un rosario con una medalla de oro conmemorativa de su pontificado.

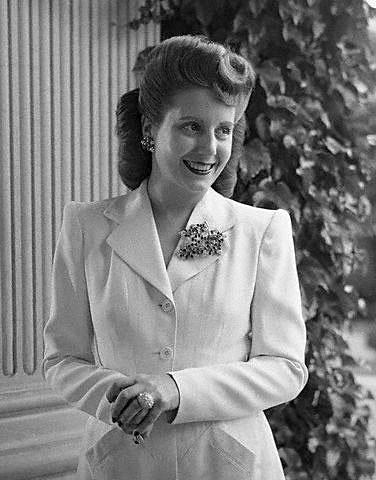
Evita con traje formal.

En Italia tuvo noticias del estallido del buque Panigaglia en el puerto de Civitavecchia, cerca de Roma, Evita pronto se interesó por las víctimas del accidente, y ordenó al embajador argentino en Italia que enviara telegrama con el pésame a las familias y que realizara un donativo para las familias de los damnificados. En su recorrido por Roma aprovecharía en su tiempo libre a visitar museos y galerías de arte
En cuanto a Portugal, no tenía una impresión “demasiado favorable” y opinó que António de Oliveira Salazar ejercía una implacable dictadura mientras el pueblo se encuentra en la miseria. Allí visitó el barrio de la Encarnación y la sede de la FNAT y realizó un almuerzo en Guincho con el rey Humberto II de Italia, exiliado en Portugal.
Después de visitar Portugal, se dirigió a Francia, donde se vio afectada por la publicación en la revista France Dimanche de una foto suya cuando era modelo, posando para una propaganda de jabón, que aparecía junto a otra foto, esta vez de Perón posando junto a una mujer mapuche.
De todos modos presidió la firma de un tratado comercial para la compra de trigo,
recibió la Legión de Honor,
y se entrevistó con el presidente de la Asamblea Nacional, el socialista Édouard Herriot, entre otros políticos. El jesuita Benítez la llevó a Notre Dame a hablar con el nuncio apostólico en París, monseñor Ángelo Giuseppe Roncalli, futuro papa Juan XXIII, quien le dio la siguiente recomendación:

Si de verdad lo va a hacer le recomiendo dos cosas: que prescinda por completo de todo papelerío burocrático, y que se consagre sin límites a su tarea.

El cura Benítez afirmó que a Roncalli le impresionó la figura de Evita inclinando su cabeza frente al altar de la Virgen mientras se escuchaba el Himno Nacional Argentino, y que dijo: «¡Ha vuelto la emperatriz Eugenia de Montijo!».
En Francia las revistas como Paris Match o Time dedicaron varios números a su gira.En París Evita asistió a la firma del convenio comercial y financiero franco-argentino para la provisión de alimentos para el país galo. [cita requerida]
La gira continuó por Suiza, donde se entrevistó con dirigentes políticos. Finalmente descartó visitar Gran Bretaña debido a que la familia real se encontraba en Escocia, y antes de volver visitó Brasil y Uruguay. El broche de la gira lo constituyó, ya de regreso, su presencia en la Conferencia Interamericana para el Mantenimiento de la Paz y la Seguridad Continental, que se celebraba en Río de Janeiro el 20 de agosto de 1947, que concluyó con la firma el Tratado Interamericano de Asistencia Recíproca (TIAR).

#### Derechos de la mujer
En la historia argentina existe un reconocimiento unánime sobre el hecho de que Evita realizó una tarea decisiva para el reconocimiento de la igualdad de derechos políticos y civiles entre hombres y mujeres. Durante su gira europea precisó con claridad su punto de vista frente a esta cuestión:

Este siglo no pasará a la historia con el nombre de «siglo de la desintegración atómica» sino con otro nombre mucho más significativo: «Siglo del feminismo victorioso».
Eva Perón

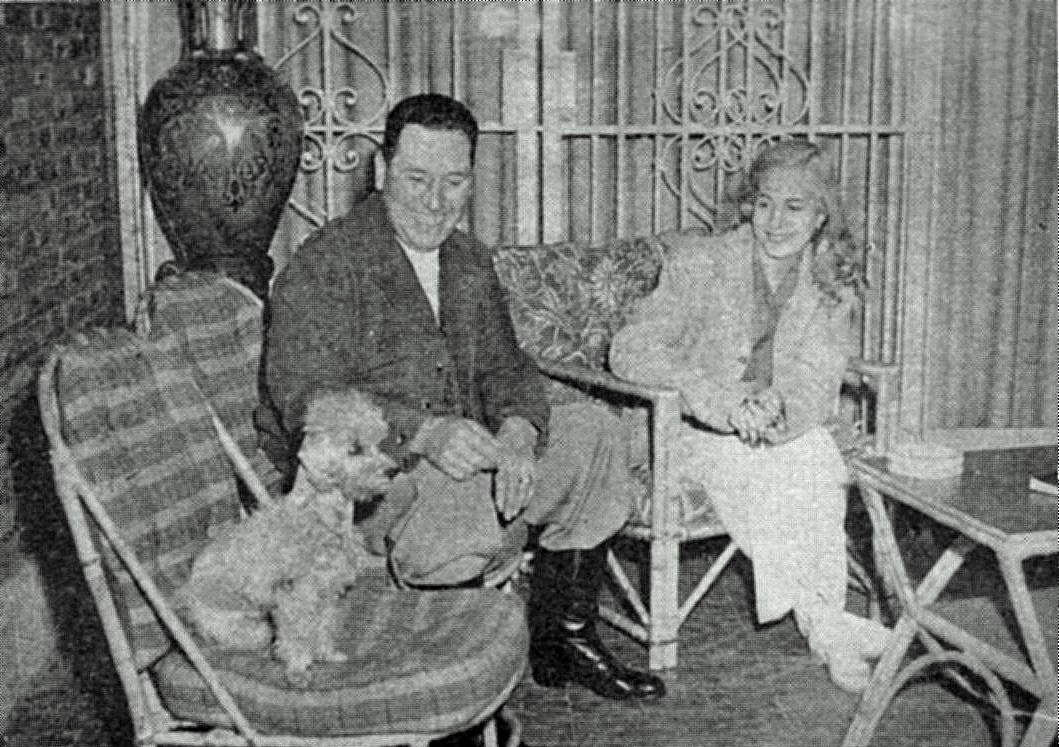
Eva Perón junto a su esposo Juan Domingo Perón en 1948.

Eva Perón fue muy amiga de María Cristina Vilanova de Árbenz, primera dama de Guatemala, quien también fue una mujer muy influyente en el Gobierno revolucionario de Jacobo Árbenz.

##### Sufragio femenino
Durante la campaña para las elecciones de 1946, la coalición peronista incluyó en sus plataformas el reconocimiento del sufragio femenino. Perón desde su cargo de Vicepresidente, intentó sancionar la ley del voto femenino. Sin embargo las resistencias en las Fuerzas Armadas en el gobierno, como de la oposición, que alegaba intenciones electoralistas, frustraron el intento. Luego de las elecciones de 1946, Evita comenzó a hacer abierta campaña por el voto femenino, a través de mítines de mujeres y discursos radiales, al mismo tiempo que su influencia dentro del peronismo crecía. Más tarde, Evita creó un partido de mujeres líderes, con unidades de base, algo que no existía en ningún otro lugar del mundo. Decía que las mujeres no solo tienen que votar, sino que tienen que votar a mujeres: por eso en esa época había mujeres en Diputados y Senadores, que aumentaron en las elecciones posteriores. Argentina fue muy avanzada. El 27 de febrero de 1946, tres días después de las elecciones, Evita ―de veintiséis años de edad― pronunció su primer discurso político en un acto organizado para agradecer a las mujeres su apoyo a la candidatura de Perón. En esa oportunidad Evita exigió la igualdad de derechos para hombres y mujeres y en particular el sufragio femenino:

La mujer argentina ha superado el período de las tutorías civiles. La mujer debe afirmar su acción, la mujer debe votar. La mujer, resorte moral de su hogar, debe ocupar el sitio en el complejo engranaje social del pueblo. Lo pide una necesidad nueva de organizarse en grupos más extendidos y remozados. Lo exige, en suma, la transformación del concepto de mujer, que ha ido aumentando sacrificadamente el número de sus deberes sin pedir el mínimo de sus derechos.
Eva Perón

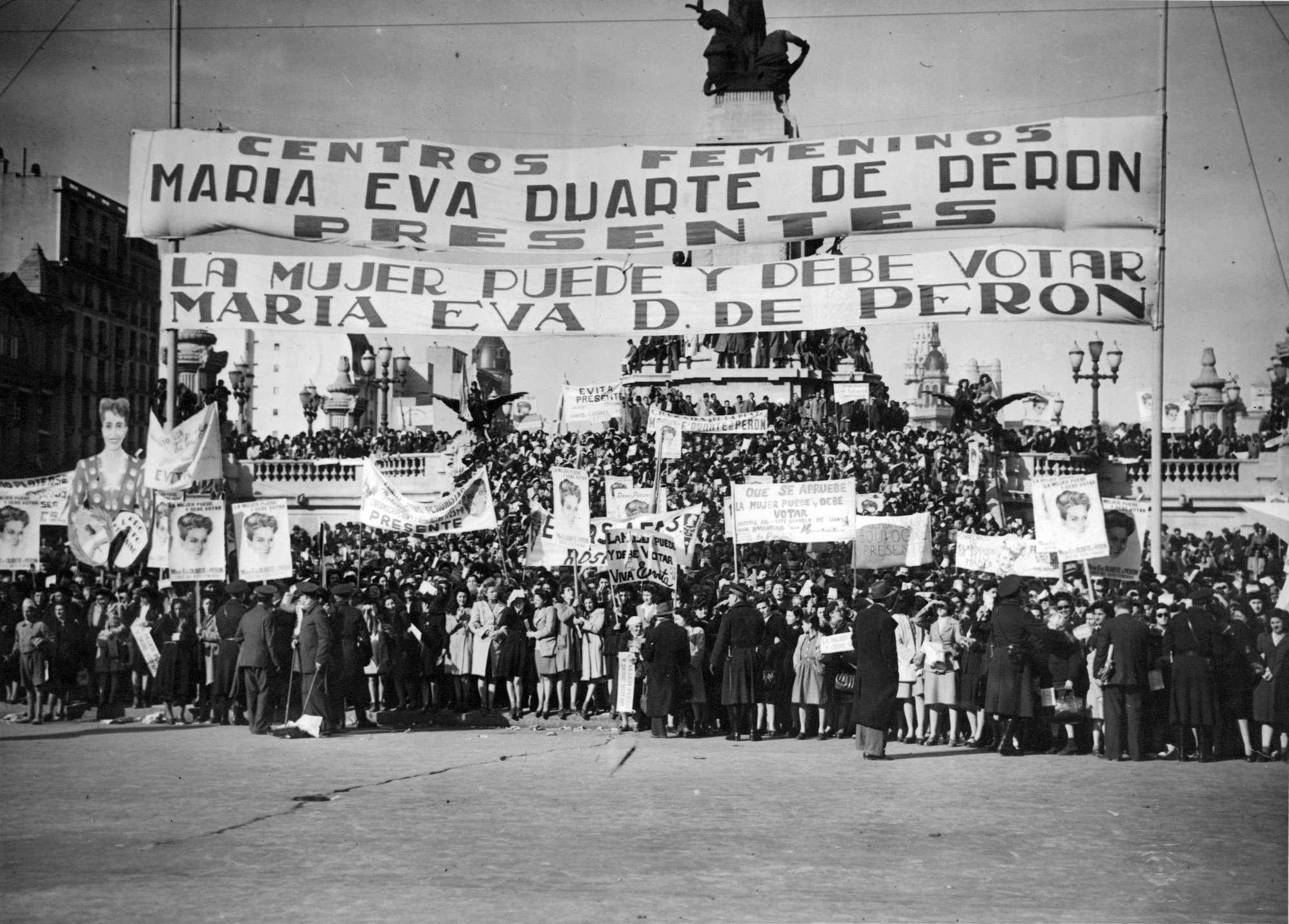
Manifestación de mujeres frente al Congreso Nacional por la ley de Voto Femenino, 3 de septiembre de 1947.

El proyecto de ley fue presentado inmediatamente después de asumido el nuevo gobierno constitucional, el 1 de mayo de 1946. La oposición de los prejuicios conservadores resultaba evidente. Evita presionó constantemente a los parlamentarios para que lo aprobaran, causando incluso protestas de estos últimos por su intromisión.
A pesar de que era un texto brevísimo en tres artículos, que prácticamente no podía dar lugar a discusiones, el Senado recién dio media sanción al proyecto el 21 de agosto de 1946, y hubo que esperar más de un año para que la Cámara de Diputados sancionara el 9 de septiembre de 1947 —por unanimidad— la Ley 13.010, estableciendo la igualdad de derechos políticos entre hombres y mujeres y el sufragio universal en la Argentina.
Para celebrar la ley que reconocía los derechos políticos de las mujeres la CGT convocó a un acto en la plaza de Mayo el 23 de septiembre, en el que hablaron Eva, el exdirigente sindical y ministro del Interior Ángel Borlenghi y Perón, en ese orden. Durante el acto, el presidente firmó el decreto promulgando la ley en el balcón y se lo entregó a Eva, que inmediatamente después pronunció su discurso dirigido a las «mujeres de mi patria», que comenzó con los siguientes párrafos:

Mujeres de mi patria, recibo en este instante de manos del Gobierno de la Nación, la ley que consagra nuestros derechos cívicos, y lo recibo ante vosotras con la certeza de que lo hago en nombre y representación de todas las mujeres argentinas, sintiendo jubilosamente que me tiemblan las manos al contacto del laurel que proclama la victoria. Aquí está hermanas mías resumida en la letra apretada de pocos artículos una historia larga de luchas, tropiezos y esperanzas, por eso hay en ella crispaciones de indignación, sombras de ocasos amenazadores, pero también alegre despertar de auroras triunfales, y esto último que traduce la victoria de la mujer sobre las incomprensiones, las negaciones y los intereses creados de las castas repudiadas por nuestro despertar nacional, sólo ha sido posible en el ambiente de justicia, de recuperación y de saneamiento de la Patria, que estimula e inspira la obra de gobierno del general Perón, líder del pueblo argentino.
Eva Perón

##### El Partido Peronista Femenino

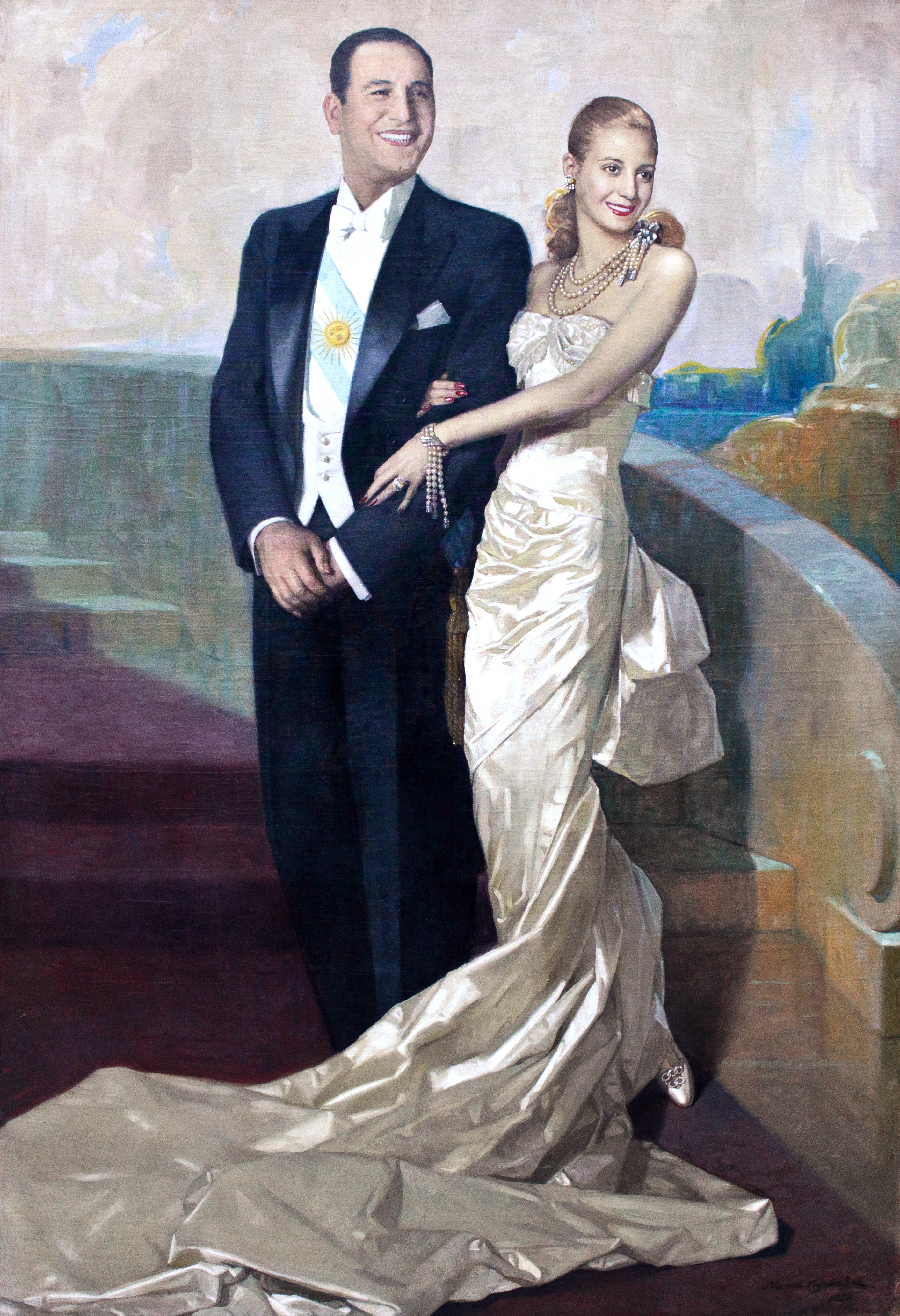
Retrato oficial de Juan Domingo Perón junto a su esposa Eva, de Numa Ayrinhac, y exhibido en el Museo del Bicentenario, es el único oficial de un presidente argentino acompañado de la primera dama.

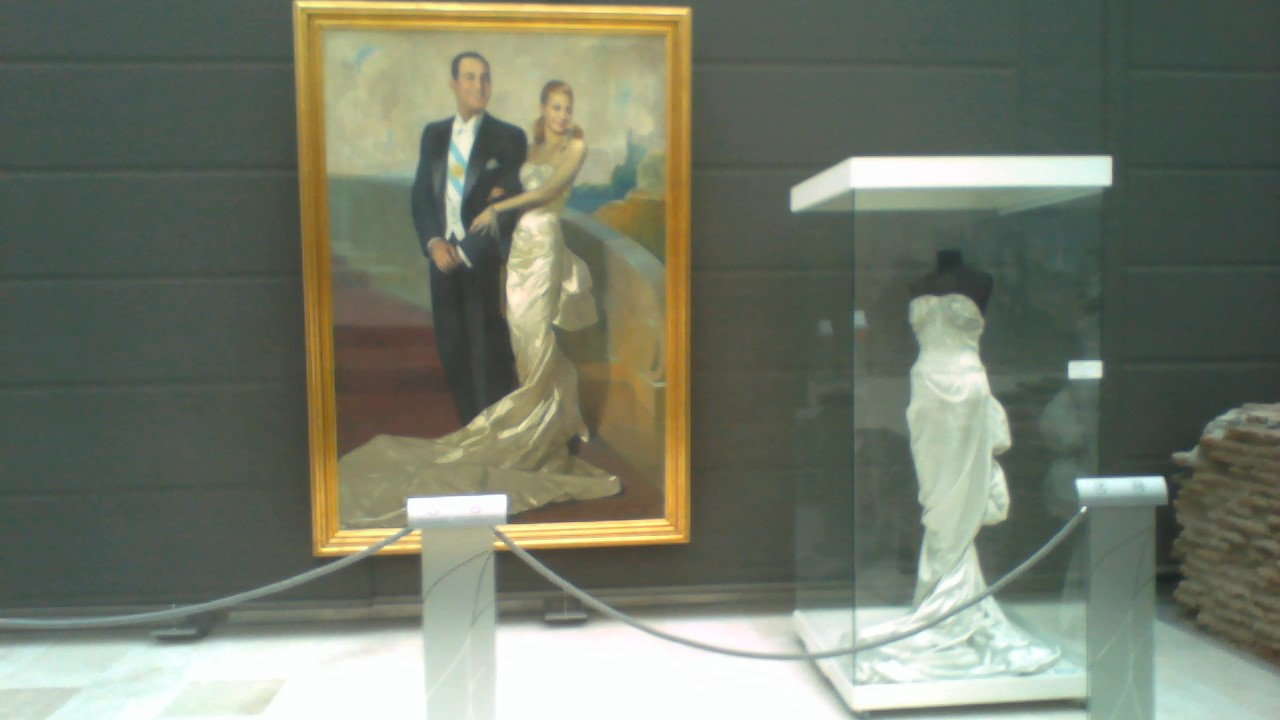
Retrato del presidente Juan Domingo Perón y su señora esposa Eva María Duarte de Perón junto al vestido que usó en el mismo.

En 1949 Eva Perón buscó incrementar la influencia política de las mujeres fundando el Partido Peronista Femenino (PPF), el 26 de julio en el Teatro Nacional Cervantes de la Ciudad de Buenos Aires. El PPF estaba dirigido exclusivamente por mujeres, era totalmente autónomo dentro del movimiento, y estaba organizado a partir de unidades básicas femeninas que se abrían en los barrios, pueblos y sindicatos canalizando la militancia directa de las mujeres.
El 11 de noviembre de 1951 se realizaron elecciones generales. Evita votó en el hospital donde estaba internada, debido al avanzado estado del cáncer que terminaría con su vida al año siguiente. Por primera vez las mujeres argentinas pudieron votar y ser votadas. El 64 % de las mujeres votó por el peronismo, un porcentaje levemente superior al de los varones, que votaron en un 63 % por la reelección de Perón.
Asimismo, el Partido Peronista Femenino logró elegir 23 diputadas, tres delegadas de territorios nacionales y 6 senadoras ―las únicas mujeres presentes en el Congreso Nacional―, y 80 legisladoras provinciales.

##### Igualdad jurídica en el matrimonio y la patria potestad
La igualdad política de hombres y mujeres, se complementó con el impulso de Eva a la reforma constitucional de 1949 que estableció la igualdad jurídica de los cónyuges y la patria potestad compartida que garantizó el artículo 37 (II.1), así como los derechos del niño y de la ancianidad, estos últimos propuestos por la propia Eva Perón.
El golpe militar de 1955 abolió la Constitución, y con ella la garantía de igualdad jurídica entre el hombre y la mujer en el matrimonio y frente a la patria potestad, reapareciendo la prioridad del hombre sobre la mujer. La reforma constitucional de 1957 tampoco reincorporó esta garantía constitucional, y la mujer argentina permaneció discriminada legalmente hasta que se sancionó la ley de patria potestad compartida en 1985, durante el gobierno de Alfonsín.
Evita también propuso reconocer el valor económico del trabajo de mantención de los hogares y crianza de los niños, realizado principalmente por mujeres, por medio de algún método retributivo que debería estudiarse.

#### Relación con los trabajadores y los sindicatos
Eva Perón estableció una fuerte relación, estrecha y a la vez compleja, con los trabajadores y los sindicatos en particular, que la caracterizó.
En 1947, Perón ordenó disolver los tres partidos que lo sostenían, el Partido Laborista, el Partido independiente y la Unión Cívica Radical Junta Renovadora, para crear el Partido Peronista. A partir de ese momento los sindicatos fueron reconocidos como la «columna vertebral» del movimiento peronista, lo que en la práctica implicó que el Partido Peronista tomara la forma de un partido cuasilaborista. Con la creación del Partido Peronista Femenino, el movimiento peronista se organizó en tres ramas autónomas: la rama política, la rama sindical y la rama femenina.
En este esquema de poderes heterogéneos y muchas veces en conflicto que confluían en el peronismo, entendido como un movimiento abarcador de múltiples clases y sectores, Eva Perón ocupó un papel de vínculo directo y privilegiado entre Perón y los sindicatos, que les permitió a estos últimos consolidar una posición de poder, aunque compartido.
Por esta razón fue el movimiento sindical el que impulsó la candidatura de Eva Perón a vicepresidenta, en 1951, candidatura muy resistida, incluso dentro del Partido Peronista, por los sectores que querían evitar un avance del sector sindical.
Evita tenía una visión sumamente combativa de la lucha por los derechos sociales y pensaba que «la oligarquía», «el capitalismo deshumanizado» y «el imperialismo» actuarían incluso violentamente para anularlos. El discurso de Evita tendió abiertamente a reivindicar los valores e intereses de los trabajadores y las mujeres.
La estrecha relación entre Evita y el sindicalismo quedó evidenciada en la donación que la Fundación Eva Perón hizo a la CGT del edificio donde instaló su sede ―contiguo a la nueva sede de la fundación― y por la decisión de establecer a su muerte, que su cadáver embalsamado permanecería en la central obrera hasta que se construyera el monumento dedicado a su memoria.

#### Acción sindical

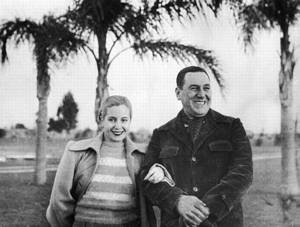
Evita y Perón en 1950.

Eva desarrolló una intensa tarea sindical desde la Secretaría de Trabajo y Previsión (STYP) ―transformada en Ministerio en 1949― gestionando todo tipo de iniciativas y reclamos, organizando nuevos sindicatos, participando en las negociaciones colectivas, asistiendo a las asambleas en las fábricas, o simplemente recibiendo donaciones de los sindicatos para su «cruzada», que cada vez se hicieron más numerosas. Todos los miércoles, Evita acompañaba a la delegación de la CGT que se reunía con el presidente. Dice Marysa Navarro que la tarea sindical de Evita resultó decisiva para la «peronización de los sindicatos».
Para la primera mitad de 1948, Evita ya es reconocida por los dirigentes sindicales como una gestora decisiva de las conquistas laborales y del poder alcanzado por el movimiento obrero dentro del gobierno, circunstancia que explica su aparición ese año, junto a Perón, en las dos principales movilizaciones obreras, la del 1 de mayo y la del 17 de octubre.

#### Acción internacional

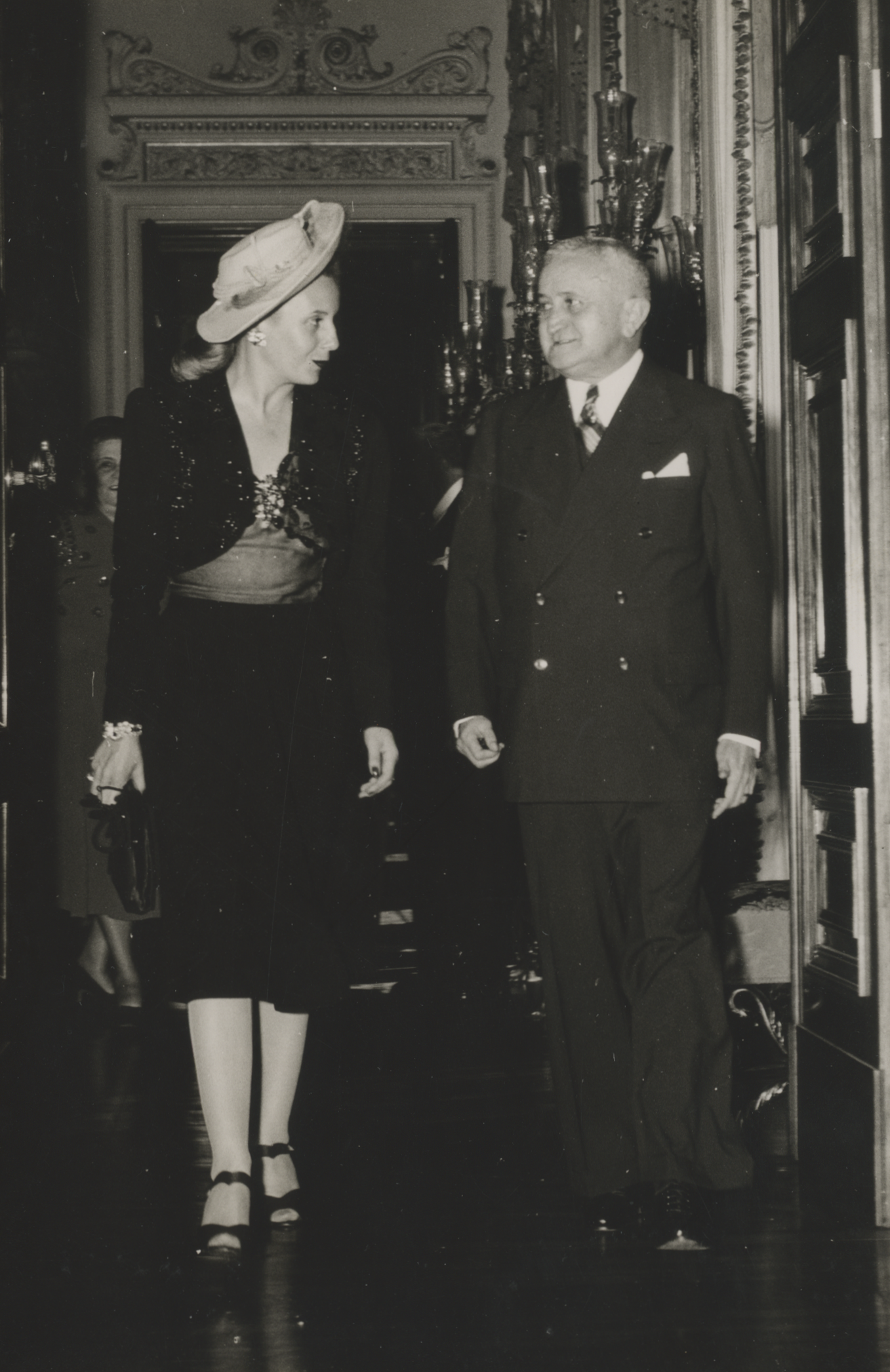
Eva Perón con el presidente brasileño Eurico Gaspar Dutra en Río de Janeiro (1947). Archivo Nacional del Brasil.

El gobierno peronista fue el primero de Latinoamérica en establecer un acuerdo comercial bilateral con Israel. En paralelo a la acción estatal, la Fundación Eva Perón envió ropas y medicamentos –que llegaban por barco al puerto de Haifa– para aliviar los padecimientos de los miles de migrantes judíos que llegaban a Israel. Cuando en abril de 1951 la ministra israelí Golda Meir visitó la Argentina, agradeció personalmente a Evita las donaciones. A la entrevista fue acompañada por el entonces ministro plenipotenciario de la Embajada de Israel en Buenos Aires, Jacobo Tsur. En tal oportunidad, Evita le manifestó a la señora Meir: “El renacimiento de Israel es un hecho extraordinario para la humanidad, y todos los peronistas nos miramos en ese espejo maravilloso, porque repudiamos lo que les hicieron a los judíos en Europa y admiramos también la forma que supieron sobreponerse a la tragedia en poco tiempo”.
Golda Meir le respondió a Evita: “Nosotros hemos sido perseguidos y echados de todas partes. Valoramos como en la Argentina, hoy en día, se nos trata de igual a igual, sin ningún tipo de discriminación”. El domingo 8 de abril de 1951, una multitud de judíos llenó el Luna Park para escuchar a Meir y, en ese escenario, volvió a elogiar al gobierno justicialista.
La posición de Perón y de Evita en contra de la judeofobia era clara, participando en la inauguración de la flamante sede de la Organización Israelita Argentina (OIA), en agosto de 1949. Durante el crudo invierno de 1950 mandaría abrigos, zapatos y alimentos para los niños pobres de Washington. En 2002, el embajador argentino en Washington, Diego Guelar, pidió que la ciudad de Washington reconociera la preocupación de Evita por los niños pobres del Distrito y que bautizara un espacio público con su nombre. La donación en nombre de Eva Perón y su Fundación de Ayuda Social había sido gestionada cuidadosamente con el reverendo Ralph Faywatters, quien presidía la Children’s Aid Society, una entidad caritativa que protegía a los niños negros de Washington. También en los mismos días, Francia recibió una donación similar, que fue repartida entre los niños pobres de Montmartre.

#### La Fundación Eva Perón y la ayuda social

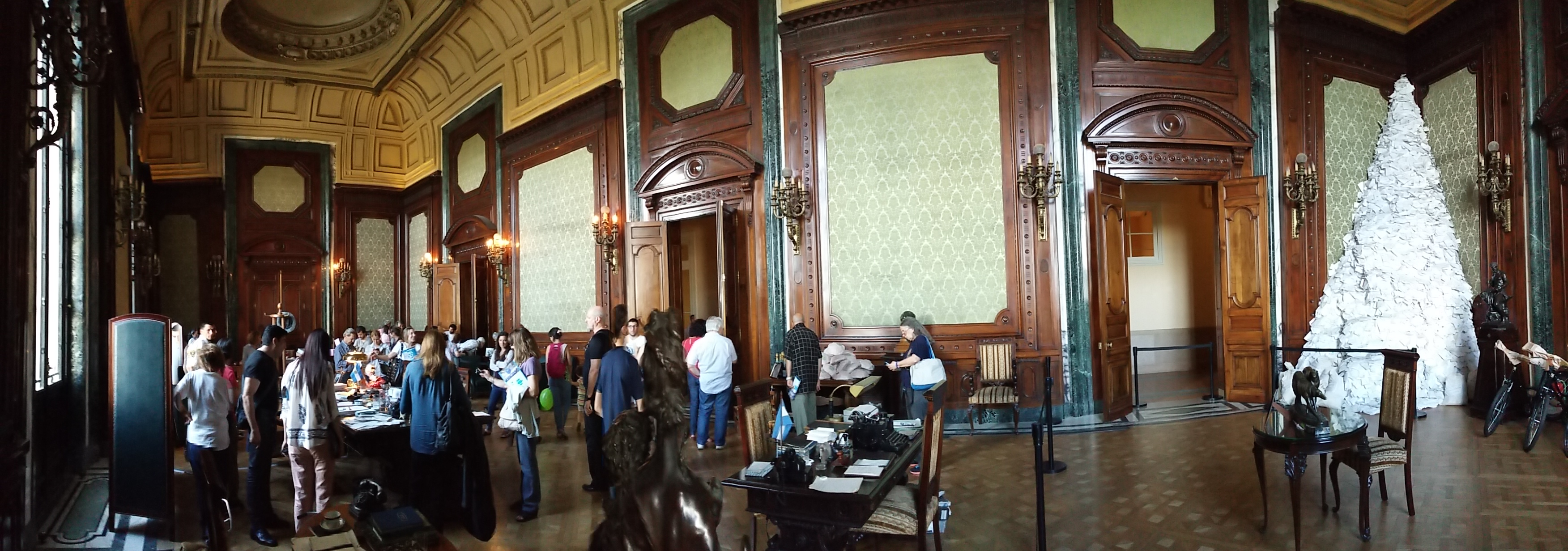
Oficina de la Fundación Eva Perón en el Correo (actualmente preservada como museo en el Centro Cultural Néstor Kirchner).

La actividad por la cual Evita se destacó durante el gobierno peronista fue la ayuda social orientada a atender la pobreza y otras situaciones sociales de desamparo. Tradicionalmente en Buenos Aires esa actividad estaba en manos de la Sociedad de Beneficencia de la Capital Federal, una antigua asociación cuasi-estatal creada por Bernardino Rivadavia a principios del siglo XIX dirigida por un selecto grupo de mujeres de la clase alta. Ya en la década de 1930 comenzó a ser evidente que la Sociedad de Beneficencia y otras instituciones similares en otras partes del país, así como la beneficencia, se habían vuelto obsoletas e inadecuadas para la sociedad urbana industrial. A partir de 1943, las organizaciones de beneficencia comenzaron a ser reorganizadas y el 6 de septiembre de 1946 la entidad capitalina fue intervenida. El peronismo reorganizó completamente la acción del Estado en materia de asistencia social. Parte de esa tarea fue desarrollada a través del exitoso plan de salud pública que llevó adelante el ministro de Salud Ramón Carrillo; parte fue desarrollada a partir de las nuevas instituciones de previsión social como la generalización de las jubilaciones y pensiones; y parte fue desarrollada por la Dirección Nacional de Asistencia Social creada en septiembre de 1948, que con el tiempo llegaría a organizarse como ministerio, bajo diversos nombres, como «Bienestar Social» o «Desarrollo Social». En ese contexto apareció la Fundación Eva Perón (FEP), con el fin de organizar institucionalmente la acción social que Eva venía realizando en la Secretaría de Trabajo y Previsión (STYP), tarea que la prensa denominaba su «Cruzada de Ayuda Social», y las donaciones sindicales que habían comenzado a multiplicarse.

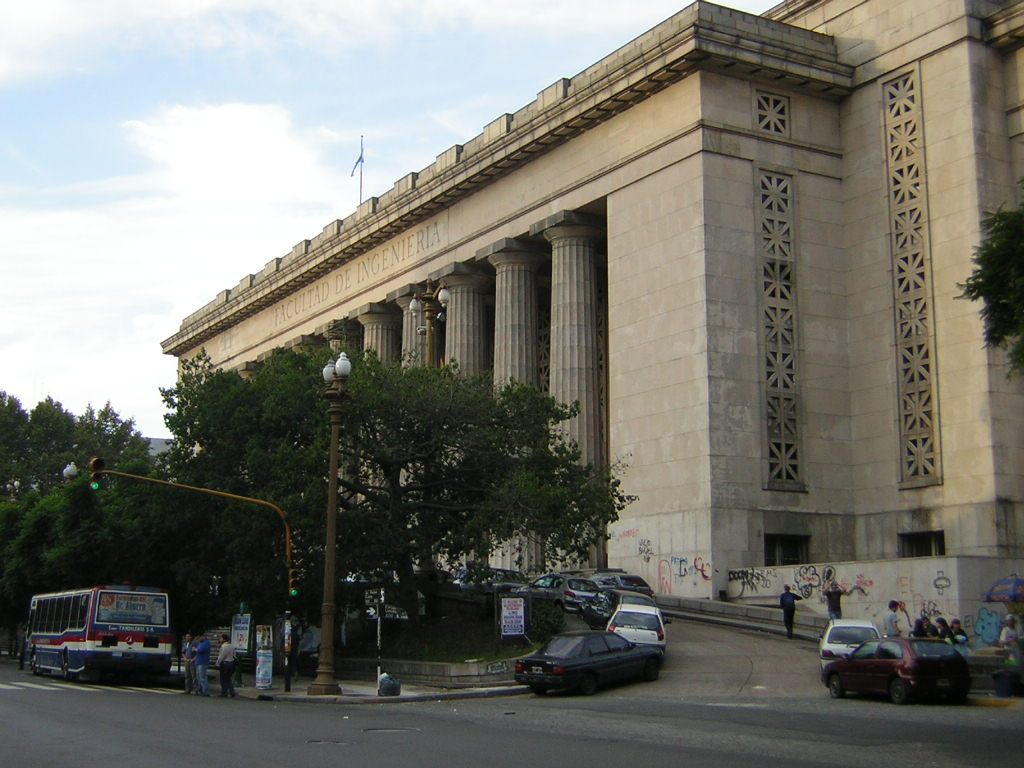
Paseo Colón 850. Edificio construido ad hoc para la Fundación Eva Perón. Actualmente es la Facultad de Ingeniería.

El 8 de julio de 1948 se creó la Fundación Eva Perón, presidida por Evita, que desarrolló una gigantesca tarea social que llegó prácticamente a todos los niños, ancianos, madres solteras, y mujeres que eran único sustento de familia, pertenecientes a los estratos más carenciados de la población. Eva explicó en La razón de mi vida cuál era su enfoque sobre la acción social, dándole prioridad a la personalización y dignificación inclusiva de los sectores vulnerables:

Muchas obras han sido construidas con criterios de ricos... y el rico, cuando piensa para el pobre, piensa en pobre. Otras, han sido hechas con criterio de Estado; y el Estado sólo construye burocráticamente, vale decir con frialdad en la que el gran ausente es el amor.
Eva Perón

La Fundación realizó un amplio espectro de actividades sociales, desde la construcción de hospitales, escuelas, hogares de tránsito y de ancianos, colonias de vacaciones, proveedurías populares, hasta el otorgamiento de becas para estudiantes, ayudas para construir viviendas populares, un plan agrario de apoyo a los pequeños productores rurales, entregas masivas de máquinas de coser y promoción de la mujer en diversas facetas. Construyó las modernas viviendas obreras de Ciudad Evita, doce avanzados policlínicos en todo el país, donde la atención fue completamente gratuita y dirigió la Escuela de Enfermería. La Fundación realizaba anualmente los famosos Juegos Nacionales Evita, en los que participaban cientos de miles de niños y jóvenes de sectores humildes, que a la vez que promovía el deporte permitió también realizar masivos controles médicos. La Fundación entregaba también masivamente, cada fin de año, sidra y pan dulce a las familias más carenciadas, hecho este último muy criticado por los opositores antiperonistas. La Fundación empleaba 14 000 personas, entre ellas 850 enfermeras que eran uno de sus principales emblemas. Evita atendía además personalmente cada carta y cada reclamo.13.402 mujeres consiguieron empleo gracias a la Fundación, entre 1948 y 1950 y 8.726 chicos fueron internados para su cuidado en colegios o instituciones de la Fundación entre 1948 y 1950. La Fundación brindó asistencia también a otros países, entre otros, a Croacia, Egipto, España, Francia, Israel, Uruguay, Paraguay, Bolivia, Honduras, Japón y Chile.
Los principales colaboradores de Eva en la FEP fueron el prestigioso cirujano Ricardo Finochietto, el padre Hernán Benítez que instaló su parroquia en el barrio obrero de Saavedra construido por la Fundación, Atilio Renzi, Alfredo Alonso y Ramón Cereijo.
Los fondos de la Fundación provenían de diversas fuentes: impuestos provenientes de loterías, casinos y carreras (leyes 13941 y 14044), donaciones personales, cuotas establecidas en los convenios colectivos, aporte del 2 % del aguinaldo (Ley 13992), cuotas establecidas en los convenios colectivos, etc. En total 2350 ancianos pudieron ser internados en los hogares para ancianos que construyó la Fundación. El 17 de octubre de 1949 se inauguró el primero de ellos en Burzaco y, hasta 1950, se abrieron otros cuatro. Allí eran alimentados y atendidos por enfermeras y monjas. En total 60.180 personas fueron atendidas al año de haberse habilitado el primer Hogar de Tránsito. Se construyeron tres, con un total de 1.150 camas. El objetivo era remediar la escasez de vivienda, dando un amparo momentáneo.
El Estado no solo aportó fondos, sino también inmuebles, personal y medios de transporte. La oposición le reprochaba que pese a que los aportes, algunos de ellos compulsivos, provenían de todos, la obra se realizara en nombre de Eva Perón.

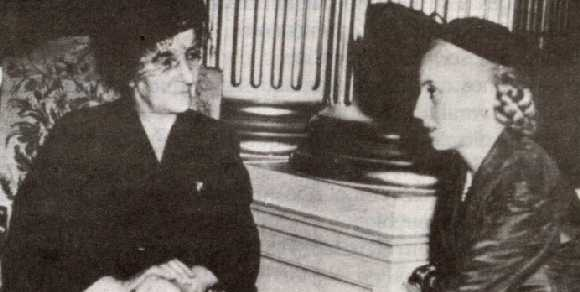
En 1951 Golda Meir viajó a la Argentina para agradecer el apoyo de la Fundación Eva Perón a Israel.

La Fundación realizó también ayudas solidarias para diversos países como Estados Unidos, Israel, Perú, Ecuador y Colombia.
En 1951, Golda Meir, por entonces ministra de Trabajo israelí y una de las pocas mujeres que en el mundo habían alcanzado una posición política destacada en democracia, viajó a la Argentina para entrevistarse con Eva Perón y agradecerle las donaciones a Israel en los primeros momentos de su creación.
La Fundación Eva Perón funcionó en varios edificios y depósitos, mientras que Evita instaló su despacho en una oficina ubicada en el primer piso del Ministerio de Comunicaciones, actual Centro Cultural Kirchner donde la habitación se mantiene como museo. A fines de 1950 el Congreso de la Nación donó a la FEP un terreno sobre el Paseo Colón al 800, al lado del nuevo edificio de la CGT, donde comenzó a construirse la sede, un gran edificio en estilo neoclásico, con grandes estatuas alegóricas de Leone Tommasi en su parte superior. La destrucción de documentación por parte de la Revolución Libertadora ha impedido saber exactamente cuándo Eva Perón comenzó a atender en el nuevo edificio, pero hay coincidencia en que fue durante muy poco tiempo.
En 1955 el edificio sería asaltado por los grupos golpistas, destruyendo la documentación y las estatuas de Tommasi; poco después fue entregado a la Universidad de Buenos Aires, que instaló allí la Facultad de Ingeniería. En 2011 el edificio fue declarado monumento histórico nacional por Ley 26714.
La escritora Aurora Venturini, que trabajó en la Fundación Eva Perón como psicóloga, ha dejado su recuerdo sobre Evita en ese ámbito:

A la Fundación llegaba a las ocho de la mañana y se iba a las cuatro del día siguiente. Las piernas se le hinchaban, se sacaba los zapatos debajo del escritorio y quedaba descalza... había que verla de cerca, en el trato diario, podía ser insoportable de tan inmediata. Cuando me decía a mí o a otros «esto lo quiero para mañana», había que tenerlo listo porque si no se le escapaban insultos gruesos, descargaba toda su rabia en el que tenía adelante, le saltaba la bronca. Era difícil estar con ella en esos momentos. Después, la entendí: se le acababa el tiempo, estaba muy apurada... Me acuerdo del chico de las moscas. Yo la había acompañado a una recorrida por las barriadas pobres. Por entonces, las villas eran buenas, se podía entrar, no había violencia, sólo pobreza, mucha pobreza. Se nos acercó un chico que tenía la cabecita completamente negra… eran moscas. Evita no se contuvo y se largó a llorar, después pidió que lo lleváramos al hospital donde se curó, pero a ella nunca se le fue la impresión. Esas cosas le daban una rabia inmensa, se volvía loca.

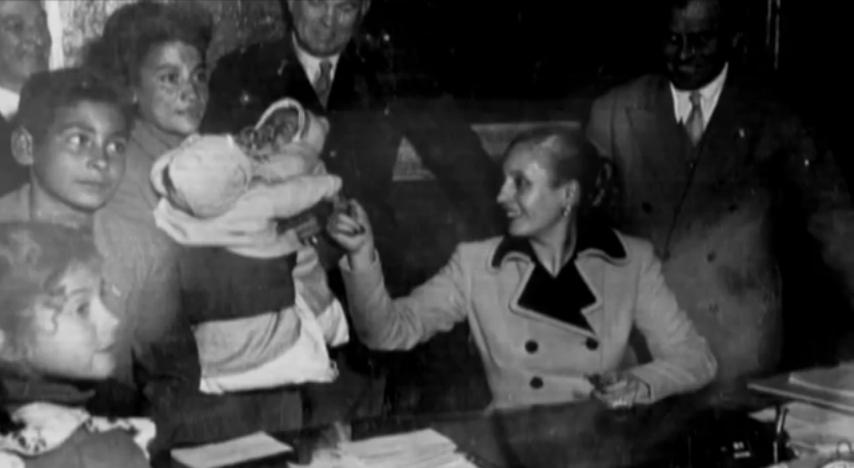
Eva Perón trabajó personalmente recibiendo a personas y familias necesitadas de ayuda social.

Después del golpe militar, la Fundación fue saqueada en septiembre de 1955. Instalada la dictadura de Lonardi Marta Ezcurra de la Acción Católica Argentina dispone la intervención inmediata de cada uno de los institutos y convoca para ello, a los miembros de los “Comandos civiles”, ordena el desalojo inmediato de todos los niños y niñas, manda destruir todos los frascos de los Bancos de Sangre de los Hospitales de la Fundación porque contenían sangre “peronista” , ordena el asalto militar contra la Escuela de Enfermeras, y dispone su cierre definitivo. Determina la confiscación de todos los muebles de los hospitales, hogares para niños, hogares escuelas y hogares de tránsito por ser demasiado lujosos y los lleva a las casas de los miembro de los comandos civiles, gran parte del mobiliario terminaría en las casas de los miembros de los comandos civiles. Cada Hogar fue intervenido por Comandos Civiles que, en el caso de la Clínica de Recuperación Infantil Termas de Reyes, de Jujuy, llegaron al extremo de expulsar a los niños para dejar inaugurado allí, muy poco después, un casino de lujo.

#### DiarioDemocracia
A fines de 1947 Evita gestionó la compra del diario Democracia, el único periódico que había apoyado la candidatura de Perón en las elecciones de 1946. El diario se convirtió en el «vocero de Evita», con un tiraje superior a los 300 000 números diarios. Desde mediados de 1948 publicó semanalmente en la portada, artículos escritos por Eva Perón, sobre cuestiones políticas de actualidad, aunque esas participaciones se hicieron más espaciadas desde 1949.
Los títulos de los artículos publicados por Eva Perón en Democracia reflejan abiertamente sus preocupaciones sociales y políticas. Algunos de ellos fueron: «Por qué soy peronista», «Ayuda social, sí; limosna no», «Significación social del “descamisado”», «Olvidar a los niños es renunciar al porvenir», «El deber actual de la mujer argentina», «Hacia la total emancipación de los descamisados del campo», «Mis conversaciones con el general Perón», «Significado nacional del 17 de octubre», «La mujer argentina apoya la reforma», «El pueblo quiere soluciones argentinas para los problemas argentinos».

#### Derechos de la ancianidad
El 28 de agosto de 1948, Eva publicó su Decálogo de los Derechos de la Ancianidad, una iniciativa mundialmente precursora en la lucha por el reconocimiento de las personas de la tercera edad. A partir de ese momento se celebra en el país el Día de la Ancianidad el 28 de agosto. En esa oportunidad Evita dio lectura, en el Ministerio de Trabajo, a la declaración de los Derechos de la Ancianidad, que puso en manos del Presidente Juan Perón, solicitando que fuera incorporada a la legislación y a la práctica institucional de la Nación. El decálogo estableció los siguientes derechos: a la asistencia, la vivienda, la alimentación, el vestido, la salud física, la salud moral, la recreación, el trabajo, a la expansión y al respeto.
Ese mismo año Argentina llevó el decálogo a las Naciones Unidas, proponiendo a la Asamblea General aprobar una norma reconociendo los derechos humanos de las personas ancianas. Por entonces las Naciones Unidas aún no había aprobado el primer instrumento de derechos humanos, que recién sería aprobado como mera «declaración» no obligatoria, en diciembre de ese año, luego de sortear varios inconvenientes. En apoyo del reconocimiento universal de los derechos de la ancianidad, Evita publicó dos artículos en periódicos franceses: «El mundo no puede ser insensible a la suerte de los ancianos» en Ce Matin y «Emoción cristiana y justicia social» en la revista La Tribune des Nations.
Los derechos de la ancianidad elaborados por Evita y propuestos por Argentina, finalmente no fueron incluidos en la Declaración Universal de Derechos Humanos ni aprobados como una declaración complementaria. Deberían pasar 43 años para que la temprana propuesta argentina, finalmente llevara a la aprobación por las Naciones Unidas de los Principios de las Naciones Unidas en Favor de las Personas de Edad, mediante la Resolución 46/91 de la Asamblea General del 16 de diciembre de 1991.
En 1949 la Convención Constituyente incorporó el Decálogo de la Ancianidad elaborado por Evita y lo incorporó al nuevo texto de la Constitución como artículo 37, III.

#### Candidatura a la vicepresidencia

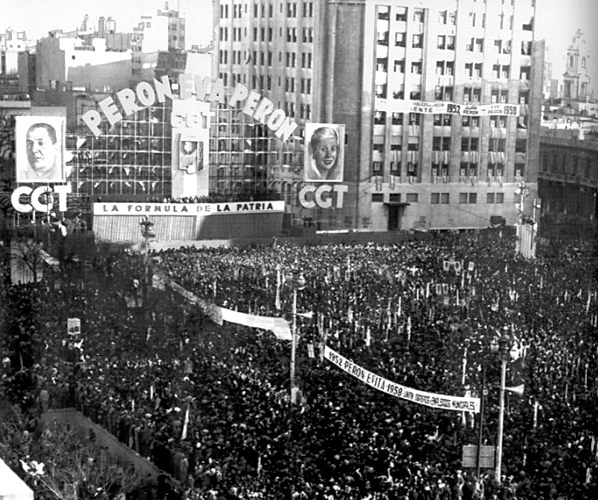
Dos millones de personas se movilizaron para el llamado «Cabildo Abierto» en el que la CGT propuso la fórmula Perón-Eva Perón.

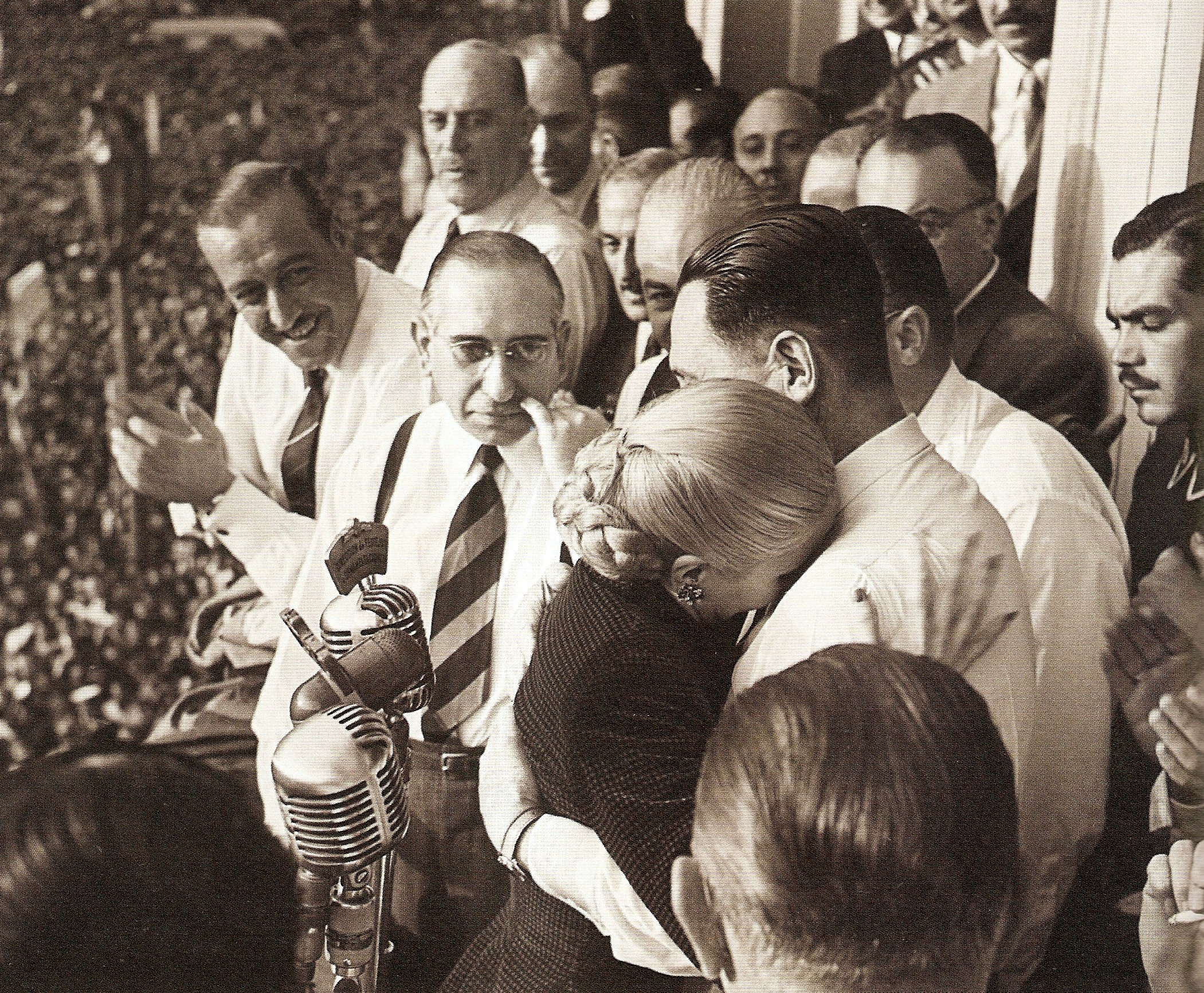
Eva llora y abraza a Perón durante el acto del 17 de octubre de 1951. En la foto aparecen también el ministro del Interior Ángel Borlenghi, el presidente de la Cámara de Diputados y futuro presidente de la Nación Héctor J. Cámpora y Juan Duarte.

Las elecciones generales de 1951 fueron la primera vez que las mujeres pudieron presentarse, no solo para votar sino como candidatas. Debido a su gran popularidad, la Confederación General del Trabajo propuso la candidatura de Evita al cargo de Vicepresidenta de la Nación, acompañando a Perón, un hecho que no solo implicaba llevar una mujer al Poder Ejecutivo Nacional, sino fortalecer al sector sindical en el gobierno peronista. La audaz jugada desató una aguda lucha interna en el peronismo e intensas gestiones de los grupos de poder, en la que los sectores conservadores presionaron fuertemente para evitarlo. Simultáneamente con este proceso, Evita desarrolló un cáncer de cuello de útero que acabaría con su vida en menos de un año.
En ese contexto, el 22 de agosto de 1951 se produjo el Cabildo Abierto del Justicialismo, convocado por la Confederación General del Trabajo. La reunión contó con millones de trabajadores y trabajadoras en la esquina de Moreno y 9 de Julio, y constituyó un hecho histórico fuera de lo común. En su transcurso los sindicatos le pidieron a Evita que aceptara la candidatura a vicepresidenta. Tanto Perón como Evita tomaron sucesivamente la palabra para sugerir que los cargos no eran importantes y que ya Evita ocupaba un lugar superior en la consideración de la población. A medida que las palabras de Perón y Evita ponían de manifiesto las fuertes resistencias que despertaba su candidatura, la multitud empezó a exigirle a Evita que la aceptara allí mismo. Incluso en algún momento alguna voz en la multitud le exigió a Perón:
En ese momento se produjo un diálogo entre la multitud y Evita, completamente inusual en eventos multitudinarios:

Texto del diálogo entre Evita y la multitud en el Cabildo Abierto del 22 de agosto de 1951

-Evita (hablando a la multitud y a Perón): Hoy, mi general, en este Cabildo Abierto del Justicialismo, el pueblo preguntó que quería saber de qué se trata. Aquí ya sabe de qué se trata y quiere que el general Perón siga dirigiendo los destinos de la Patria.

Pueblo: ¡Con Evita! ¡Con Evita!

Evita: Yo haré siempre lo que el pueblo quiera. Pero yo les digo que así como hace cinco años he dicho que prefería ser Evita, antes que la mujer del presidente, si ese Evita era dicho para aliviar algún dolor de mi Patria, ahora digo que sigo prefiriendo ser Evita. La Patria está salvada porque la gobierna el general Perón.

Pueblo: ¡Que conteste, que conteste!

Espejo (CGT): Señora, el pueblo le pide que acepte su puesto.

Evita: Yo le pido a la Confederación General del Trabajo y a ustedes, por el cariño que nos profesamos mutuamente, para una decisión tan trascendental en la vida de esta humilde mujer, que me den por lo menos cuatro días.

Pueblo: ¡No, no, vamos al paro! ¡Vamos a la huelga general!
-Evita: Compañeros, compañeros... yo no renuncio a mi puesto de lucha. Yo renuncio a los honores. (Llora). Yo haré, finalmente, lo que decida el pueblo. (Aplausos y vivas). ¿Ustedes creen que si el puesto de vicepresidenta fuera un cargo y si yo hubiera sido una solución no habría contestado ya que sí?

Pueblo: ¡Contestación! ¡Contestación!

Evita: Compañeros, por el cariño que nos une, les pido por favor que no me hagan hacer lo que no quiero hacer. Se los pido a ustedes como amiga, como compañera. Les pido que se desconcentren. (La multitud no se retira). Compañeros, ¿cuándo Evita los ha defraudado? ¿Cuándo Evita no ha hecho lo que ustedes desean? Yo les pido una cosa, esperen hasta mañana.

Espejo (CGT): La compañera Evita nos pide dos horas de espera. Nos vamos a quedar aquí. No nos movemos hasta que nos dé la respuesta favorable.

Evita: Esto me toma de sorpresa. Jamás en mi corazón de humilde mujer argentina pensé que podía aceptar este puesto... Denme tiempo para anunciar mi decisión al país en cadena.

La multitud entendió esas palabras como un compromiso de Eva Perón de aceptar la candidatura y se retiró. De hecho el diario «evitista» Democracia titulaba al día siguiente «¡Aceptaron!». Sin embargo, nueve días después, Eva habló por radio para informar que había decidido renunciar a la candidatura. Esa fecha fue designada por los simpatizantes del peronismo como Día del Renunciamiento.
La razones y presiones que llevaron a la renuncia de Evita son objeto de diversos análisis. Entre ellas, resultó ser un factor importante el deterioro de su salud, que era notable en ese momento y que le causaría la muerte menos de un año después. Sin embargo ello no impidió que la propuesta de la CGT pusiera en evidencia las luchas internas en el peronismo y en la sociedad, ante la eventualidad de que una mujer apoyada por los sindicatos pudiera ser elegida vicepresidenta y finalmente incluso presidenta de la Nación. La biógrafa Marysa Navarro destaca el papel jugado por los prejuicios de género en el renunciamiento, que llevaron incluso a que uno de los principales escritores argentinos, Ezequiel Martínez Estrada, llegara a cuestionar a Perón y Evita diciendo: «En realidad, él era la mujer y ella el hombre».

Evita votando en el hospital en 1951. Fue la primera vez que las mujeres votaron en las elecciones nacionales en Argentina. A tal efecto Evita recibió la Libreta Cívica N.º 00.000.001.

Menos de un mes después del renunciamiento de Evita se produjo un fallido golpe de Estado cívico-militar, que involucró a altos dirigentes políticos y militares, que fue derrotado por la enérgica reacción del gobierno y la rápida movilización de la CGT, declarando la huelga general.
Al día siguiente del golpe, Evita reunió a los máximos dirigentes sindicales y al jefe del Ejército, para organizar milicias obreras capaces de defender la democracia, en caso de que se produjera un nuevo golpe.
El 17 de octubre, ya consciente de su estado de salud, Evita habló en el acto de conmemoración del Día de la Lealtad, en Plaza de Mayo, pidiéndole al pueblo que, «si no llegara a estar por mi salud», «cuiden a Perón», agregando: «Yo sé que ustedes recogerán mi nombre y lo llevarán como bandera a la victoria». En ese momento estalló en llanto y se abrazó a Perón, escena que quedó registrada en una histórica foto. El discurso que Evita pronunció ese día ha sido considerado como uno de sus testamentos políticos.
Al momento de realizarse las elecciones, el 11 de noviembre de 1951, Evita hacía seis días que había sido operada del avanzado cáncer de útero que la afectaba, debiendo votar en la cama del hospital en el que estaba internada.

## Enfermedad y fallecimiento

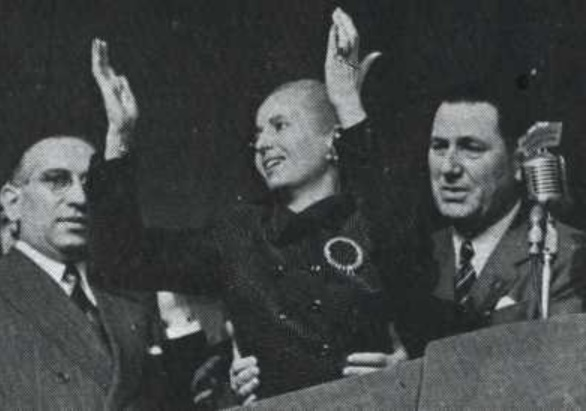
Perón sostiene a Evita en el acto del 1 de mayo de 1952. A la izquierda Borlenghi.

Eva Perón enfermó de cáncer de cuello uterino. En enero de 1950 había sido operada de apendicitis y los médicos Oscar Ivanisevich y Abel Canónico han relatado que los primeros síntomas podrían haber aparecido en ese entonces. Desde 1946, según relató Raúl Salinas, un funcionario de la comuna porteña, sufría desmayos y quebrantos, pero se resistía a parar. Según Page, en agosto de 1949 Eva le había confesado a un coronel de apellido Clark, agregado militar estadounidense, que en el último año había perdido diez kilos. La enfermedad de Evita trascendió y las embajadas extranjeras (España y Alemania, por ejemplo) ofrecieron sus mejores médicos para que la trataran.
Aunque fue sometida a un tratamiento de radioterapia de 1000 voltios con la supervisión del doctor Joaquín Carrascosa en su propia residencia de la calle Agüero, a los tres meses hubo una recidiva.
El 15 de octubre de 1951 publicó su libro La razón de mi vida. Más tarde se publicaría Mi mensaje, su último libro.

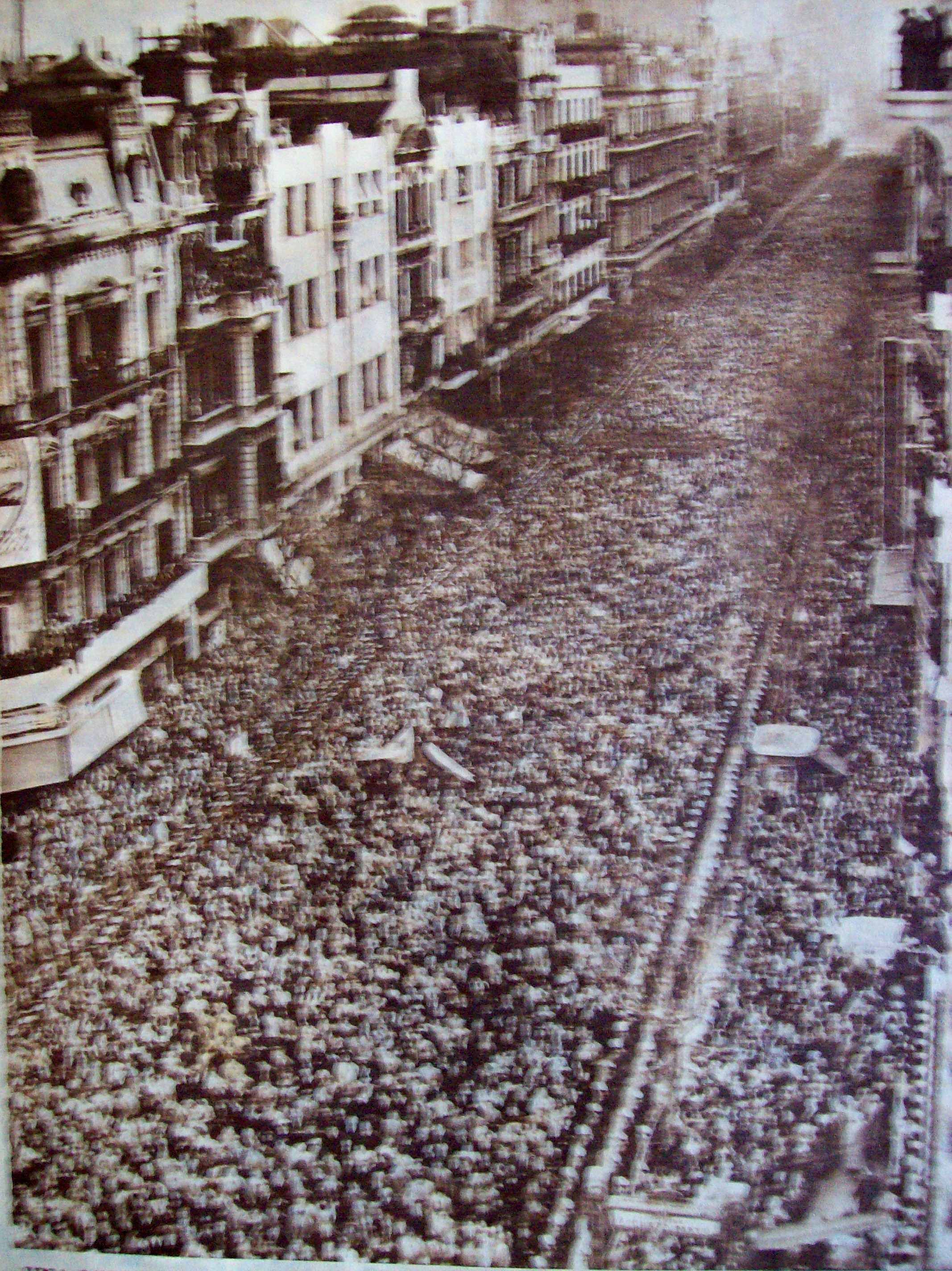
Cortejo fúnebre de Evita.

Ya muy avanzado el cáncer de útero, el 6 de noviembre de 1951 fue intervenida quirúrgicamente por el médico oncólogo estadounidense George Pack en el Hospital Policlínico «Presidente Perón» de Avellaneda (actual Hospital Interzonal General de Agudos «Presidente Perón»), construido por la propia Fundación Eva Perón. El domingo posterior a la operación, el 11 de noviembre, Eva Perón, votó por primera vez en su vida. Lo hizo desde su cama de hospital.
Pack, pocos meses después de fallecer Evita, le escribiría a Canónico:

Sabrás que aún lamento la pérdida de mi paciente. Creo no haber hecho nunca una operación más completa; era bastante optimista y tenía grandes esperanzas de que ella sobreviviera para realizar la gran tarea a la que se había consagrado. No conozco a nadie que en tan poco tiempo haya hecho tanto por su país; esto es lo que me duele realmente, por lo mucho que habría significado para ella haber tenido una oportunidad de continuarla indefinidamente. Creo que, históricamente, estará a la par de Juana de Arco.
George Pack

Por esa época Eva Perón empezó a dictar su último libro, Mi mensaje, al joven sindicalista docente Juan Jiménez Domínguez y lo terminó pocos días antes de morir. Se trata del texto más encendido y emocional de Evita, uno de cuyos fragmentos fue leído después de su muerte, el 17 de octubre de 1952, en el acto de plaza de Mayo, y que luego se extravió, para ser hallado en 1987. Sus hermanas sostuvieron entonces que se trataba de un texto apócrifo, iniciando un juicio que finalizó en 2006 estableciendo que se trata de un texto auténtico. Los siguientes fragmentos de Mi Mensaje, dan una idea de la naturaleza de su pensamiento en los últimos días de su vida:

Me rebelo indignada con todo el veneno de mi odio, o con todo el incendio de mi amor —no lo sé todavía— en contra del privilegio que constituyen todavía los altos círculos de las fuerzas armadas y clericales. [...]

A Perón y a nuestro pueblo les ha tocado la desgracia del imperialismo capitalista. Lo he visto de cerca en sus miserias y crímenes. Se dice defensor de la justicia mientras extiende las garras de su rapiña sobre los bienes de todos los pueblos sometidos a su omnipotencia... Pero más abominables aún que los imperialistas son las oligarquías nacionales que se entregan vendiendo y a veces regalando por monedas o por sonrisas la felicidad de sus pueblos.

Luego de varias sesiones de radioterapia, el 18 de julio de 1952 entró en coma por primera vez.

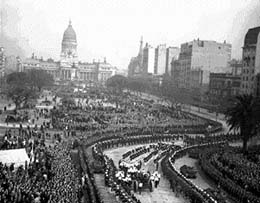
Funeral por la muerte de Eva Perón.

Murió a la edad de 33 años, el 26 de julio de 1952. El certificado de fallecimiento indica que falleció a las 20:25. Algunas publicaciones sostienen que falleció dos minutos antes, a las 20:23.
A las 21:36, el locutor J. Furnot leyó por la cadena de radiodifusión:

Cumple la Subsecretaría de Informaciones de la Presidencia de la Nación el penosísimo deber de informar al pueblo de la República que a las 20:25 horas ha fallecido la señora Eva Perón, Jefa Espiritual de la Nación. Los restos de la señora Eva Perón serán conducidos mañana, en horas de la mañana, al Ministerio de Trabajo y Previsión, donde se instalará la capilla ardiente...

Tras su muerte la CGT declaró tres días de paro, la proclamó “Mártir del trabajo” y solicitó al gobierno nacional que decretase los máximos honores, lo cual hizo por 30 días, a la vez que dispuso un paro de actividades que no afectaría los servicios indispensables durante 48 horas en todo el país. También, a pedido de la central obrera, la capilla ardiente se instaló en la actual Legislatura porteña. Inmediatamente, el pueblo comenzó a concentrarse en los alrededores al mismo tiempo que llegaban las primeras flores. En menos de 24 horas hubo 18 000 coronas florales. El Poder Ejecutivo decretó dos días de duelo nacional, el féretro llegó a la planta principal del Congreso donde fue colocado en el centro del Hall de Honor. Ante los grandes ventanales que dan a la avenida Diagonal Sur colgaba una enorme bandera nacional cruzada con un crespón. A los costados ardían grandes cirios en dos candelabros y, más retiradas, de un lado la Bandera Argentina, y en el otro, la Peronista con moños de luto en el extremo superior de ambas astas. La gran araña central y las luminarias de las paredes fueron cubiertas con crespones. Desde la rotonda superior pendía un círculo de enseñas nacionales. Durante los trece días del velatorio el presidente Perón llegaba a primera hora de la mañana y permanecía hasta cerca de la medianoche.Tal fue la demanda de flores que hacia la tarde del lunes 28 de julio de 1952 las florerías de la Capital Federal y alrededores acabaron su provisión. Y al día siguiente, en varios aviones, se trajeron de Chile grandes cantidades; pero al promediar la tarde del mismo martes también esas se agotaron.La congoja cubrió el territorio nacional. Casi todas las instituciones en los poblados y ciudades adhirieron al duelo, y de inmediato en los espacios públicos se multiplicaron millares de altares a su memoria. Un gesto inédito fueron, por ejemplo, las marchas o procesiones con antorchas en las principales ciudades y capitales de provincia. En la Ciudad de Buenos Aires a las 20.25 del martes 29 de julio de 1952 –exactamente al cumplirse las primeras 72 horas de la muerte de Evita- en la Plaza Miserere, al pie de un gran retrato, se le rindió un homenaje apagándose las 5000 antorchas que allí se habían congregado. Actos similares hubo en la Plaza de Mayo, Constitución, Retiro, Flores, Parque de los Patricios, Montes de Oca al 800, Nueva Pompeya, Luis María Campos y Echeverría, plaza Colombia y en el actual barrio Presidente Perón.
Su cuerpo fue velado en la Secretaría de Trabajo y Previsión hasta el 9 de agosto que fue llevado al Congreso de la Nación para recibir honores oficiales, y luego a la CGT. La procesión fue seguida por más de dos millones de personas y su paso por las calles recibió una lluvia de claveles, orquídeas, crisantemos, alhelíes y rosas arrojados desde los balcones cercanos. El 27 de julio el cuerpo de Evita fue trasladado en un coche del servicio fúnebre hasta el Ministerio de Trabajo y Previsión, donde se había montado la capilla ardiente. El velatorio se prolongó nueve días más, con colas de hasta 35 cuadras, aún bajo la lluvia y el intenso frío, formadas por personas de diferentes orígenes y clases sociales que deseaban tributar su último adiós a la dirigente. Su cuerpo fue expuesto en la capilla ardiente instalada en el Congreso Nacional, por donde desfilaron más de 2 millones de personas para manifestar su pesar. Sobre las aceras, centenares de miles de personas arrojaban flores a su paso, lloraban y agitaban sus pañuelos, incluso muchas de ellas sufrieron desmayos y crisis nerviosas y debieron ser asistidas. Desde los balcones llovían flores, millones de flores, claveles, orquídeas del Amazonas, alhelíes de los Andes, alverjillas del lago Nahuel Huapi y hasta crisantemos enviados por el emperador del Japón en aviones especiales.

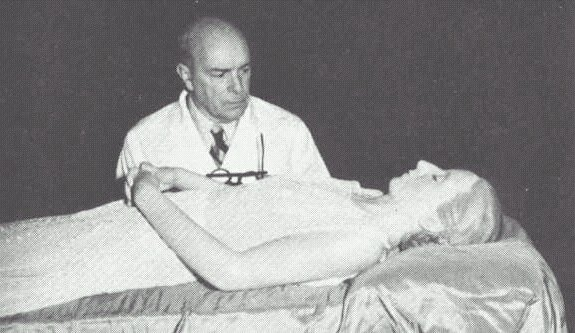
El cuerpo momificado de Evita, contemplado por el Dr. español Pedro Ara, quien realizó el embalsamamiento.

El gobierno contrató a Edward Cronjagar, camarógrafo de la 20th Century Fox, que había filmado los funerales del mariscal Foch para cubrir el funeral de Evita y de ese material resultó el documental Y la Argentina detuvo su corazón. Apenas expiró, las manos eminentes del doctor Pedro Ara procedieron a embalsamarla, una obra maestra que le llevó un año. Sin embargo, los antiperonistas pusieron fin al segundo mandato de Perón y precipitaron su exilio. Tres millones de argentinos esperaron en línea 15 horas para pasar su ataúd, a un ritmo de casi 65,000 por día, para despedirla.
Su cuerpo fue embalsamado y mantenido en exposición en la CGT. Mientras tanto, el gobierno empezó las obras del Monumento al Descamisado, que se había proyectado con base a una idea de Evita y que sería su tumba definitiva. Cuando la Revolución Libertadora derrocó a Perón el 23 de septiembre de 1955, el cadáver fue secuestrado y hecho desaparecer durante 14 años.

## El secuestro del cadáver de Evita
Durante la dictadura militar autodenominada Revolución Libertadora (1955-1958) que derrocó al presidente Juan Perón, durante la noche del 22 de noviembre de 1955, por órdenes directas del dictador Pedro Eugenio Aramburu, un comando al mando del teniente coronel Carlos de Moori Koenig, jefe de hecho del Servicio de Inteligencia del Ejército (SIE), entró por la fuerza en el edificio de la CGT, derribó el busto de Evita que se encontraba en el primer piso y con armas forzaron la puerta de la capilla del segundo piso. Allí quemaron las banderas argentinas dispuestas sobre el cadáver antes de llevárselo. Durante tres días, el cuerpo recorrió diferentes puntos de la ciudad, a fin de no levantar sospechas, dentro de un camión. El relato del exmayor Jorge Dansey Gazcón difiere, ya que asegura que fue él quién lo trasladó.
Desde ese momento se estableció un itinerario macabro y perverso.
Moori Koenig puso el cadáver dentro de una camioneta y lo mantuvo en su interior durante varios meses, estacionándola en distintas calles de Buenos Aires, en depósitos militares, detrás de la pantalla del cine Rialto en la avenida Córdoba al 4200, o incluso la casa del mayor Eduardo Arandía, miembro del grupo de tareas de Moori Koenig. En julio de 1956, Arandía asesinó de tres disparos a su esposa embarazada, Elvira Herrero de Arandía, confundiéndola con el fantasma de Evita, según su propia declaración de descargo en sede judicial.
Hubo discusiones de alto nivel para decidir qué hacer con el cadáver de Evita. Todos los sectores de la dictadura compartían la decisión de hacerlo «desaparecer», pero mientras la Marina proponía tirarlo al mar con un bloque de cemento, Aramburu ordenó darle «cristiana sepultura», sin dar a conocer el lugar. Pero Moori Koenig desobedeció las órdenes de Aramburu e  instaló el féretro en su oficina, con el cadáver de pie. Una de las personas que vio en esas circunstancias el cadáver de Evita fue la cineasta María Luisa Bemberg.
Semanas después Aramburu destituyó a Moori Koenig y le encomendó al coronel Héctor Cabanillas sepultarlo clandestinamente. La llamada Operación Traslado fue diseñada por el entonces teniente coronel —y luego también dictador— Alejandro Agustín Lanusse, con la ayuda del sacerdote Francisco Paco Rotger, a cargo de quien recayó la responsabilidad de obtener la complicidad de la Iglesia a través del superior general de la orden de los paulinos, el padre Giovanni Penco, y el propio Papa Pío XII. Durante 15 años nadie supo dónde estaba. El drama fue tan grande que su madre (Juana Ibarguren) clamaba de despacho en despacho pidiendo que se lo devolvieran”
El 23 de abril de 1957 el cadáver fue trasladado en secreto en el barco Conte Biancamano a Génova (Italia) en un ataúd que se explicaba pertenecía a una mujer llamada María Maggi de Magistris y fue enterrado bajo ese nombre en la tumba 41 del campo 86 del Cementerio Mayor de Milán.
Las versiones se multiplicaron y el mito se agrandó. Hay versiones que sostienen que los militares mandaron realizar tres copias de cera de la momia, y que las enviaron a otro cementerio italiano, uno en Bélgica y otro en Alemania Occidental.
En 1970 la organización guerrillera Montoneros secuestró a Aramburu, exigiendo entre otras cosas la aparición del cuerpo de Evita.
En septiembre de 1971, el general Lanusse, dictador por entonces del país, le ordenó al coronel Cabanillas organizar el «Operativo Retorno». El cuerpo de Evita fue entonces desenterrado de la tumba clandestina en Milán y devuelto a Perón en Puerta de Hierro (Madrid). En tal acción participó el brigadier (R) Jorge Rojas Silveyra, embajador argentino en España. Al cadáver le faltaba un dedo que le fue cortado intencionalmente y presentaba un leve aplastamiento de la nariz, pero estaba en buenas condiciones generales.

El 17 de noviembre de 1974 la presidenta María Estela Martínez de Perón trajo el cuerpo de Eva al país, y lo ubicó en la quinta presidencial de Olivos. El gobierno comenzó a proyectar el Altar de la Patria, un gran mausoleo que albergaría los restos de Juan Perón, Eva Duarte de Perón, y todos los próceres de la Argentina, como símbolo de unión del país.

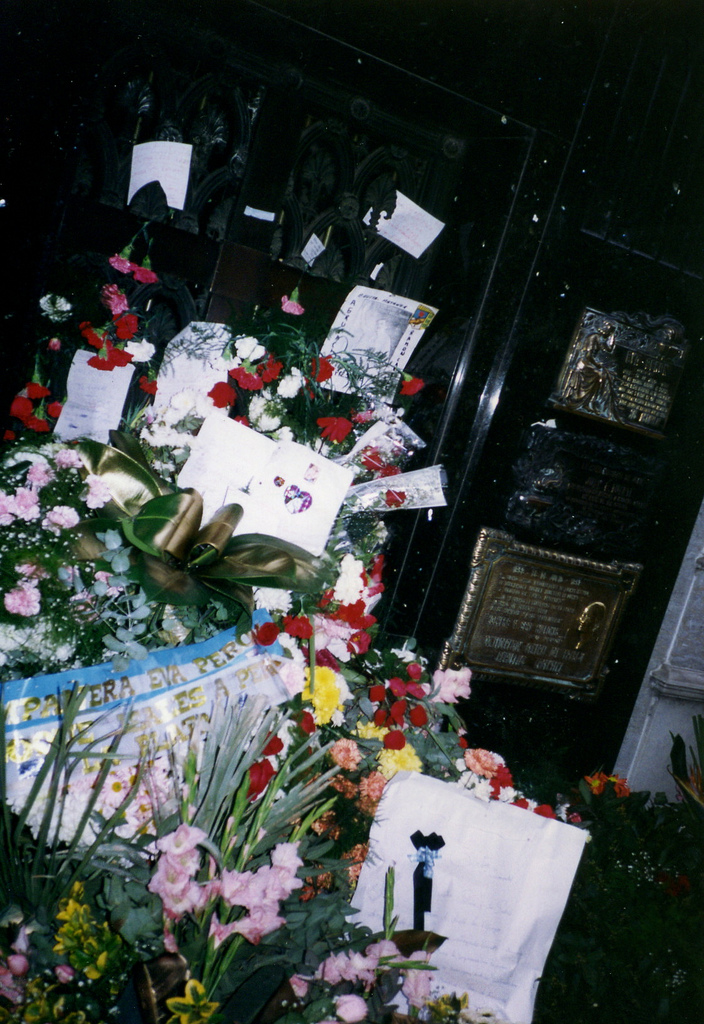
Los restos de Eva se encuentran actualmente en el Cementerio de La Recoleta.

En 1976 la dictadura militar que tomó el poder el 24 de marzo le entregó el cuerpo a la familia Duarte, que dispuso que fuera enterrada en la bóveda que su familia posee en el Cementerio de la Recoleta de Buenos Aires, donde se encuentra desde entonces.
El conocido cuento del escritor Rodolfo Walsh titulado Esa mujer tiene como tema el secuestro del cadáver de Evita.
El 16 de septiembre de 2022, el escritor e historiador, Antonio Cappellano, presentó un proyecto en la Comisión Nacional de Monumentos, de Lugares y de Bienes Históricos, solicitando la consideración para declarar Monumento Histórico Nacional, la bóveda donde se encuentra Evita, en el Cementerio de la Recoleta, en CABA. Este arduo trabajo se encuentra en estudio por la mencionada Comisión y fue elaborado por Cappellano, con documentación aportada por diferentes personalidades que conocieron a Eva Perón. También, forma parte de este proyecto, su libro "Eva Perón, una luchadora de la Argentina. A 70 años de su desaparición física". Editorial Autores de Argentina.

## Destrucción de obras de arte
Durante la Revolución Libertadora se destruyeron varias obras de arte relacionadas con Eva Perón, por razones ideológicas. Entre las obras destruidas se destacan las grandes esculturas realizadas por el artista italiano Leone Tommasi, ubicadas en el frontispicio de la Fundación Eva Perón (actual Facultad de Ingeniería de la Universidad de Buenos Aires) y el Monumento al Descamisado.
Los golpistas también destruyeron el «Retrato de Eva Perón», pintado en óleo sobre tela en 1950 por Numa Ayrinhac.

## Los discursos de Evita
Sus discursos, sumamente emocionales y de gran impacto popular, tuvieron la particularidad de apropiarse de términos peyorativos con las que personas de clase alta solían referirse a los trabajadores, para darles un significado elogioso, como hizo con el término «grasitas», diminutivo afectuoso de «grasa», modo despectivo frecuentemente utilizado para referirse a los sectores populares. Al igual que su esposo, Eva usaba habitualmente la palabra «descamisados» ―originada en el término sans-culottes, utilizado durante la Revolución francesa― para designar a los trabajadores, término que se constituyó en un símbolo del peronismo y enfatizaba su propio origen humilde como forma de solidarizarse con los trabajadores.
El siguiente párrafo, incluido en Mi mensaje, escrito poco antes de morir, constituye un ejemplo del modo en que Evita se dirigía al pueblo, tanto en sus discursos públicos como por escrito:

Todo lo que se opone al pueblo me indigna hasta los límites extremos de mi rebeldía y de mis odios, pero Dios sabe también que nunca he odiado a nadie por sí mismo, ni he combatido a nadie con maldad, sino por defender a mi pueblo, a mis obreros, a mis mujeres, a mis pobres «grasitas» a quienes nadie defendió jamás con más sinceridad que Perón y con más ardor que «Evita». Pero es más grande el amor de Perón por el pueblo que mi amor; porque él, desde su privilegio militar supo encontrarse con el pueblo, supo subir hasta su pueblo, rompiendo todas las cadenas de su casta. Yo, en cambio, nací en el pueblo y sufrí en el pueblo. Tengo carne y alma y sangre del pueblo. No podía hacer otra cosa que entregarme a mi pueblo. Si muriese antes que Perón, quisiera que esta voluntad mía, la última y definitiva de mi vida, sea leída en acto público en la Plaza de Mayo, en la Plaza del 17 de octubre, ante mis queridos descamisados.

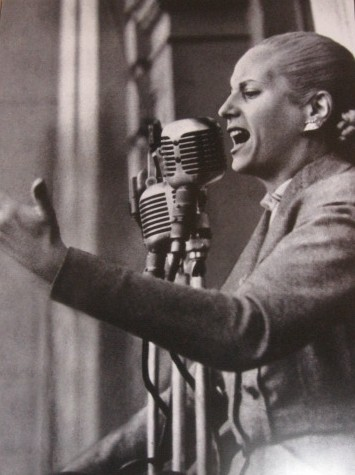
Evita dando un discurso el 1 de mayo de 1951.

Evita insistía en criticar a lo que denominaba genéricamente «la oligarquía» ―un término ya utilizado por los radicales en tiempos de Yrigoyen― que incluiría a la clase alta argentina, atribuyéndoles una posición promotora de la desigualdad social, así como al capitalismo y al imperialismo, terminología que coincidía con la que se utilizaba por entonces en el mundo sindical y los partidos de izquierda. Un ejemplo de ello es el siguiente párrafo de Mi mensaje:

Los dirigentes sindicales y las mujeres que son pueblo puro no pueden, no deben entregarse jamás a la oligarquía. Yo no hago cuestión de clases. Yo no auspicio la lucha de clases, pero el dilema nuestro es muy claro: la oligarquía que nos explotó miles de años en el mundo tratará siempre de vencernos.

Finalmente el discurso de Evita abundaba en elogios incondicionales a Perón y convocaba a apoyarlo sin reservas. La siguiente frase pronunciada en el acto del 1 de mayo de 1949 es un ejemplo de ello:

Sabemos que estamos ante un hombre excepcional, sabemos que estamos ante el líder de los trabajadores, ante el líder de la Patria misma, porque Perón es la patria y quien no esté con la patria es un traidor.

La investigadora Lucía Gálvez, refiriéndose a los discursos de Evita, observa:

Los discursos que le escribía Muñoz Azpiri hablaban, por un lado, del siglo del feminismo victorioso, para caer en seguida en lugares comunes parecidos a los de La razón de mi vida, destinados a exaltar la grandeza de Perón y la pequeñez de su mujer.
Lucía Gálvez

El padre Benítez decía que a Evita hay que juzgarla más por sus actos que por sus palabras: de hecho, consiguió el sufragio femenino y la participación de las mujeres en la política, objetivos perseguidos durante años por los socialistas y feministas.
Uno de sus más recordados discursos acerca de la solidaridad y el trabajo social, fue pronunciado en el Puerto de Vigo, durante su gira internacional:

Solamente involucrándonos con el dolor, viviendo y sufriendo con los pueblos, cualquiera sea su color, raza o credo, se podrá realizar la enorme tarea de construir la justicia que nos lleve a la paz. Bien vale la pena quemar la vida en aras de la solidaridad si el fruto será la paz del mundo y su felicidad aunque ese fruto madure, tal vez, cuando nosotros hayamos desaparecido

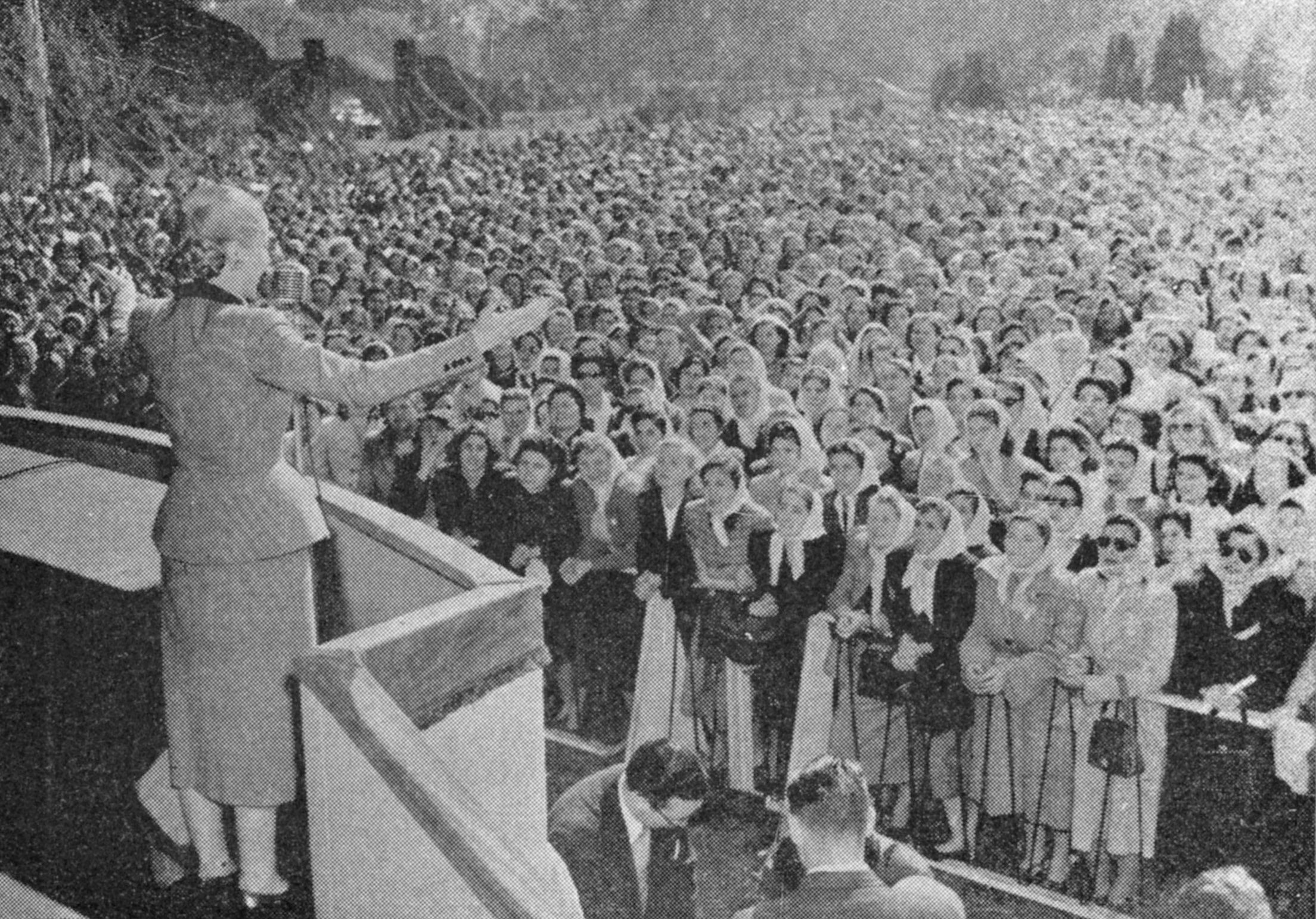
Evita tenía un discurso llano y emocional.

Tras su muerte y al producirse la Revolución Libertadora su familia fue perseguida y los Duarte se exiliaron en Chile y regresaron recién en 1962.

## Popularidad y culto
En toda América Latina, solo otra mujer ha despertado una emoción, devoción y fe comparables a las despertadas por la Virgen de Guadalupe. En muchos hogares es común colgar en la pared una imagen de Evita al lado de una imagen de la Virgen.
Fabienne Rousso-Lenoir

La figura de Evita alcanzó una gran difusión entre las clases populares de la sociedad argentina, que incluía muchas estampas que la representaban de modo similar al que se representa a la virgen María, veneración que molestaba a la Iglesia católica. En julio de 1953 fue conmemorado el primer aniversario de su fallecimiento. Desde un comienzo las misas y los homenajes cívicos se desarrollaban preferentemente al caer la tarde y tenían su punto culminante a las 20:25. Se realizaban hasta  el 26 de julio. Si bien los actos cívicos tenían lugar en los espacios públicos fuera de las iglesias. Mientras tanto, en las ciudades y pueblos del interior del país, la concentración se realizaba en las plazas principales, donde por medio de altoparlantes se transmitía lo que ocurría en el acto central de Buenos Aires.
Eva Perón es la única persona a quien el Congreso Nacional otorgó el título de «jefa espiritual de la nación», el 7 de mayo de 1952, cuando ella cumplía 33 años.
En uno de sus últimos discursos se despidió en estos términos:

Yo les dejo mi corazón, y a todos los descamisados yo los estrecho muy, pero muy cerca de mi corazón y deseo de que se den cuenta de cuánto los amo.

Una de las frases de Evita publicadas en su libro La razón de mi vida, donde habla de su muerte dice:

Tal vez un día, cuando yo me haya ido definitivamente, alguien dirá de mí lo que muchos hijos suelen decir, en el pueblo de sus madres cuando se van, también definitivamente: ¡Ahora recién nos damos cuenta que nos amaba tanto!

La temprana muerte de Evita a los 33 años de edad marcó un hito para la historia de la nación argentina. Su cortejo fúnebre fue presenciado, durante una lluviosa semana, en las calles de Buenos Aires por más de dos millones de personas, y su funeral duró dieciséis días; veintiocho personas murieron en las avalanchas en las calles y más de trescientas sufrieron heridas.
El papa Pío XII recibió 23 000 pedidos para convertirla en santa, y es la única ciudadana argentina que posee el cargo de jefa espiritual de la nación argentina, título oficial otorgado por el Congreso Nacional el 7 de mayo de 1952, día en que cumplía 33 años de edad.
Por otra parte, todavía en vida se impulsó desde el gobierno un vasto  culto a su personalidad: cuadros y bustos de Eva Perón fueron colocados en prácticamente todos los edificios públicos. Esto alimentó, a su vez, el imaginario antiperonista criticando los actos de la Fundación Eva Perón, las ropas lujosas y joyas que solía vestir en los actos protocolares y al tono combativo que abundaba en los discursos.
A partir de su muerte se usó su nombre y fecha de nacimiento para designar establecimientos públicos, estaciones de ferrocarril y subterráneo, ciudades, etcétera. Su autobiografía La razón de mi vida fue establecida como libro de lectura en las escuelas primarias y secundarias.
Durante el gobierno dictatorial de Aramburu-Rojas, la desperonización fue una consigna clave como la promulgación, el 5 de marzo de 1956, del decreto 4161 que prohibía nombrar a Evita, la liquidación de la Fundación Eva Perón, la demolición del palacio Unzué, que había servido de residencia presidencial, y el robo del cadáver de Eva Perón del edificio de la CGT por parte de un comando del Ejército.
Muchos autores consideran que este tipo de críticas encubría la oposición a su tarea de ayuda social y redistributiva, y a la molestia que su discurso y el encumbramiento de una mujer de origen humilde representaba para sectores acostumbrados a los privilegios.
José María de Areilza, jefe de una delegación española llegada a la Argentina en 1947, dejó una semblanza de su persona y el contexto que la rodeaba:

La mujer del presidente despachaba infinitos visitantes. Era un continuo clamor y barullo de cientos de personas abigarradas y heterogéneas que esperaban durante horas ser recibidas por ella. Había comisiones de obreros; mandos sindicales; mujeres del pueblo desgreñadas, con niños; periodistas extranjeros; una familia gaucha con sus ponchos pampeanos, y el paisano con sus largos bigotes negros, sedosos y lacios. Refugiados del telón de acero; fugitivos de Europa; intelectuales y universitarios bálticos; clérigos y monjas; señoras gordas con lentes, gritonas y sudorosas; estudiantes; empleados jóvenes, futbolistas; artistas de teatro y circo, como en un inmenso y cambiante valle de Josafat. Evita, sentada tras una larga mesa que presidía el auditorium, tenía ante sí varios teléfonos, un montón de dossiers, tres o cuatro edecanes, dos secretarios e indefectiblemente uno o dos ministros, un grupo de senadores y diputados, gobernadores de provincias, el presidente del Banco Central y una nube de fotógrafos y operadores cinematográficos. En medio de este aparente caos, especie de kermesse ruidosa y confusa hasta la locura, Evita escuchaba las peticiones más varias que le eran formuladas, desde un aumento de salarios hasta un convenio colectivo, pasando por una vivienda familiar, un ajuar, ropa de niños, puestos en una escuela, alimentos, permisos para rodar un filme, subvenciones de toda índole, denuncias contra abusos de poder, interviús, homenajes, mítines, inauguraciones, asambleas femeninas o entrega de regalos y donativos. Evita era incansable...

Tenía una mezcla de talento natural, habilidad para jugar con los intereses contrapuestos, lenguaje directo, a veces desenfadado, con incrustaciones de lunfardo porteño, imágenes chispeantes, ironía insolente, críticas feroces, inacabable apetito de poder y mando, demagogia efectiva, apelación a lo popular, sin intermediarios, ventana abierta a todos, con una cierta milagrería de ayuda y regalo a los desvalidos y un constante punto de revisión y aguijoneo a la burocracia oficial, empezando por la más alta, que la mantenía en alerta constante... Estaba literalmente consumida por una gran pasión, el peronismo, y, dentro de él, la revolución social entendida a su manera, mitad paternalista, mitad justiciera... Era nacionalista por encima de todo

En 2019 la Confederación General del Trabajo (CGT) solicitó ante la arquidiócesis de Buenos Aires de la Iglesia católica que se iniciaran los trámites para la beatificación de Eva Perón.

## Sentimientos de rechazo y odio
Eva Perón generó sentimientos de rechazo y odio, particularmente en las clases altas. Uno de los capítulos más conocidos del odio a Eva Perón, es la expresión "Viva el cáncer", que habría sido escrita como grafiti en las paredes de Buenos Aires, mientras agonizaba víctima de esa enfermedad.
El escritor Eduardo Galeano se refirió en uno de sus libros al grafiti «¡VIVA EL CÁNCER!», que habría sido pintado en paredes de los barrios de clase alta en los días finales de su vida. En sentido contrario, el periodista e historiador Hugo Gambini afirmó que se carece de pruebas acerca del mismo y conjetura que «de haber existido esa pared pintada, Raúl Apold no hubiera dejado pasar la ocasión de publicar la fotografía en los diarios de la cadena oficialista, acusando a la oposición. Sin embargo, en ese entonces nadie habló de esto». Gambini atribuye su origen a una invención del novelista Dalmiro Sáenz en una entrevista aparecida en el filme Evita, quien quiera oír que oiga de Eduardo Mignogna, que luego José Pablo Feinmann incluye en el libreto del filme Eva Perón dirigido por Juan Carlos Desanzo. La periodista Patricia Sánchez ha relatado en un artículo titulado "Viva el cáncer, paredón y después...", publicado en el diario La Nación que personalmente recogió testimonios que acreditan el hecho. Según los testimonios recogidos por Sánchez el grafiti fue pintado en las paredes de la residencia presidencial. En 2017, el actual presidente de la Nación Argentina Javier Milei, retomó la relación haciendo un chiste en el programa televisivo Animales sueltos conducido por Alejandro Fantino, sobre un ramal ferroviario llamado Eva Perón, diciendo que con ese nombre no podía funcionar bien, porque "ese tren es un cáncer", desatando las risas de los participantes. Posteriormente dicha frase sería utilizada por el diputado de Cambiemos Fernando Iglesias y los periodistas oficialistas Federico Andahazi y Eduardo Feinmann, al burlarse de la enfermedad del excanciller argentino Héctor Timerman También en 2017, se desató un escándalo en la provincia de Tucumán, debido a un mensaje de audio grabado por el concejal Agustín Romano Norri de la Unión Cívica Radical, que responde al intendente de la capital provincial, Germán Alfaro. Ese día coincidió con el 65° aniversario de la muerte de Evita, en el que se vuelve a utilizar la frase para insultar a Eva Perón:

Cortala con Eva Perón, hermano. No te vende, boludo. Es una puta, una ramera. Usted es peronista del peronismo, no de Evita. Lo respeto por eso, pero Evita no vende nada. No me mande fotos de Evita porque Evita es un cáncer. Viva el cáncer.

La nota necrológica escrita por Américo Ghioldi, dirigente del Partido Socialista, opositor al Gobierno, en el periódico Nuevas Bases (órgano oficial del partido) expresó:

La vida de la mujer hoy desaparecida constituye, a nuestro juicio, un ejemplo poco común en la historia. No son raros los casos de hombres de Gobierno o políticos de nota que han contado para su acción pública la colaboración, abierta o disimulada, de sus esposas, pero en nuestro caso toda la obra de nuestro primer mandatario está tan impregnada del pensamiento y de la acción personalísima de su esposa, que resulta imposible separar netamente lo que corresponde al uno y lo que pertenece a la otra. Y lo que da carácter notable y propio al empeño de colaboración de la esposa, fue el abandono que hizo de sí misma, de sus bienes y de su salud; su decidida vocación para el esfuerzo y el peligro, y su fervor casi fanático por la causa peronista, que infundió, a veces, a sus prédicas, dramáticos acentos de lucha cruenta y de despiadado exterminio.
Américo Ghioldi

## Discriminación de género
Eva Perón tuvo una destacada actuación política en una época en la que la discriminación contra las mujeres llegó a picos muy altos en todo el mundo. Al comenzar su actuación en 1944/46, en Argentina a las mujeres no se les reconocían derechos políticos, en tanto que sus derechos civiles eran muy reducidos, al punto que la legislación establecía que las mujeres casadas eran «incapaces relativas», en la misma categoría que los menores adultos, y no tenían siquiera la titularidad de la patria potestad de sus hijos. Todas esas normas discriminatorias de género serían derogadas durante el primer gobierno peronista. En el caso de Eva Perón, la discriminación se agravaba por su pertenencia étnica, peyorativamente denominada «cabecita negra», su origen social de «clase baja», el hecho de que sus padres no estuvieran casados, su condición de mujer trabajadora y su oficio de actriz.
Desde muy joven Eva Perón mostró una conducta desafiante frente a los prejuicios de género. La decisión de migrar sola a Buenos Aires cuando aún era una adolescente, su rechazo a la norma generalizada que exigía la virginidad femenina antes del matrimonio, su acción sindical hasta el punto de ser elegida secretaria general de un sindicato ―algo excepcional en Argentina incluso a comienzos del siglo XXI―, su participación en la campaña electoral de Perón ―la primera esposa en hacerlo en Argentina―, la fundación y presidencia del Partido Peronista Femenino y finalmente el movimiento que la propuso como candidata a la Vicepresidencia de la Nación, algo que ninguna mujer había logrado en ese entonces en el mundo.
Gran cantidad de investigadores y observadores han destacado la discriminación de género sufrida por Evita en la vida política. Su biógrafa Marysa Navarro:

Si Evita no hubiera sido mujer, nada más lógico que aspirara a la vicepresidencia o a la presidencia. Pero el hecho de que lo fuera la convertía en esos momentos en una persona excepcional, pues eran muy pocas las mujeres en regímenes republicanos que se atrevían a contemplar seriamente la posibilidad de dirigir los destinos de su país... El afán de Evita por negar su ambición política en ésta y otras ocasiones se debe en gran parte a la necesidad de refutar lo que llegaba hasta ella como un insulto, y que ella aceptaba como tal, pues de otro modo no se habría preocupado tanto por desmentirlo. En realidad, sus enemigos daban a la palabra una fuerte connotación peyorativa. Teniendo en cuenta que la ambición es aceptada como componente normal de todo hombre que busca ocupar una función pública —aunque la niegue y generalmente la enmascare como «sacrificio»— solamente puede explicarse el sentido negativo que se le daba en el caso de Evita por ser ella una mujer. Las resistencias que despertaron sus actos desde un primer momento no pueden aislarse del contexto político, pero tampoco puede ignorarse el hecho de que era una mujer que desempeñaba tareas supuestamente impropias para una persona de su sexo. La ambición, apropiada para el hombre, no lo era para una mujer, disminuía su «femineidad». Esto se ve claramente en muchas de las obras que aparecieron después de 1955,
en las que los autores tienden a describir a Evita como una mujer de carácter esencialmente «masculino».
Marysa Navarro

Ella misma fue gravemente discriminada por el antiperonismo y los sectores conservadores, por su conducta sexual liberal, real o supuesta, y por asumir roles y comportamientos que en esa época eran considerados exclusivos de los varones, sugiriéndose que era lesbiana, al igual que su amiga y protectora Pierina Dealesi.
Evita era habitualmente descalificada por los sectores antiperonistas con insultos o calificaciones negativas relacionados con el género. Entre estas últimas se destaca la que realizara el líder socialista Américo Ghioldi, que consideraba que en otra situación, Evita:

... habría sido una energía utilizable para el bien, dispuesta para el libre juego de las condiciones femeninas de delicadeza, dulzura, tolerancia, comprensión y benevolencia humana que no la dejaron cultivar ni expresar en ningún momento.
Américo Ghioldi

También se destaca en este sentido la conclusión sexista del célebre escritor Ezequiel Martínez Estrada, al afirmar, refiriéndose a Evita y a Perón, que:

En realidad, él era la mujer y ella el hombre.
Ezequiel Martínez Estrada

También se la criticó y denostó por su apoyo a los homosexuales. En 1946 el célebre bailarín español Miguel de Molina, torturado y expulsado de España por el franquismo, debido a la exhibición pública de su homosexualidad y su adhesión a la causa republicana, le escribió una carta a Eva Perón solicitándole asilo, quien de inmediato le abrió las puertas del país, razón por la cual fue un eterno agradecido al peronismo. Eva fue también amiga personal de Paco Jamandreu, un conocido diseñador de moda y actor argentino que se declaraba públicamente homosexual, en una época en la que hacerlo era considerado pecado mortal y conllevaba serios riesgos de discriminación y acoso homofóbico.

## Influencia póstuma de Eva Perón
Tras su muerte, la figura de Evita fue incorporada en los discursos de diversos sectores políticos argentinos. En primer lugar los sindicatos, vinculados estrechamente a ella durante su vida, han rescatado su nombre y su imagen, junto al de Perón, como símbolos máximos del protagonismo de los trabajadores en la historia argentina.
Se le ha atribuido un carácter revolucionario, y a veces su imagen es asociada con el Che Guevara, en una relación simbólica incentivada por la circunstancia de haber ambos muerto a temprana edad.
La izquierda peronista y en particular el grupo guerrillero Montoneros utilizó en su discurso la figura de Evita y es así que una de sus consignas decía: «Si Evita viviera sería montonera». Esta organización vinculó el secuestro y posterior asesinato del general Pedro Eugenio Aramburu, con el ocultamiento del cadáver de Eva Perón. En 1974 secuestraron el cuerpo de Aramburu con el fin de presionar al Gobierno constitucional de Perón a traer el cadáver de Evita, que se encontraba en la quinta Diecisiete de Octubre, de propiedad de Perón.
Caído el primer Gobierno peronista (en 1955), el título de Jefa Espiritual de la Nación fue reemplazado en el imaginario popular por el de «Abanderada de los humildes».
En su poema Eva (ver aquí), María Elena Walsh se refiere a la influencia de Evita después de su muerte del siguiente modo:

Cuando los buitres te dejen tranquila

y huyas de las estampas y el ultraje

empezaremos a saber quién fuiste.

El de Evita es el único retrato de esposa de presidente en el Salón de Presidentes Argentinos de la Casa Rosada, junto al de su esposo.
Además fue nombrada como el símbolo femenino de los 200 años de la historia argentina a través del Decreto 329 (publicado en el Boletín Oficial) y anunciado por la entonces presidenta Cristina Fernández de Kirchner, otorgándole la distinción de «Mujer del Bicentenario».
Además, la Fundación Eva Perón brindó ayuda social a los sectores más desprotegidos de la población, como a los ancianos, los niños, las madres solteras o las empleadas domésticas, y brindó también ayuda internacional a diversos países: entre los principales se encuentran España e Israel.

## Sus nombres
El nombre de Eva fue cambiando con el tiempo. Su nombre de bautismo fue Eva María Duarte, como surge del acta parroquial. Así fue también inscripta en la escuela de Junín. Una vez en Buenos Aires, adoptó como nombre el de Eva Duarte, aunque también utilizó brevemente el de Eva Durante. Al contraer matrimonio con Perón en 1945 su nombre legal fue establecido como Eva María Duarte de Perón. Después de que Perón fue elegido presidente, tomó el nombre de Eva Perón, tal como fue denominada su fundación. Finalmente, a partir de 1946, aproximadamente, el pueblo comenzó a llamarla «Evita». Con respecto a su nombre ella misma dice en La razón de mi vida:

Cuando elegí ser «Evita», sé que elegí el camino de mi pueblo. Ahora, a cuatro años de aquella elección, me resulta fácil demostrar que efectivamente fue así. Nadie sino el pueblo me llama «Evita». Solamente aprendieron a llamarme así los «descamisados». Los hombres de gobierno, los dirigentes políticos, los embajadores, los hombres de empresa, los profesionales, los intelectuales, etc. que me visitan, suelen llamarme «Señora»; y algunos incluso me dicen públicamente «Excelentísima Señora» o «Dignísima Señora», y aun, a veces, «Señora Presidenta». Ellos no ven en mí más que a Eva Perón. Los descamisados, en cambio, no me conocen sino como «Evita».

Confieso que tengo una ambición, una sola y gran ambición personal: quisiera que el nombre de Evita figurase alguna vez en la historia de mi Patria. Quisiera que de ella se diga, aunque no fuese más que en una pequeña nota, al pie del capítulo maravilloso que la historia ciertamente dedicará a Perón, algo que fuese más o menos esto: «Hubo al lado de Perón una mujer que se dedicó a llevarle al presidente las esperanzas del pueblo, que luego Perón convertía en realidades». Y me sentiría debidamente, sobradamente compensada si la nota terminase de esta manera: «De aquella mujer solo sabemos que el pueblo la llamaba, cariñosamente, Evita».

## Condecoraciones
Eva Perón recibió la Gran Cruz de Honor de la Cruz Roja Argentina, los Laureles a la distinción del Reconocimiento de Primera Categoría (CGT), la Gran Medalla a la Lealtad Peronista en Grado Extraordinario (17 de octubre de 1951), y la más alta condecoración de la República Argentina: el Collar de la Orden del Libertador General San Martín (18 de julio de 1952).
Durante la Gira del Arco Iris (de 1947), Eva Perón recibió la Gran Cruz de la Orden de Isabel la Católica (España), la Medalla de Oro (Mónaco) y la Gran Cruz de Oro de la Orden al Mérito en atención a su obra social y a su gestión a favor del acercamiento internacional (República Dominicana, entregada por la embajada de ese país en Uruguay).
En otras oportunidades recibió la Comendador de la Cruz del Sur (Brasil); Gran Cruz de Orange-Nassau (Holanda); Gran Cruz del Águila Azteca (México); Dama Gran Cruz de Malta; Gran Cruz de la Orden de los Oméyades (Siria); Gran Cruz de la Cruz Roja Ecuatoriana y Gran Cruz de la Fundación Internacional Eloy Alfaro, Gran Cruz al Mérito (Ecuador); Gran Cruz extraordinaria de Boyacá (Colombia); Gran Cruz de Honor y Mérito (Haití); Gran Cruz de la Orden El Sol (Perú); Gran Cruz de la Orden del Cóndor de los Andes (Bolivia); Gran Cruz de la Orden Nacional del Mérito (Paraguay).

Armas de Eva María Duarte como dama de la Real Orden de Isabel la Católica.

## Obras publicadas
Existen tres obras publicadas de Eva Perón: La razón de mi vida (1951), Mi mensaje (1952) e Historia del peronismo (1952), los dos primeros libros de su autoría, el último recopilación de sus clases magistrales en la Escuela Superior Peronista, dictadas en 1951 y editadas más tarde por la editorial Mundo Peronista, en un volumen de 170 páginas.
El 15 de octubre de 1951 se publicó La razón de mi vida, sobre el que venía trabajando desde hacía tres años y que fue escrito con la ayuda del periodista español Manuel Penella y el escritor argentino Raúl Mendé, entre otros.
Más tarde se publicaría Mi mensaje, último libro de la por entonces primera dama de la Argentina. El libro fue terminado unos días antes de su fallecimiento y un fragmento del mismo fue leído durante un acto en Plaza de Mayo, dos meses y medio después de su muerte. Debido al deterioro de su salud, tuvo que dictarlo.
Historia del peronismo, por su parte, es la versión taquigráfica de nueve charlas que Eva dio entre marzo y mayo de 1951 a los cuadros militantes del peronismo, en el marco del adoctrinamiento encarado por la recién creada Escuela Superior Peronista, que funcionó entre 1951 y 1955 en la sede de la calle San Martín 665, de la ciudad de Buenos Aires.

## Obras sobre Evita
La vida de Evita ha sido motivo de una gran cantidad de obras artísticas, tanto en la Argentina como en el mundo. Sin duda alguna la más conocida es el musical Evita, de Andrew Lloyd Webber y Tim Rice (1975), en el que se basó la película musical del mismo nombre, dirigida por Alan Parker e interpretada por Madonna.

### Cine y televisión
- Eva Perón inmortal (1952, cortometraje dirigido por Luis César Amadori)
- Evita, quien quiera oír que oiga (1984, película dirigida por Eduardo Mignogna)
- Evita (1996, película basada en la obra musical homónima dirigida por Alan Parker)
- Eva Perón (1996, película dirigida por Juan Carlos Desanzo, con guion de José Pablo Feinmann)
- Padre Coraje (2004, telenovela argentina galardonada con el Premio Martín Fierro de Oro)[243]
- Juan y Eva (2011, película dirigida y guionada por Paula de Luque, basándose en un relato de Jorge Coscia)
- Eva de la Argentina, una bandera a la victoria (2011, película dirigida por María Seoane basada en los dibujos de Francisco Solano López, con música original de Gustavo Santaolalla)[244]
- Carta a Eva (2012, miniserie dirigida por Agustí Villaronga)
- Eva no duerme (2015, película dirigida por Pablo Agüero)
- Santa Evita (2022, serie basada en la novela homónima de Tomás Eloy Martínez)

### Música

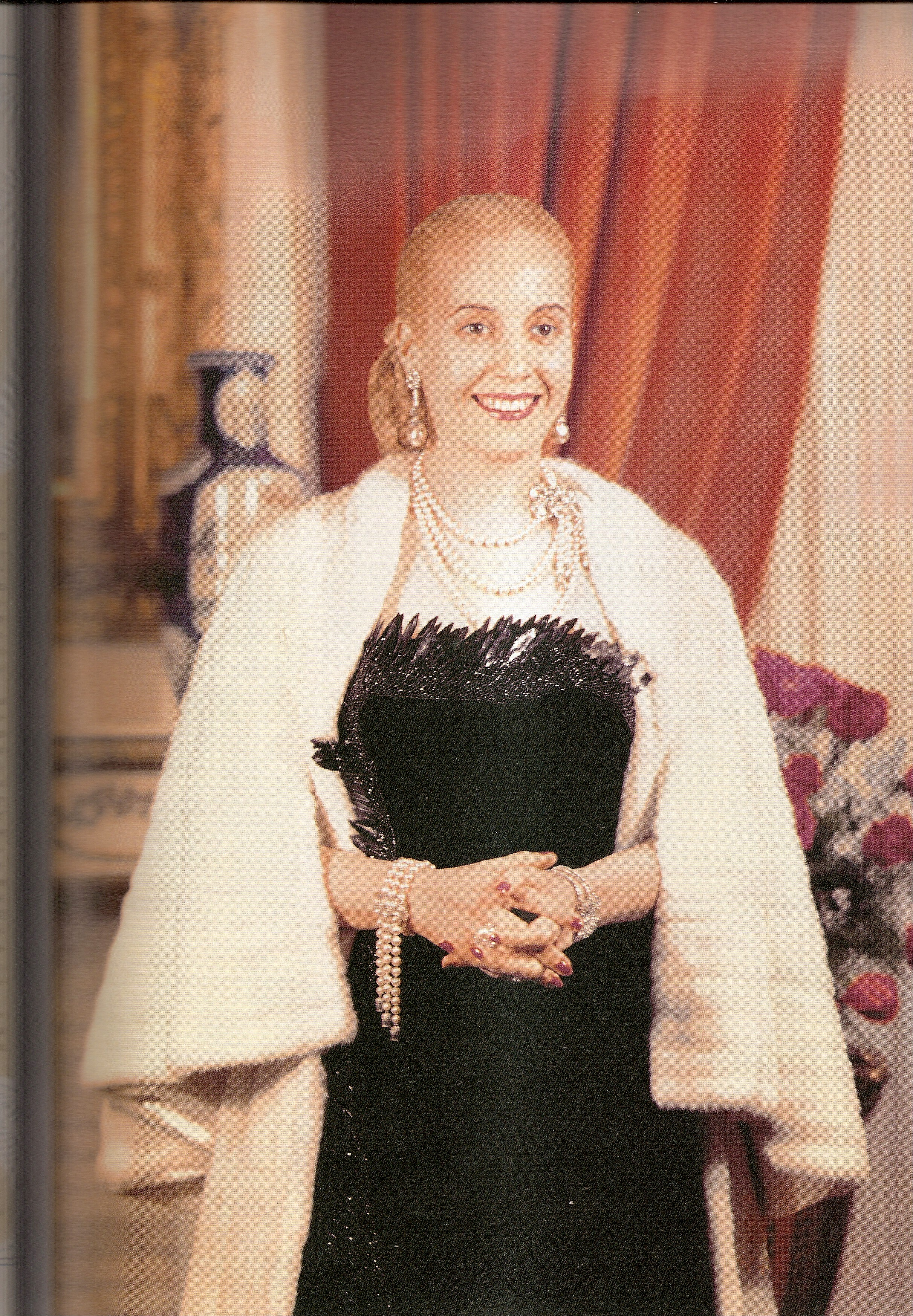
Eva Perón vestida con traje de gala.

- Evita (1975, musical producido por el compositor Andrew Lloyd Weber y escrito por Tim Rice, protagonizado por Elaine Paige en el London's West End, por Patti LuPone en Broadway, por Paloma San Basilio en España e Hispanoamérica, por Rocío Banquells en México y por Elena Roger en el Teatro Adelphi)[245]
- Quien quiera oír que oiga (1983, musical compuesto e interpretado por Lito Nebbia, que forma parte de la banda musical de la película Evita, quien quiera oír que oiga)
- Eva (1986 y 2008, musical interpretado por Nacha Guevara, con textos de Pedro Orgambide y música de Alberto Favero)
- Evita (1990, ópera de Andrés Pedro Risso)
- La Duarte (2004, espectáculo de danza teatro creado especialmente por Silvia Vladimivsky para Eleonora Cassano, sobre una idea original de Lino Patalano y con música de Sergio Vainikoff)
- Eva María (2008, canción compuesta e interpretada por Ignacio Copani)

### Literatura

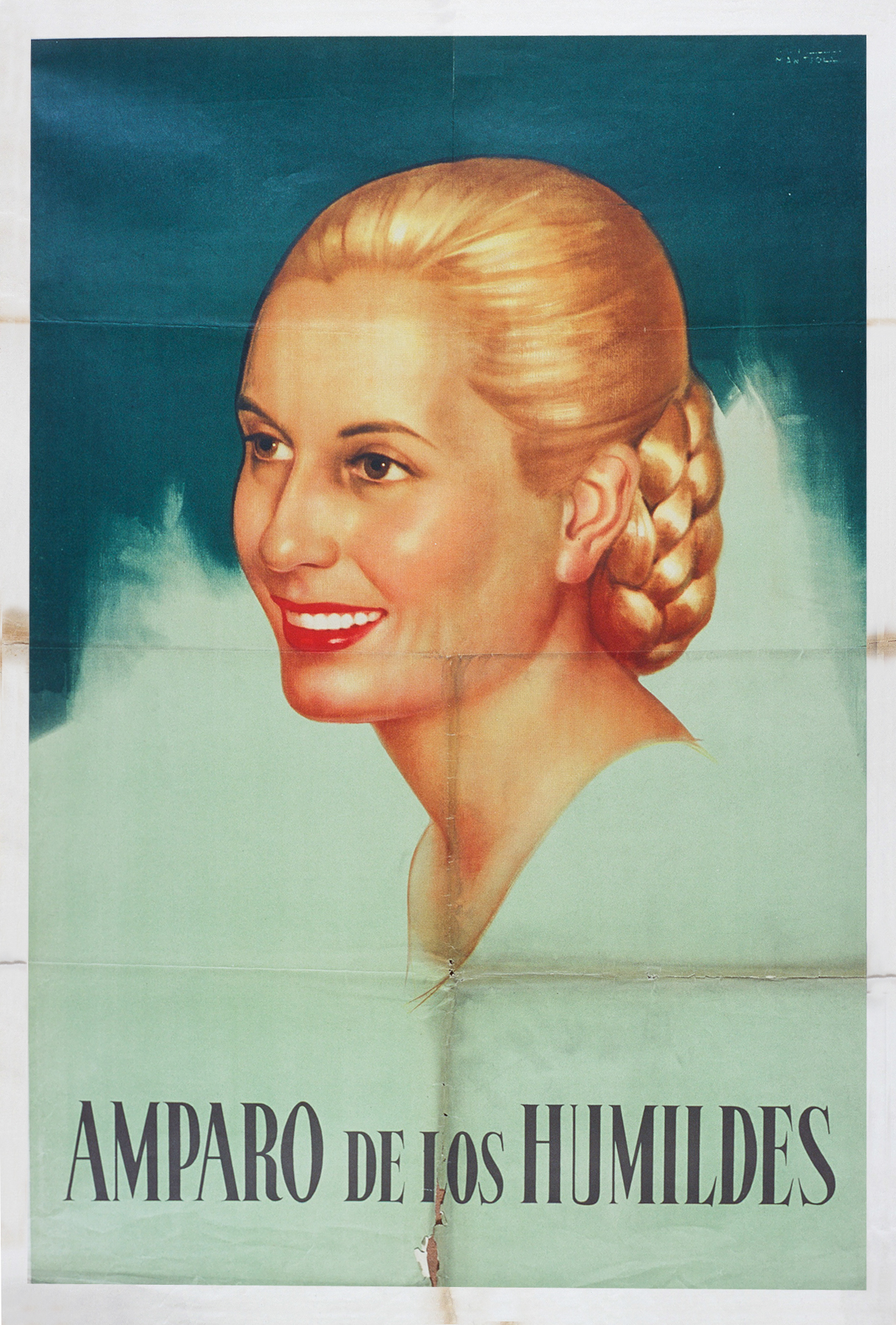
«Amparo de los humildes», afiche de propaganda oficial sobre la figura de Eva Perón.

- Volveré y seré millones (1962, poema de José María Castiñeira de Dios, que generó la confusión de atribuirle la frase del título a Evita)[246]
- Esa mujer (1963, cuento de Rodolfo Walsh) (Leer en línea aquí)
- La Señora muerta (1963, cuento de David Viñas)
- Ella (1966, cuento de Juan Carlos Onetti)[247]
- Eva Perón (1969, obra teatral de Copi)
- Evita, vida y obra de Eva Perón (1970, historieta del guionista Héctor Germán Oesterheld y el dibujante Alberto Breccia)
- Eva Perón en la hoguera (1972, poema de Leónidas Lamborghini)
- Evita vive (1975, cuento de Néstor Perlongher)[248](Leer en línea aquí)
- Eva (1976, de María Elena Walsh) (Leer en línea aquí)
- Eva (1986, obra teatral protagonizada por Nacha Guevara y con música de Alberto Favero)
- Roberto y Eva. Historia de un amor argentino (1989, novela de Guillermo Saccomano)
- Santa Evita (1995, novela de Tomás Eloy Martínez)
- Evita, la loca de la casa (2003, novela de Daniel Herrendorf)
- Eva y Victoria (2008, obra teatral de Mónica Ottino)
- La razón de mi Eva (2012, obra teatral de Edo Azzarita con música de Carlos Zabala)
- Evita. Nacida para molestar (2019, historieta de Miguel Rep)[249]
- Evita 100 años, Universidad Nacional de las Artes, Museo Evita, Página 12, 2019, 23 postales.

### Fotografías
- Son especialmente reconocidas las fotografías de Eva Perón tomadas por Pinélides Fusco (1913-1991), destacándose "El abrazo" y "Evita con el pelo suelto". También son de relevancia las tomadas en la década de 1930 por Annemarie Heinrich.

### Pinturas
- El pintor oficial de Eva Perón fue Numa Ayrinhac (1881-1951), un francés radicado desde niño en Pigüé. Sus dos obras más destacadas son el Retrato de Eva Perón de 1950, reproducido en la tapa del libro La razón de mi vida y cuyo original fue destruido en 1955, y el Retrato de Juan Perón y Eva Perón (1948), único retrato oficial de la pareja, actualmente propiedad del gobierno nacional y expuesto en el Museo de los Presidentes de la Casa Rosada.

Por otra parte, el artista plástico Daniel Santoro ha explorado la iconografía del primer peronismo, y en particular la figura y la influencia de Evita, en obras como El mundo se convierte, Luto, o Evita y las tres ramas del movimiento.

## Museos
Los principales museos sobre Eva Perón son:
- Museo Evita, oficial. Lafinur 2988, Buenos Aires. Funciona en una casa que en tiempos de Eva Perón había sido un hogar para madres solteras de la Fundación Eva Perón.
- Museo Casa Natal en Los Toldos, ciudad de Los Toldos, Provincia de Buenos Aires. Funciona en la casa a la que la familia se mudó cuando Eva Perón tenía siete años de edad. Ubicada en la calle Eva Perón 1021.
- Sala Museo Eva Perón, en el Hospital Juan Perón, Ciudad de Avellaneda, Provincia de Buenos Aires. Se trata de la sala en la que Eva Perón fue internada y operada en 1951, y donde votó en las elecciones del 11 de noviembre de 1951.
- Museo Eva Perón en la Unidad Turística Embalse, Río Tercero, Provincia de Córdoba. Funciona en una colonia de vacaciones construida por la Fundación Eva Perón. Ubicado en Camino a la Cruz S/N Embalse, Córdoba.

## Homenajes

### Proyecto de 1952
En 1951, Eva Perón comenzó a pensar en un monumento que conmemorara el Día de la Lealtad y cuando Evita comenzó a tomar conciencia de la gravedad de su enfermedad, expresó el deseo de descansar en la cripta de ese monumento. Encargaron a León Tomassi, un escultor italiano que preparara la maqueta con la instrucción textual de Evita: «Tiene que ser el más grande del mundo». Cuando a finales de 1951 estuvo lista, ella le requirió para que el interior se pareciera más a la tumba de Napoleón que recordaba haber visto en París durante su gira de 1947.
Conforme la maqueta finalmente aprobada, la figura central, de sesenta metros, se alzaría sobre un pedestal de setenta y siete. A su alrededor, una enorme plaza, tres veces más amplia que el Campo de Marte, estaría rodeada por 16 estatuas de mármol del Amor, de la Justicia Social, de los Niños Únicos Privilegiados y de los Derechos de la Ancianidad. En el centro del monumento se construiría un sarcófago como el de Napoleón en Los Inválidos, pero de plata, con una imagen yacente en relieve. El conjunto arquitectónico era más alto que la basílica de San Pedro, medía una vez y media la Estatua de la Libertad (de 91 metros), triplicaba la del Cristo Redentor y su dimensión era similar a la de la pirámide de Keops; pesaría 43 000 toneladas y la estructura incluiría 14 ascensores. La ley de erección del monumento a Eva Perón se aprobó 20 días antes de que falleciera y se eligió ubicarla en Palermo. Cuando en septiembre de 1955 los cimientos estaban terminados y la estatua a punto de ser embutida en el encofrado, la sublevación militar que derrocó a Perón frustró la obra, y lo ya realizado fue demolido.

### Concreción del monumento en 1999
La Ley 23.376 de 1986 dispuso levantar el monumento a Eva Perón, que se emplazó en la plaza ubicada en Avenida del Libertador entre Agüero y Austria, en el predio de la Biblioteca Nacional y fue inaugurado por el presidente Carlos Menem el 3 de diciembre de 1999. Es una estructura de piedra de casi 20 metros de alto realizada por el artista Ricardo Gianetti con granito para el pedestal y bronce para la propia escultura, que representa a Eva Perón, en actitud de avance. Sobre la base de la escultura se lee: «Supo dignificar a la mujer, dar protección a la infancia y amparar la ancianidad, renunciando a los honores». «Quiso para siempre ser simplemente Evita, eterna en el alma de nuestro pueblo, por mejorar la condición humana de humildes y trabajadores, luchando por la justicia social».

### Murales en la avenida Nueve de Julio, de Buenos Aires
Al cumplirse 59 años de su fallecimiento, el 26 de julio de 2011, se inauguró el primero de los dos murales gigantes de Evita aplicados en el edificio donde funcionan los ministerios de Desarrollo Social y Salud (ex MOP) sobre la Avenida Nueve de Julio y Belgrano, en la Ciudad de Buenos Aires, obra ideada por el artista plástico argentino Alejandro Marmo.
El primero en inaugurarse fue el mural de la fachada sur que luce la imagen de Evita sonriente, aquella que ilustra el libro La razón de mi vida.
El segundo mural, aplicado en la fachada norte del edificio, fue inaugurado el 24 de agosto de 2011. Es la imagen de una Evita combativa hablándole al pueblo. Ambos murales tienen una altura de 31x24 metros y están construidos en acero corten.
La idea de Marmo surgió en el marco de su proyecto Arte en las fábricas, en 2006, con el nombre «Sueños de victoria», con el propósito de reivindicar la figura de Evita como ícono cultural y de identidad nacional. Cuatro años más tarde en el marco de la declaratoria de Eva María Duarte de Perón como «Mujer del Bicentenario», fue incorporado como intervención artística en el ex MOP (Decreto 329/10).

### Papel moneda
El 26 de julio de 2012, cuando se conmemoraban los sesenta años del fallecimiento de Eva Perón, la presidenta Cristina Fernández de Kirchner anunció públicamente la emisión de billetes con el valor de 100 pesos, que en aquel momento se emitían con el retrato de Julio Argentino Roca, con el retrato de Eva Perón, convirtiéndose así la primera mujer real que aparece en la numismática argentina (Manuelita Rosas figura en los billetes de 20 pesos, aunque mínimamente). La imagen incluida en los billetes se basa en el diseño de 1952, cuyo boceto fue encontrado en la Casa de la Moneda, confeccionado por el grabador Sergio Pilosio con ajustes del artista Roger Pfund. Pese a ser una edición conmemorativa, la presidenta Fernández había solicitado que el nuevo billete reemplazase a los antiguos billetes de Roca.

### Especies botánicas nuevas para la ciencia
- (Familia Scrophulariaceae) Angelonia evitae Descole & Borsini[254]